# Orobanchaceae
Orobanchaceae Vent., 1799 è una famiglia di piante spermatofite dicotiledoni appartenenti all'ordine delle Lamiales, dall'aspetto di piccole erbacee parassite annuali o perenni.

## Etimologia
Il nome della tribù deriva da due termini greci òrobos (= legume) e anchéin (= strozzare) e indicano il carattere parassitario di buona parte delle piante di questo gruppo a danno delle Leguminose (nell'antica Grecia questo nome era usato per una pianta parassita della "veccia" - Vicia sativa).
Il nome scientifico della famiglia è stato definito dal botanico francese Étienne Pierre Ventenat  (1 marzo 1757 – 13 agosto 1808) nella pubblicazione "Tableau du Règne Végétal, Selon de Méthode de Jussieu. Paris -  2: 292." del 1799.

## Descrizione

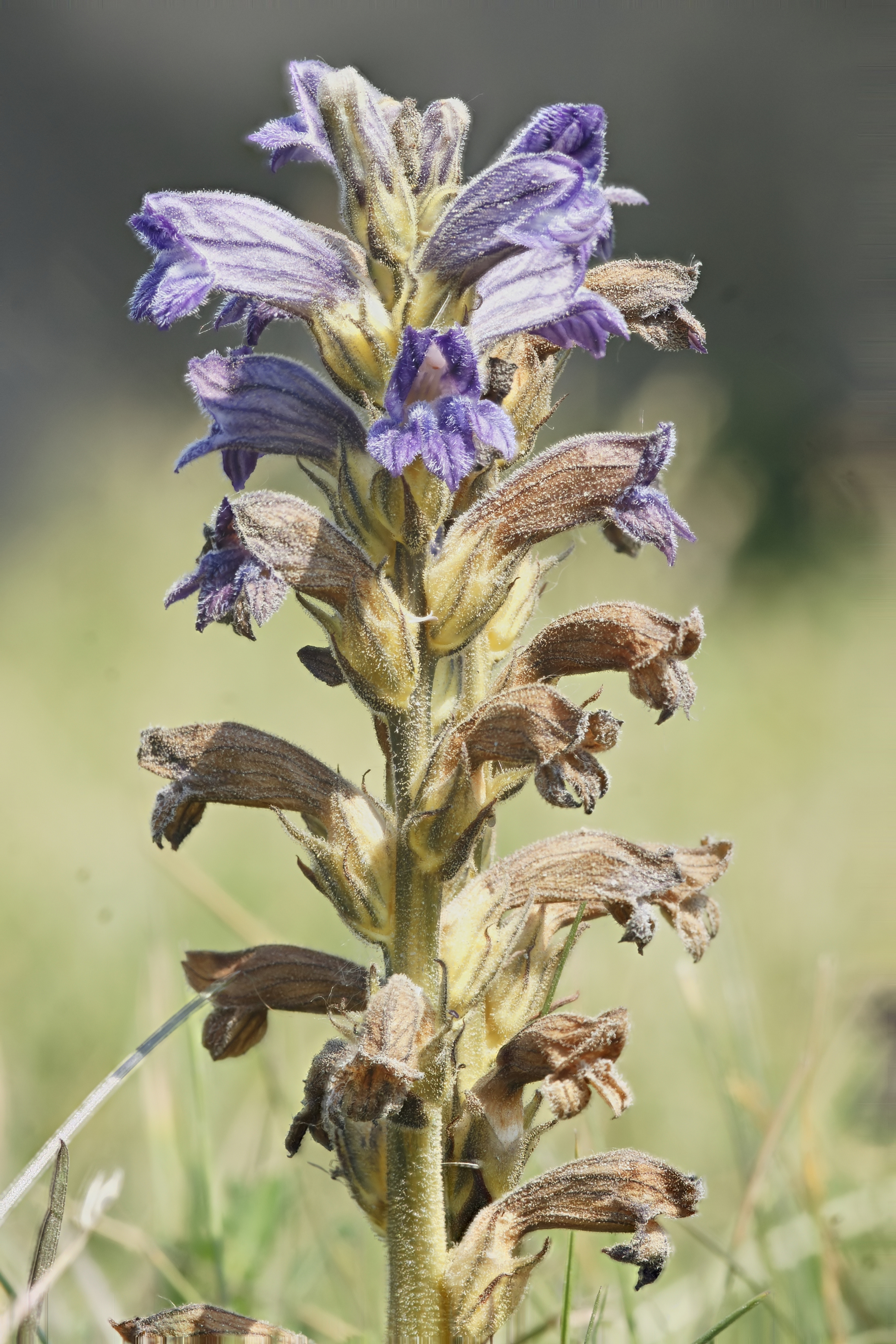
Il portamento
Orobanche purpurea
(Tribù Orobancheae)

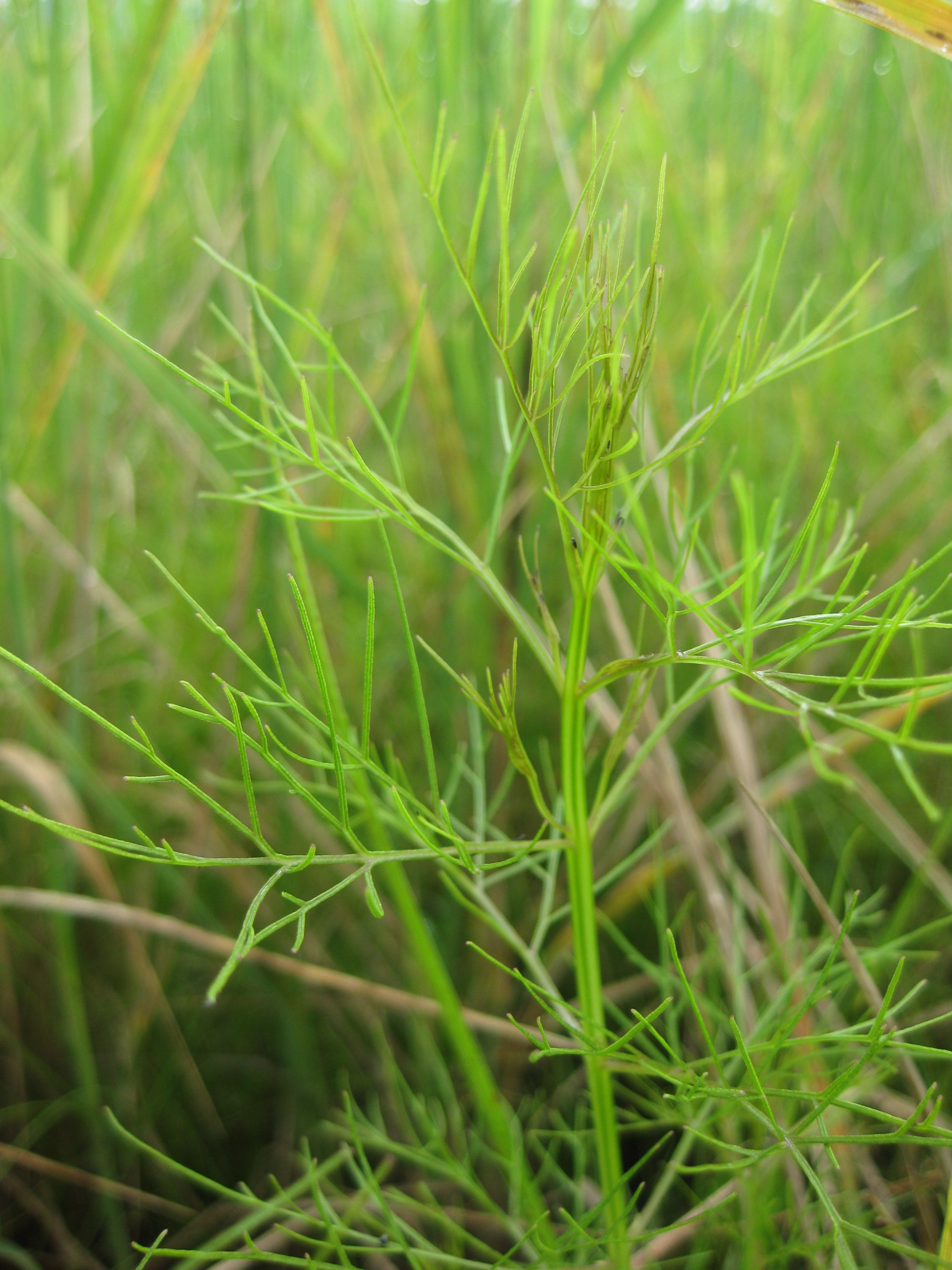
Le foglie
Rhamphicarpa fistulosa
(Tribù Buchnereae)

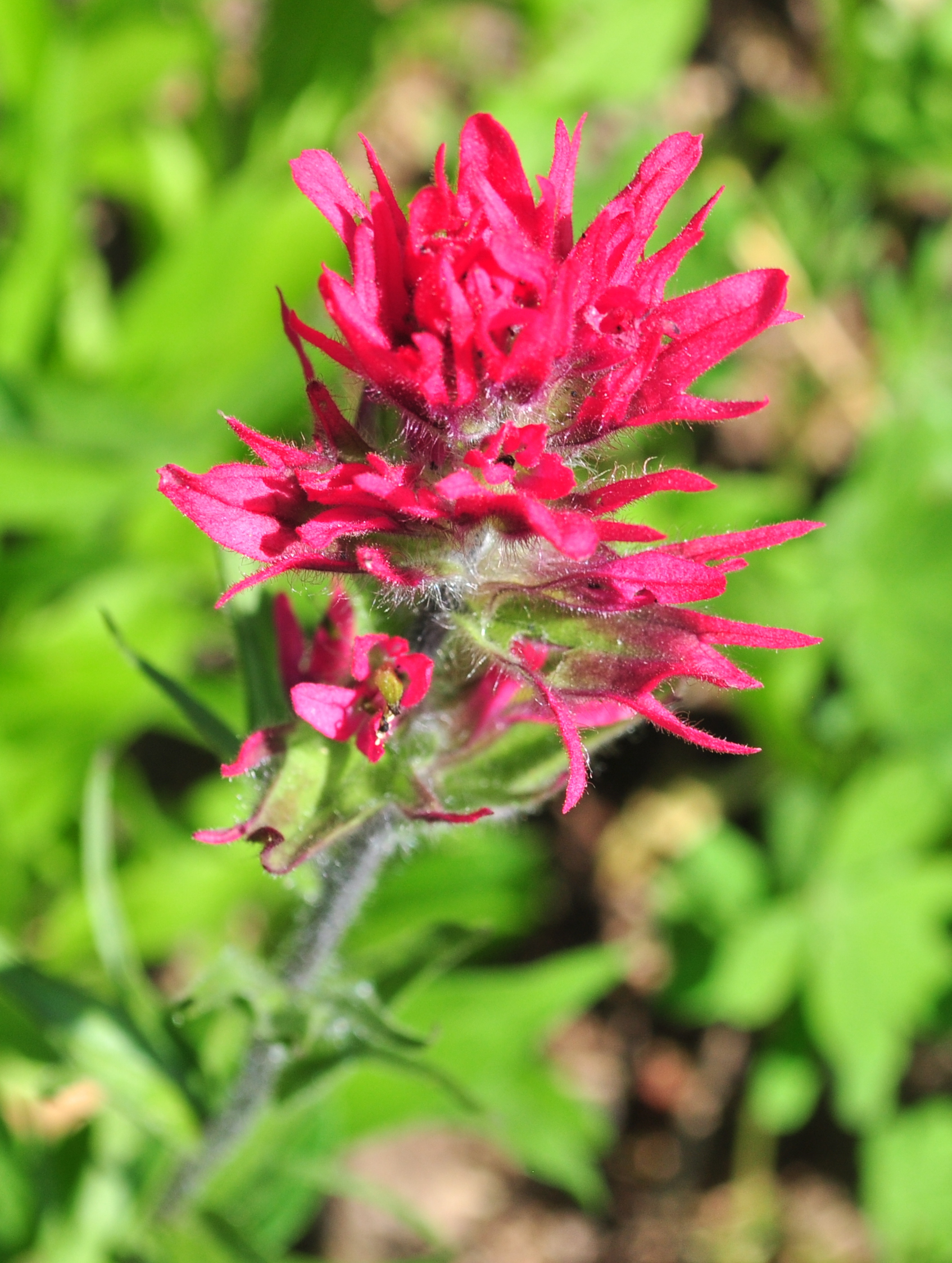
Infiorescenza
Castilleja parviflora
(Tribù Castillejeae)

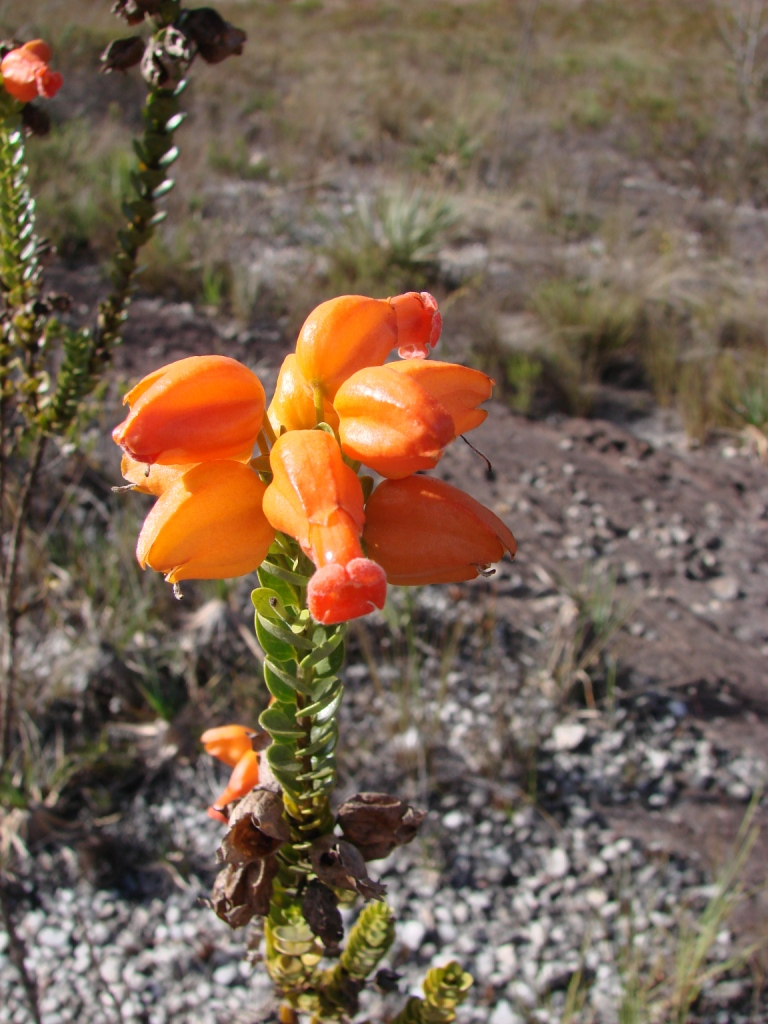
I fiori
Physocalyx major
(Tribù Escobedieae)

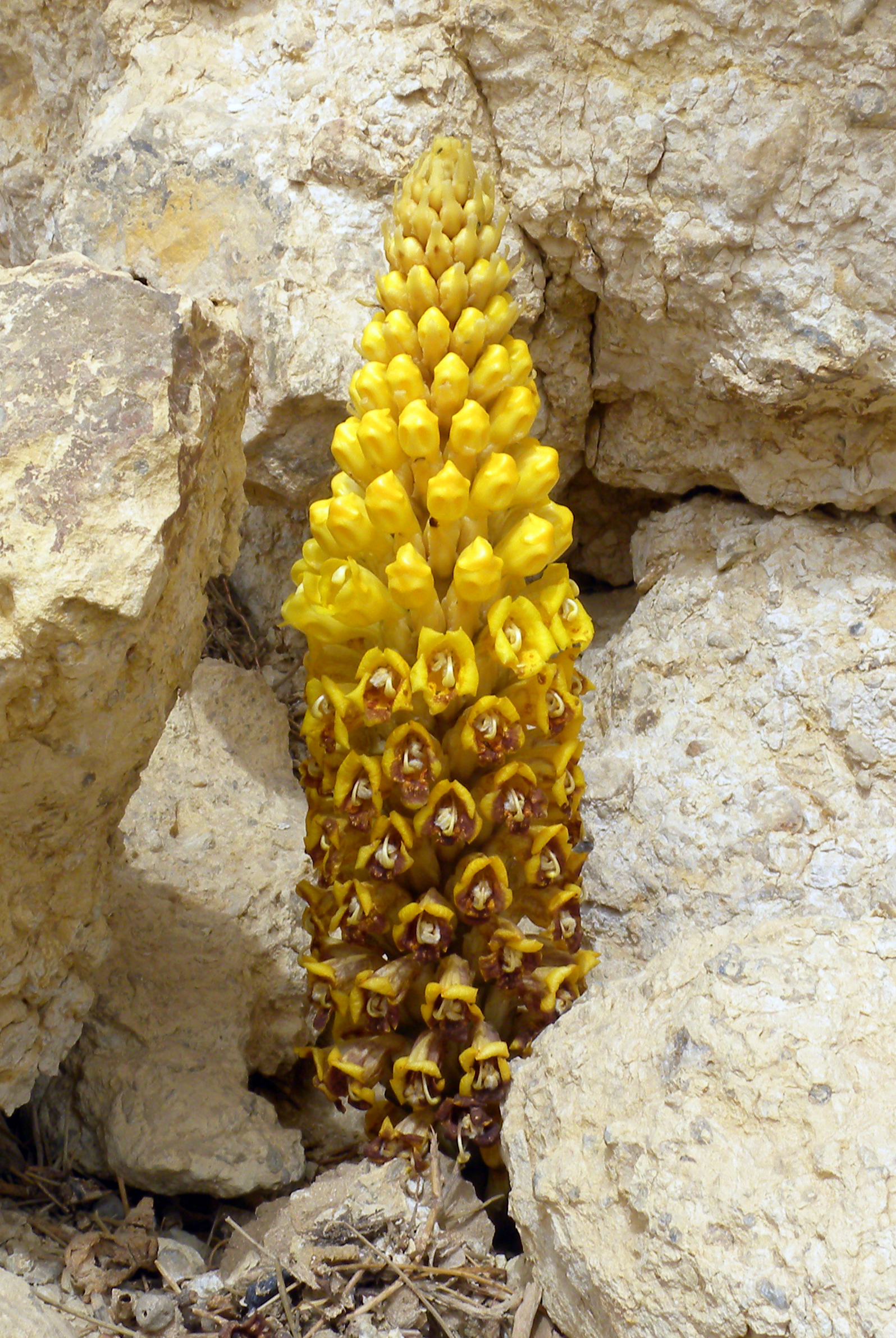
Cistanche tubulosa

Le piante di questa famiglia sono delle erbe o arbusti alti al massimo 1 m. La forma biologica prevalente è terofita parassita (T par), ossia sono piante erbacee che differiscono dalle altre forme biologiche poiché, essendo annuali, superano la stagione avversa sotto forma di seme e sono munite di asse fiorale eretto e spesso privo di foglie. Sono presenti anche piante con forme biologiche perenni tipo geofite parassite (G par), sono piante provviste di gemme sotterranee e radici provviste di organi specifici per nutrirsi della linfa di altre piante. Inoltre alcuni generi non contengono clorofilla per cui nel secco si colorano di bruno (contengono cioè un composto chimico chiamato "orobanchina"). Altre forme biologiche sono: terofite scapose (T scap), ma anche geofite rizomatose (G rhiz). Le piante di questo gruppo sono sia semiparassite (emiparassite) che parassite complete (oloparassite), vivono cioè in funzione di un altro organismo; alcune specie possono vivere anche autonomamente. La pubescenza di queste piante è varia, formata soprattutto da peli semplici, ma anche da peli ghiandolosi.

### Radici
Le radici sono fascicolate e si diramano da un bulbo o rizoma centrale. Nella parte finale sono provviste di austori succhianti che parassitano l'apparato radicale delle piante ospiti. Alcune specie hanno un solo grosso austorio, altre molti ma piccoli.

### Fusto
La parte aerea del fusto è eretta, sottile e ramificata o semplice; talvolta è dilatata alla base. La sezione del fusto in genere è cilindrica. La consistenza è carnosa o anche legnosa. La superficie è densamente pubescente o anche da ghiandolosa-pubescente a glabra. In alcune specie del genere Rhinanthus (e in modo minore in altre) si presenta il fenomeno del polimorfismo stagionale (altezze e configurazioni diverse del fusto della stessa pianta a seconda della stagione).

### Foglie
Le foglie in alcuni generi sono scarse e ridotte a delle squame sessili o amplessicauli; altrimenti sono normali e disposte in modo alterno o sono spiralate ed hanno delle forme semplici da ovoidi a lanceolate con apici ottusi e margini interi o dentati, oppure sono pennato-lobate o pennatosette. In alcune specie sono embricate con colorazione da rossa a gialla. Le stipole sono assenti.

### Infiorescenza
Le infiorescenze sono indefinite a forma di spiga o racemo lineare allungato con fiori sessili (o brevemente pedicellati) ben distanziati oppure densamente raggruppati. I fiori sono da uno (o pochi) a molti, terminali o ascellari. In alcune specie i fiori sono dimorfici. Le brattee dell'infiorescenza sono del tipo ovato; in alcuni casi sono aristate; sono colorate di rosso, violetto o purpureo.

### Fiori
I fiori sono ermafroditi, zigomorfi (del tipo bilabiato), tetraciclici, ossia con quattro verticilli (calice – corolla - androceo – gineceo) e pentameri (la corolla è a 5 parti, mentre il calice anch'esso a 5 parti, ma spesso è ridotto a 3).
- Formula fiorale: per queste piante viene indicata la seguente formula fiorale:[7]

X, K (4/5), [C (2+3), A 2+2], G (2), (supero), capsula
- Calice: il calice è gamosepalo a 3 parti (4 sepali saldati 2 a 2 più una brattea) oppure a 5 parti (con denti o lobi finali). Il tubo ha delle forme da tubolari a campanulate o anche spatolate. In alcune specie il tubo è diviso nella parte inferiore fin dalla base; in altre specie è più o meno bilabiato. I margini dei lobi a volte si presentano lanosi. Possono essere presenti alcune bratteole calicine. La superficie in genere è pubescente.
- Corolla: la corolla, di tipo personato, è simpetala e consiste in un tubo cilindrico o imbuto (a volte ristretto alla base o incurvato) terminante in un lembo bilabiato con 5 lobi totali eretto-patenti. A volte il tubo è molto dilatato nella parte superiore e/o verso le fauci; in alcune specie è cigliato; in altre l'interno è lanoso. Delle due labbra quello superiore è più o meno intero (a volte a forma di cappuccio oppure piatto), mentre quello inferiore può essere trilobato con lobi più o meno uguali fra di loro.  La superficie della corolla è pubescente per peli ghiandolosi oppure glabra. I colori variano dal giallo-bruno all'arancio-violetto fino al rosso; talvolta anche bianco o crema.
- Androceo: l'androceo possiede quattro stami didinami, due grandi e due piccoli, raramente sono solo due mentre il quinto a volte è presente come staminoide. Spesso gli stami sono sporgenti, ma a volte anche inclusi. I filamenti sono glabri o pelosi e sono inseriti più o meno alla base della corolla (adnati alla corolla). Le antere, glabre o pubescenti, sono disposte trasversalmente e sono provviste di due logge (teche) più o meno uguali, separate e con forme oblunghe, con apici arrotondati o mucronati. In alcuni generi una teca è sterile o ridotta, oppure in altri gli stami sono ad una teca sola. La deiscenza delle antere è mediante due fessure longitudinali. Le sacche polliniche sono divergenti ed hanno l'estremità inferiore a forma di freccia. I granuli pollinici spesso sono tricolpati.
- Gineceo: l'ovario è supero formato da due (o raramente tre) carpelli ed è uniloculare, raramente è biloculare con forme ovoidi. Le placente sono da due a quattro di tipo parietale (o anche assile), a volte unite al centro e portanti un numero molto elevato di ovuli. Nel caso i carpelli siano 3, allora le placente sono sei libere. Gli ovuli hanno un solo tegumento e sono tenuinucellati (con la nocella, stadio primordiale dell'ovulo, ridotta a poche cellule).[10] Lo stilo è del tipo filiforme, a volte peltato; lo stigma è capitato o del tipo a 2-4 lobi e può essere biancastro, azzurro-violetto o di altri colori. Il disco nettarifero generalmente è presente attorno alla base dell'ovario.

### Frutti
Il frutto è una capsula loculicida (bivalve o trivalve) carnosa a forma più o meno ovoidale; oppure è una drupa o una bacca. I semi, molti e minuti dalle dimensioni quasi microscopiche, contengono un embrione rudimentale indifferenziato e composto da poche cellule; sono colorati di nero con forme angolose.

## Riproduzione
- Impollinazione: l'impollinazione avviene tramite insetti (impollinazione entomogama) come api, vespe, mosche ma anche uccelli (impollinazione ornitogama).[3] Le brattee di diversi generi, variamente colorate, contribuiscono ad attirare gli impollinatori.[7]
- Riproduzione: la fecondazione avviene fondamentalmente tramite l'impollinazione dei fiori (vedi sopra).
- Dispersione: i semi cadendo a terra (dopo essere stati trasportati per alcuni metri dal vento – disseminazione anemocora) sono successivamente dispersi soprattutto da insetti tipo formiche (disseminazione mirmecoria).[7]

## Biologia
Alcune di queste piante non contengono clorofilla per cui possiedono organi specifici per nutrirsi della linfa di altre piante. Le loro radici infatti sono provviste di uno o più austori connessi alle radici ospiti per ricavare sostanze nutritive. Inoltre il loro parassitismo è tale per cui anche i semi per germogliare hanno bisogno della presenza delle radici della pianta ospite; altrimenti le giovani piantine sono destinate ad una precoce degenerazione.
Alcuni generi sono specifici di particolari ospiti. Ad esempio le radici delle specie del genere Christisonia (tribù Orobancheae) sono parassite delle Acanthaceae e dei bambù in generale. Mentre le Orobanche (tribù Orobancheae) in genere sono parassite delle radici di diverse famiglie delle dicotiledoni (Orobanche purpurea è parassita delle specie dei generi Artemisia e Achillea; Orobanche flava è parassita delle specie dei generi Adenostyles, Tussilago e Petasites).

## Distribuzione e habitat
Le specie di questa famiglia sono cosmopolite e vivono in habitat temperati e subtropicali (ma anche tropicali). Poche specie sono presenti nell'area mediterranea. La tabella seguente indica per ogni tribù la distribuzione principale e l'habitat più usuale:
| Tribù                                | Distribuzione                              | Habitat                            |
| ------------------------------------ | ------------------------------------------ | ---------------------------------- |
| Buchnereae (sottotribù Buchneriinae) | Soprattutto Africa                         | Tropicale                          |
| Buchnereae (sottotribù Sopubiinae)   | Prevalentemente Africa                     | Tropicale                          |
| Buttonieae                           | Africa e soprattutto Madagascar            | Tropicale                          |
| Castillejeae                         | America (solo 5 specie sono eurasiatiche)  | Temperato                          |
| Cymbarieae                           | Eurasiatica                                | Da temperati a subtropicali        |
| Escobedieae                          | Cosmopolita                                | Tropicale                          |
| Gerardieae                           | Nuovo Mondo                                | Caldo                              |
| Micrargerieae                        | Africa                                     | Tropicale                          |
| Orobancheae                          | Europa, Asia settentrionale e Nord America | Temperato anche a quote medio-alte |
| Rhinantheae                          | Europa, Asia e America                     | Temperato anche in quota           |

## Tassonomia
La famiglia comprende soprattutto piante erbacee perenni e annuali semiparassite (ossia contengono ancora clorofilla a parte qualche genere completamente parassita) con uno o più austori connessi alle radici ospiti. È una famiglia abbastanza numerosa con circa 60 - 90 generi e oltre 1700 - 2000 specie (il numero dei generi e delle specie dipende dai vari metodi di classificazione) distribuiti in tutti i continenti. La famiglia è suddivisa in 10 gruppi tra tribù e sottotribù.
La sistemazione tassonomica della famiglia delle Orobanchaceae è in via di definizione; in particolare nelle più recenti classificazioni filogenetiche (APG II System) è stata spostata dall'ordine delle Scrophulariales a quello delle Lamiales; è stato inoltre incrementato notevolmente il numero dei suoi generi soprattutto a scapito della famiglia delle Scrophulariaceae; questo perché i vari studi filogenetici hanno dimostrato che questi generi andavano inclusi nell'ordine delle Lamiales e quindi nella famiglia di questa voce in quanto evolutisi dai 50 ai 40 milioni di anni fa.
Nella tabella seguente è indicata la “storia” della classificazione della famiglia delle  Orobanchaceae secondo gli ultimi tre sistemi di classificazione: oltre al sistema APG II System viene indicata la classificazione usata più correntemente (quella di Cronquist, basata sugli studi delle Angiosperme del botanico americano Arthur Cronquist pubblicati tra il 1968 e 1988) e quella in uso precedentemente a quella di Cronquist, Classificazione di Wettstein (sistema di classificazione delle piante proposto dal botanico Richard von Wettstein (1863-1931) nel suo Handbuch der Systematischen Botanik, ultimo aggiornamento del 1935).
|                       | APG II                   | CRONQUIST       | WETTSTEIN     |
| --------------------- | ------------------------ | --------------- | ------------- |
| Regno                 | Plantae                  | Plantae         | Plantae       |
| Sottoregno            |                          | Tracheobionta   |               |
| Superdivisione/Phylum |                          | Spermatophyta   | Cormophyta    |
| Divisione/Clade       | Angiosperme              | Magnoliophyta   | Anthophyta    |
| Sottodivisione        |                          |                 | Angiosepermae |
| Classe/Clade          | Eudicotiledoni           | Magnoliopsida   | Dicotyledones |
| Sottoclasse/Clade     | Eudicotiledoni superiori | Asteridae       | Sympetalae    |
| Clade                 | Asteridi                 |                 |               |
| Clade                 | Euasteridi I             |                 |               |
| Ordine                | Lamiales                 | Scrophulariales | Tubiflorae    |
| Famiglia              | Orobanchaceae            | Orobanchaceae   | Orobanchaceae |

Il termine Clade si riferisce solamente alla classificazione APG II. Nella prima colonna a sinistra qualche nome tassonomico può essere non preciso in quanto il significato di questi termini è cambiato nel corso del tempo.
Inizialmente, quando la famiglia faceva parte dell'ordine delle Scrophulariales i generi erano pochi (circa 15 per un totale di 200 specie – uno solo nella flora italiana). I nuovi generi inseriti sono del tipo emiparassitico (sono semi parassiti) hanno un fogliame verde e quindi possono attivare la funzione fotosintetica, ma possiedono anche delle radici austorie  attraverso le quali “succhiano” sostanze nutritizie dall'ospite. Altri generi (come Lathraea e Orobanche) hanno un tipo di parassitismo definito assoluto (oloparassitismo), ossia dipendono “assolutamente” dall'ospite per la loro sopravvivenza (ad esempio non hanno una funzione fotosintetica autonoma). L'unico genere della famiglia definito “non parassita” è  Lindenbergia.

### Filogenesi
La monofilia della famiglia, con l'attuale circoscrizione, risulta sicuramente confermata sia dalle analisi cladistiche basate sulle caratteristiche del DNA che da alcuni dati morfologici (il comportamento semiparassitico e parassitico, la morfologia dei tricomi e l'infiorescenza tipo racemo). In questo gruppo è presente un continuum di forme che da piante provviste di organi per la produzione della clorofilla, ma anche dotate di molti piccoli austori radicali, si arriva a piante completamente prive di clorofilla e con un solo grosso austore. Il punto di arrivo di questa continua specializzazione verso il parassitismo è rappresentato da generi come Orobanche, Lathraea, Epifagus e Conopholis. Dalle analisi del DNA sembra inoltre che il parassitismo in questo gruppo sia stato raggiunto in più riprese. In particolare dall'emiparassitismo originale, l'oloparassitismo successivo si è originato tre volte.
Da un punto di vista filogenetico, in un recente studio del 2013, i generi della famiglia sono raggruppati in 6 cladi principali. Questo studio propone anche una diversa circoscrizione per alcune tribù come descritte tradizionalmente più avanti.
| Clade                     | Descrizione | Generi |
| ------------------------- | --- | --- |
| Clade I "Lindenbergia"    | Clade formato dal solo genere autotrofo Lindenbergia (spesso inserito all'interno delle Scrphulariaceae) è il "gruppo fratello" del resto dei generi (occupa quindi una posizione "basale")                                                                                     | Lindenbergia |
| Clade II "Cymbarieae"     | Questo clade corrisponde alla tribù Cymbarieae ed è relativo a specie di origine eurasiatica. | Cymbaria, Bungea, Siphonostegia, Lesquereuxia, Monochasma e Schwalbea. |
| Clade III "Orobanche"     | Si tratta del gruppo sensu stricto della famiglia (basato tradizionalmente su Orobanche L. e Lathraea L.), cosmopolita e comprende diverse specie parassite totali. Per motivi filogenetici è stato escluso il genere oloparassita Lathraea circoscritto altrove (Rhinantheae). | Orobanche, Cistache, Harveya, Boschniakia, Conopholis, Diphelypaea, Epifagus, Kopsiopsis e Xylanche. |
| Clade IV "Pedicularideae" | Gruppo di emiparassite del Nuovo Mondo. Questo clade differisce dalla classificazione tradizionale in quanto contiene specie delle tribù Rhinantheae, Castillejeae e Geradieae. Il genere più importante è Pedicularis.                                                         | Agalinis, Esterhazya, Gerardia, Lamourouxia, Macranthera, Phtheirospermum, Seymeria, Castillejinae, Adenostegia, Castilleja, Chloropyron, Cordylanthus, Dicranostegia, Gentrya, Ophiocephalus, Orthocarpus e Triphysaria. |
| Clade V "Rhinantheae"     | Clade relativo all'Europa | Bartsia, Rhinanthus, Melampyrum, Euphrasia, Lathraea, Bellardia, Fistularia, Macrosyringion, Odontites, Orthantha, Parentucellia, Rhynchocorys, Siphonidium e Tozzia.                                                     |
| Clade VI "Buchneeae"      | Clade relativo all'Africa e Asia sud-orientale. All'interno di questo clade sono stati individuati due subcladi relativi alle sottotribù Schreberinae e Buchneriinae | Aeginetia, Alectra, Buchnera, Christisonia, Cycnium, Escobedia, Graderia, Harveya, Hyobanche, Melasma, Nesogenes, Radamaea, Sopubia, Stellularia, Striga, Vellosiella e Xylocalyx.                                        |

Cladogramma
|  | Clade V: Rhinantheae                                                              |
|  |                                                                                   |
|  | \| \| Clade VI: Buchnereae \| \| \| \| \| \| Clade IV: Pedicularideae \| \| \| \| |
|  |                                                                                   |
|  | Clade VI: Buchnereae                                                              |
|  |                                                                                   |
|  | Clade IV: Pedicularideae                                                          |
|  |                                                                                   |

|  | Clade VI: Buchnereae     |
|  |                          |
|  | Clade IV: Pedicularideae |
|  |                          |

|  | Clade V: Rhinantheae                                                              |
|  |                                                                                   |
|  | \| \| Clade VI: Buchnereae \| \| \| \| \| \| Clade IV: Pedicularideae \| \| \| \| |
|  |                                                                                   |
|  | Clade VI: Buchnereae                                                              |
|  |                                                                                   |
|  | Clade IV: Pedicularideae                                                          |
|  |                                                                                   |

|  | Clade VI: Buchnereae     |
|  |                          |
|  | Clade IV: Pedicularideae |
|  |                          |

|  | Clade V: Rhinantheae                                                              |
|  |                                                                                   |
|  | \| \| Clade VI: Buchnereae \| \| \| \| \| \| Clade IV: Pedicularideae \| \| \| \| |
|  |                                                                                   |
|  | Clade VI: Buchnereae                                                              |
|  |                                                                                   |
|  | Clade IV: Pedicularideae                                                          |
|  |                                                                                   |

|  | Clade VI: Buchnereae     |
|  |                          |
|  | Clade IV: Pedicularideae |
|  |                          |

|  | Clade V: Rhinantheae                                                              |
|  |                                                                                   |
|  | \| \| Clade VI: Buchnereae \| \| \| \| \| \| Clade IV: Pedicularideae \| \| \| \| |
|  |                                                                                   |
|  | Clade VI: Buchnereae                                                              |
|  |                                                                                   |
|  | Clade IV: Pedicularideae                                                          |
|  |                                                                                   |

|  | Clade VI: Buchnereae     |
|  |                          |
|  | Clade IV: Pedicularideae |
|  |                          |

|  | Clade V: Rhinantheae                                                              |
|  |                                                                                   |
|  | \| \| Clade VI: Buchnereae \| \| \| \| \| \| Clade IV: Pedicularideae \| \| \| \| |
|  |                                                                                   |
|  | Clade VI: Buchnereae                                                              |
|  |                                                                                   |
|  | Clade IV: Pedicularideae                                                          |
|  |                                                                                   |

|  | Clade VI: Buchnereae     |
|  |                          |
|  | Clade IV: Pedicularideae |
|  |                          |

|  | Clade V: Rhinantheae                                                              |
|  |                                                                                   |
|  | \| \| Clade VI: Buchnereae \| \| \| \| \| \| Clade IV: Pedicularideae \| \| \| \| |
|  |                                                                                   |
|  | Clade VI: Buchnereae                                                              |
|  |                                                                                   |
|  | Clade IV: Pedicularideae                                                          |
|  |                                                                                   |

|  | Clade VI: Buchnereae     |
|  |                          |
|  | Clade IV: Pedicularideae |
|  |                          |

|  | Clade V: Rhinantheae                                                              |
|  |                                                                                   |
|  | \| \| Clade VI: Buchnereae \| \| \| \| \| \| Clade IV: Pedicularideae \| \| \| \| |
|  |                                                                                   |
|  | Clade VI: Buchnereae                                                              |
|  |                                                                                   |
|  | Clade IV: Pedicularideae                                                          |
|  |                                                                                   |

|  | Clade VI: Buchnereae     |
|  |                          |
|  | Clade IV: Pedicularideae |
|  |                          |

|  | Clade V: Rhinantheae                                                              |
|  |                                                                                   |
|  | \| \| Clade VI: Buchnereae \| \| \| \| \| \| Clade IV: Pedicularideae \| \| \| \| |
|  |                                                                                   |
|  | Clade VI: Buchnereae                                                              |
|  |                                                                                   |
|  | Clade IV: Pedicularideae                                                          |
|  |                                                                                   |

|  | Clade VI: Buchnereae     |
|  |                          |
|  | Clade IV: Pedicularideae |
|  |                          |

|  | Clade V: Rhinantheae                                                              |
|  |                                                                                   |
|  | \| \| Clade VI: Buchnereae \| \| \| \| \| \| Clade IV: Pedicularideae \| \| \| \| |
|  |                                                                                   |
|  | Clade VI: Buchnereae                                                              |
|  |                                                                                   |
|  | Clade IV: Pedicularideae                                                          |
|  |                                                                                   |

|  | Clade VI: Buchnereae     |
|  |                          |
|  | Clade IV: Pedicularideae |
|  |                          |

|  | Clade V: Rhinantheae                                                              |
|  |                                                                                   |
|  | \| \| Clade VI: Buchnereae \| \| \| \| \| \| Clade IV: Pedicularideae \| \| \| \| |
|  |                                                                                   |
|  | Clade VI: Buchnereae                                                              |
|  |                                                                                   |
|  | Clade IV: Pedicularideae                                                          |
|  |                                                                                   |

|  | Clade VI: Buchnereae     |
|  |                          |
|  | Clade IV: Pedicularideae |
|  |                          |

|  | Clade V: Rhinantheae                                                              |
|  |                                                                                   |
|  | \| \| Clade VI: Buchnereae \| \| \| \| \| \| Clade IV: Pedicularideae \| \| \| \| |
|  |                                                                                   |
|  | Clade VI: Buchnereae                                                              |
|  |                                                                                   |
|  | Clade IV: Pedicularideae                                                          |
|  |                                                                                   |

|  | Clade VI: Buchnereae     |
|  |                          |
|  | Clade IV: Pedicularideae |
|  |                          |

|  | Clade V: Rhinantheae                                                              |
|  |                                                                                   |
|  | \| \| Clade VI: Buchnereae \| \| \| \| \| \| Clade IV: Pedicularideae \| \| \| \| |
|  |                                                                                   |
|  | Clade VI: Buchnereae                                                              |
|  |                                                                                   |
|  | Clade IV: Pedicularideae                                                          |
|  |                                                                                   |

|  | Clade VI: Buchnereae     |
|  |                          |
|  | Clade IV: Pedicularideae |
|  |                          |

|  | Clade V: Rhinantheae                                                              |
|  |                                                                                   |
|  | \| \| Clade VI: Buchnereae \| \| \| \| \| \| Clade IV: Pedicularideae \| \| \| \| |
|  |                                                                                   |
|  | Clade VI: Buchnereae                                                              |
|  |                                                                                   |
|  | Clade IV: Pedicularideae                                                          |
|  |                                                                                   |

|  | Clade VI: Buchnereae     |
|  |                          |
|  | Clade IV: Pedicularideae |
|  |                          |

|  | Clade V: Rhinantheae                                                              |
|  |                                                                                   |
|  | \| \| Clade VI: Buchnereae \| \| \| \| \| \| Clade IV: Pedicularideae \| \| \| \| |
|  |                                                                                   |
|  | Clade VI: Buchnereae                                                              |
|  |                                                                                   |
|  | Clade IV: Pedicularideae                                                          |
|  |                                                                                   |

|  | Clade VI: Buchnereae     |
|  |                          |
|  | Clade IV: Pedicularideae |
|  |                          |

|  | Clade V: Rhinantheae                                                              |
|  |                                                                                   |
|  | \| \| Clade VI: Buchnereae \| \| \| \| \| \| Clade IV: Pedicularideae \| \| \| \| |
|  |                                                                                   |
|  | Clade VI: Buchnereae                                                              |
|  |                                                                                   |
|  | Clade IV: Pedicularideae                                                          |
|  |                                                                                   |

|  | Clade VI: Buchnereae     |
|  |                          |
|  | Clade IV: Pedicularideae |
|  |                          |

|  | Clade V: Rhinantheae                                                              |
|  |                                                                                   |
|  | \| \| Clade VI: Buchnereae \| \| \| \| \| \| Clade IV: Pedicularideae \| \| \| \| |
|  |                                                                                   |
|  | Clade VI: Buchnereae                                                              |
|  |                                                                                   |
|  | Clade IV: Pedicularideae                                                          |
|  |                                                                                   |

|  | Clade VI: Buchnereae     |
|  |                          |
|  | Clade IV: Pedicularideae |
|  |                          |

Il Angiosperm Phylogeny Group propone una filogenesi ancora lievemente diversa:
- 1. Rehmannieae Rouy - Generi principali: Rehmannia e Trianeophora.
- 2. Lindenbergieae T. Yamazaki - Genere: Lindenbergia.
- 3. Cymbarieae D. Don - Genere principale: Cymbaria
- 4. Orobancheae Lamarck & de Candolle - Genere principale: Orobanche.
- 5. Brandisia J. D. Hooker & Thomson.
- 6. Rhinantheae Lamarck & de Candolle - Generi principali: Euphrasia, Bartsia e Rhinanthus
- 7. Buchnereae Bentham - Generi principali: Buchnera, Alectra, Harveya e Sopubia.
- 8. Pedicularidae Duby - Generi principali: Pedicularis, Castilleja e Agalinis.

Cladogramma
|  | Rinantheae                                                    |
|  |                                                               |
|  | \| \| Buchnereae \| \| \| \| \| \| Pedicularideae \| \| \| \| |
|  |                                                               |
|  | Buchnereae                                                    |
|  |                                                               |
|  | Pedicularideae                                                |
|  |                                                               |

|  | Buchnereae     |
|  |                |
|  | Pedicularideae |
|  |                |

|  | Rinantheae                                                    |
|  |                                                               |
|  | \| \| Buchnereae \| \| \| \| \| \| Pedicularideae \| \| \| \| |
|  |                                                               |
|  | Buchnereae                                                    |
|  |                                                               |
|  | Pedicularideae                                                |
|  |                                                               |

|  | Buchnereae     |
|  |                |
|  | Pedicularideae |
|  |                |

|  | Rinantheae                                                    |
|  |                                                               |
|  | \| \| Buchnereae \| \| \| \| \| \| Pedicularideae \| \| \| \| |
|  |                                                               |
|  | Buchnereae                                                    |
|  |                                                               |
|  | Pedicularideae                                                |
|  |                                                               |

|  | Buchnereae     |
|  |                |
|  | Pedicularideae |
|  |                |

|  | Rinantheae                                                    |
|  |                                                               |
|  | \| \| Buchnereae \| \| \| \| \| \| Pedicularideae \| \| \| \| |
|  |                                                               |
|  | Buchnereae                                                    |
|  |                                                               |
|  | Pedicularideae                                                |
|  |                                                               |

|  | Buchnereae     |
|  |                |
|  | Pedicularideae |
|  |                |

|  | Rinantheae                                                    |
|  |                                                               |
|  | \| \| Buchnereae \| \| \| \| \| \| Pedicularideae \| \| \| \| |
|  |                                                               |
|  | Buchnereae                                                    |
|  |                                                               |
|  | Pedicularideae                                                |
|  |                                                               |

|  | Buchnereae     |
|  |                |
|  | Pedicularideae |
|  |                |

|  | Rinantheae                                                    |
|  |                                                               |
|  | \| \| Buchnereae \| \| \| \| \| \| Pedicularideae \| \| \| \| |
|  |                                                               |
|  | Buchnereae                                                    |
|  |                                                               |
|  | Pedicularideae                                                |
|  |                                                               |

|  | Buchnereae     |
|  |                |
|  | Pedicularideae |
|  |                |

|  | Rinantheae                                                    |
|  |                                                               |
|  | \| \| Buchnereae \| \| \| \| \| \| Pedicularideae \| \| \| \| |
|  |                                                               |
|  | Buchnereae                                                    |
|  |                                                               |
|  | Pedicularideae                                                |
|  |                                                               |

|  | Buchnereae     |
|  |                |
|  | Pedicularideae |
|  |                |

|  | Rinantheae                                                    |
|  |                                                               |
|  | \| \| Buchnereae \| \| \| \| \| \| Pedicularideae \| \| \| \| |
|  |                                                               |
|  | Buchnereae                                                    |
|  |                                                               |
|  | Pedicularideae                                                |
|  |                                                               |

|  | Buchnereae     |
|  |                |
|  | Pedicularideae |
|  |                |

|  | Rinantheae                                                    |
|  |                                                               |
|  | \| \| Buchnereae \| \| \| \| \| \| Pedicularideae \| \| \| \| |
|  |                                                               |
|  | Buchnereae                                                    |
|  |                                                               |
|  | Pedicularideae                                                |
|  |                                                               |

|  | Buchnereae     |
|  |                |
|  | Pedicularideae |
|  |                |

|  | Rinantheae                                                    |
|  |                                                               |
|  | \| \| Buchnereae \| \| \| \| \| \| Pedicularideae \| \| \| \| |
|  |                                                               |
|  | Buchnereae                                                    |
|  |                                                               |
|  | Pedicularideae                                                |
|  |                                                               |

|  | Buchnereae     |
|  |                |
|  | Pedicularideae |
|  |                |

|  | Rinantheae                                                    |
|  |                                                               |
|  | \| \| Buchnereae \| \| \| \| \| \| Pedicularideae \| \| \| \| |
|  |                                                               |
|  | Buchnereae                                                    |
|  |                                                               |
|  | Pedicularideae                                                |
|  |                                                               |

|  | Buchnereae     |
|  |                |
|  | Pedicularideae |
|  |                |

|  | Rinantheae                                                    |
|  |                                                               |
|  | \| \| Buchnereae \| \| \| \| \| \| Pedicularideae \| \| \| \| |
|  |                                                               |
|  | Buchnereae                                                    |
|  |                                                               |
|  | Pedicularideae                                                |
|  |                                                               |

|  | Buchnereae     |
|  |                |
|  | Pedicularideae |
|  |                |

|  | Rinantheae                                                    |
|  |                                                               |
|  | \| \| Buchnereae \| \| \| \| \| \| Pedicularideae \| \| \| \| |
|  |                                                               |
|  | Buchnereae                                                    |
|  |                                                               |
|  | Pedicularideae                                                |
|  |                                                               |

|  | Buchnereae     |
|  |                |
|  | Pedicularideae |
|  |                |

|  | Rinantheae                                                    |
|  |                                                               |
|  | \| \| Buchnereae \| \| \| \| \| \| Pedicularideae \| \| \| \| |
|  |                                                               |
|  | Buchnereae                                                    |
|  |                                                               |
|  | Pedicularideae                                                |
|  |                                                               |

|  | Buchnereae     |
|  |                |
|  | Pedicularideae |
|  |                |

|  | Rinantheae                                                    |
|  |                                                               |
|  | \| \| Buchnereae \| \| \| \| \| \| Pedicularideae \| \| \| \| |
|  |                                                               |
|  | Buchnereae                                                    |
|  |                                                               |
|  | Pedicularideae                                                |
|  |                                                               |

|  | Buchnereae     |
|  |                |
|  | Pedicularideae |
|  |                |

|  | Rinantheae                                                    |
|  |                                                               |
|  | \| \| Buchnereae \| \| \| \| \| \| Pedicularideae \| \| \| \| |
|  |                                                               |
|  | Buchnereae                                                    |
|  |                                                               |
|  | Pedicularideae                                                |
|  |                                                               |

|  | Buchnereae     |
|  |                |
|  | Pedicularideae |
|  |                |

|  | Rinantheae                                                    |
|  |                                                               |
|  | \| \| Buchnereae \| \| \| \| \| \| Pedicularideae \| \| \| \| |
|  |                                                               |
|  | Buchnereae                                                    |
|  |                                                               |
|  | Pedicularideae                                                |
|  |                                                               |

|  | Buchnereae     |
|  |                |
|  | Pedicularideae |
|  |                |

|  | Rinantheae                                                    |
|  |                                                               |
|  | \| \| Buchnereae \| \| \| \| \| \| Pedicularideae \| \| \| \| |
|  |                                                               |
|  | Buchnereae                                                    |
|  |                                                               |
|  | Pedicularideae                                                |
|  |                                                               |

|  | Buchnereae     |
|  |                |
|  | Pedicularideae |
|  |                |

|  | Rinantheae                                                    |
|  |                                                               |
|  | \| \| Buchnereae \| \| \| \| \| \| Pedicularideae \| \| \| \| |
|  |                                                               |
|  | Buchnereae                                                    |
|  |                                                               |
|  | Pedicularideae                                                |
|  |                                                               |

|  | Buchnereae     |
|  |                |
|  | Pedicularideae |
|  |                |

|  | Rinantheae                                                    |
|  |                                                               |
|  | \| \| Buchnereae \| \| \| \| \| \| Pedicularideae \| \| \| \| |
|  |                                                               |
|  | Buchnereae                                                    |
|  |                                                               |
|  | Pedicularideae                                                |
|  |                                                               |

|  | Buchnereae     |
|  |                |
|  | Pedicularideae |
|  |                |

|  | Rinantheae                                                    |
|  |                                                               |
|  | \| \| Buchnereae \| \| \| \| \| \| Pedicularideae \| \| \| \| |
|  |                                                               |
|  | Buchnereae                                                    |
|  |                                                               |
|  | Pedicularideae                                                |
|  |                                                               |

|  | Buchnereae     |
|  |                |
|  | Pedicularideae |
|  |                |

|  | Rinantheae                                                    |
|  |                                                               |
|  | \| \| Buchnereae \| \| \| \| \| \| Pedicularideae \| \| \| \| |
|  |                                                               |
|  | Buchnereae                                                    |
|  |                                                               |
|  | Pedicularideae                                                |
|  |                                                               |

|  | Buchnereae     |
|  |                |
|  | Pedicularideae |
|  |                |

|  | Rinantheae                                                    |
|  |                                                               |
|  | \| \| Buchnereae \| \| \| \| \| \| Pedicularideae \| \| \| \| |
|  |                                                               |
|  | Buchnereae                                                    |
|  |                                                               |
|  | Pedicularideae                                                |
|  |                                                               |

|  | Buchnereae     |
|  |                |
|  | Pedicularideae |
|  |                |

|  | Rinantheae                                                    |
|  |                                                               |
|  | \| \| Buchnereae \| \| \| \| \| \| Pedicularideae \| \| \| \| |
|  |                                                               |
|  | Buchnereae                                                    |
|  |                                                               |
|  | Pedicularideae                                                |
|  |                                                               |

|  | Buchnereae     |
|  |                |
|  | Pedicularideae |
|  |                |

|  | Rinantheae                                                    |
|  |                                                               |
|  | \| \| Buchnereae \| \| \| \| \| \| Pedicularideae \| \| \| \| |
|  |                                                               |
|  | Buchnereae                                                    |
|  |                                                               |
|  | Pedicularideae                                                |
|  |                                                               |

|  | Buchnereae     |
|  |                |
|  | Pedicularideae |
|  |                |

|  | Rinantheae                                                    |
|  |                                                               |
|  | \| \| Buchnereae \| \| \| \| \| \| Pedicularideae \| \| \| \| |
|  |                                                               |
|  | Buchnereae                                                    |
|  |                                                               |
|  | Pedicularideae                                                |
|  |                                                               |

|  | Buchnereae     |
|  |                |
|  | Pedicularideae |
|  |                |

|  | Rinantheae                                                    |
|  |                                                               |
|  | \| \| Buchnereae \| \| \| \| \| \| Pedicularideae \| \| \| \| |
|  |                                                               |
|  | Buchnereae                                                    |
|  |                                                               |
|  | Pedicularideae                                                |
|  |                                                               |

|  | Buchnereae     |
|  |                |
|  | Pedicularideae |
|  |                |

|  | Rinantheae                                                    |
|  |                                                               |
|  | \| \| Buchnereae \| \| \| \| \| \| Pedicularideae \| \| \| \| |
|  |                                                               |
|  | Buchnereae                                                    |
|  |                                                               |
|  | Pedicularideae                                                |
|  |                                                               |

|  | Buchnereae     |
|  |                |
|  | Pedicularideae |
|  |                |

|  | Rinantheae                                                    |
|  |                                                               |
|  | \| \| Buchnereae \| \| \| \| \| \| Pedicularideae \| \| \| \| |
|  |                                                               |
|  | Buchnereae                                                    |
|  |                                                               |
|  | Pedicularideae                                                |
|  |                                                               |

|  | Buchnereae     |
|  |                |
|  | Pedicularideae |
|  |                |

|  | Rinantheae                                                    |
|  |                                                               |
|  | \| \| Buchnereae \| \| \| \| \| \| Pedicularideae \| \| \| \| |
|  |                                                               |
|  | Buchnereae                                                    |
|  |                                                               |
|  | Pedicularideae                                                |
|  |                                                               |

|  | Buchnereae     |
|  |                |
|  | Pedicularideae |
|  |                |

|  | Rinantheae                                                    |
|  |                                                               |
|  | \| \| Buchnereae \| \| \| \| \| \| Pedicularideae \| \| \| \| |
|  |                                                               |
|  | Buchnereae                                                    |
|  |                                                               |
|  | Pedicularideae                                                |
|  |                                                               |

|  | Buchnereae     |
|  |                |
|  | Pedicularideae |
|  |                |

|  | Rinantheae                                                    |
|  |                                                               |
|  | \| \| Buchnereae \| \| \| \| \| \| Pedicularideae \| \| \| \| |
|  |                                                               |
|  | Buchnereae                                                    |
|  |                                                               |
|  | Pedicularideae                                                |
|  |                                                               |

|  | Buchnereae     |
|  |                |
|  | Pedicularideae |
|  |                |

### Caratteri distintivi della famiglia
Le seguenti caratteristiche distintive della famiglia sono considerate sinapomorfie:
- emiparassitismo e oloparassitismo;
- radici provviste di uno (grosso) o più (piccoli) austori;
- orobanchina (composto chimico che provoca l'annerimento delle foglie quando secche);
- peli ghiandolari privi di setti verticali;
- infiorescenze in genere indefinite;

### Elenco dei generi della famiglia
La famiglia tradizionalmente è suddivisa in 9 tribù, 2 sottotribù, 96 generi e quasi 2000 specie. A questo elenco si devono aggiungere i gruppi senza una collocazione precisa ("incertae sedis") elencati più sotto.

#### Tribù Buchnereae
La tribù Buchnereae Benth., 1835 comprende 2 sottotribù, 18 generi e oltre 250 specie:
Sottotribù Buchneriinae

La sottotribù Buchneriinae Endl., 1839 comprende 8 generi e circa 165 specie:
- Buchnera L., 1753 (Circa 100 specie)
- Cycniopsis Engl., 1905 (2 - 3 specie)
- Cycnium E. Mey. ex Benth., 1836 (15 specie)
- Parastriga Mildbr., 1930 (Una specie: Parastriga alectroides Mildbr.)
- Pseudostriga Bonati, 1911 (Una specie: Pseudostriga cambodiana Bonati)
- Rhamphicarpa Benth., 1836 (6 specie)
- Striga Lour., 1790 (Circa 40 specie)
- Tetraspidium Baker, 1884 (Una specie: Tetraspidium laxiflorum Baker)

Sottotribù Sopubiinae

La sottotribù Sopubiinae Hogg, 1858 comprende 10 generi e circa 70 - 90 specie:
- Ghikaea Schweinf. & Volkens, 1898 (Una specie: Ghikaea speciosa Schweinf. & Volkens, 1898)
- Baumia Engl. & Gilg., 1903 (Una specie: Baumia angolensis Engl. & Gilg., 1903)
- Centranthera R. Br., 1810 (6 - 9 specie)
- Graderia Benth., 1846 (5 specie)
- Hiernia S. Moore, 1880 (Una specie: Hiernia angolensis S. Moore)
- Parasopubia Hofmann & Eb. Fischer, 2004 (2 specie)
- Petitmenginia Bonati, 1911 (2 specie)
- Pseudosopubia Engl., 1897 (5 - 7 specie)
- Sieversandreas Eb. Fischer, 1996 (Una specie: Sieversandreas madagascarianus Eb. Fischer)
- Sopubia Buch.-Ham. ex D. Don, 1825 (40 - 60 specie)

#### Tribù Buttonieae
La tribù Buttonieae comprende 5 generi e 14 specie:
- Buttonia McKen ex Benth., 1871 (2 - 3 specie)
- Leucosalpa Scott-Elliot, 1891 (3 specie)
- Radamaea Benth., 1846 (5 specie)
- Rhaphispermum Benth., 1846 (Una specie: Rhaphispermum gerardioides Benth.)
- Thunbergianthus Engl., 1897 (2 specie)

- Nota: il genere Nesogenes A.DC., 1847 (9 specie distribuite dall'Africa centro-orientale alle isole del Pacifico) tradizionalmente descritto nella famiglia Nesogenaceae[3] (di cui è l'unico genere) in alcune ricerche è "gruppo fratello" del genere Radamaea.[16]

#### Tribù Castillejeae
La tribù Castillejeae G.Don, 1838 comprende 7 generi e circa 230 specie:
- Castilleja Mutis ex L.f., 1782 (Circa 200 specie)
- Clevelândia Greene, 1885 (Una specie: Clevelandia beldingii Greene)
- Cordylanthus Nutt. & Benth., 1846 (13 - 18 specie)
- Gentrya Breedlove & Heckard, 1970 (Una specie: Gentrya racemosa Breedlove & Heckard)
- Ophiocephalus Wiggins, 1933 (Una specie: Ophiocephalus angustifolius Wiggins)
- Orthocarpus Nutt., 1818 (9 specie)
- Triphysaria Fisch. & C. Mey., 1835 (5 specie)

- Nota 1: alcuni Autori descrivono Clevelandia, Gentrya e Ophiocephalus all'interno di Castilleja[2]. I generi Adenostegia Benth., Chloropyron Behr e Dicranostegia (A. Gray) Pennell tradizionalmente descritti autonomamente, attualmente sono considerati sinonimi di Cordylanthus.[2]
- Nota 2: altre analisi propongono la descrizione di alcuni generi di questa tribù (come Castilleja) all'interno della tribù Pedicularidae Duby.[1]

#### Tribù Cymbarieae
La tribù Cymbarieae G.Don, 1835 comprende 6 generi e circa 12 specie:
- Bungea C.A. Mey., 1831 (2 specie)
- Cymbaria L., 1753 (4 specie)
- Lesquereuxia Boiss., 1853 (Una specie: Lesquereuxia syriaca Boiss.
- Monochasma Maxim. ex Franch. & Sav., 1878 (2 - 4 specie)
- Schwalbea L., 1753 (Una specie: Schwalbea americana L.)
- Siphonostegia Benth., 1835 (2 specie)

#### Tribù Escobedieae
La tribù Escobedieae Benth., 1846 comprende 8 generi e circa 80 specie:
- Alectra Thunb., 1784 (40 specie)
- Escobedia Ruiz & Pav., 1794 (Circa 15 specie)
- Magdalenaea Brade, 1935 (Una specie: Magdalenaea limae Brade)
- Melasma P.J. Bergius, 1767 (20 specie)
- Nothochilus Radlk., 1889 (Una specie: Nothochilus coccineus Radlk.)
- Physocalyx Pohl, 1827 (2 specie)
- Pseudomelasma Eb. Fischer, 1996 (Una specie: Pseudomelasma pedicularioides (Baker) Eb. Fischer)
- Vellosiella Baill., 1887 (2 - 3 specie)

- Nota: altri Autori assegnano in via provvisoria i generi Nothochilus e Physocalyx alla tribù Buchnereae.[2]

#### Tribù Gerardieae
La tribù Gerardieae Benth., 1835 comprende 12 generi e circa 120 specie:
- Agalinis Raf., 1837 (40 - 45 specie)
- Anisantherina Pennell ex Britton, 1920 (Una specie: Anisantherina hispidula (Mart.) Pennell)
- Aureolaria Raf., 1837 (10 - 11 specie)
- Brachystigma Pennell, 1928 (Una specie: Brachystigma wrightii (A. Gray) Pennell)
- Dasistoma Raf., 1819 (Una specie: Dasistoma macrophylla (Nutt.) Raf.)
- Esterhazya Mikan, 1821 (4 - 5 specie)
- Lamourouxia Kunth, 1818 (26 - 28 specie)
- Macranthera Nutt. & Benth., 1835 (Una specie: Macranthera flammea (Bartram) Pennell)
- Seymeria Pursh, 1813 (25 specie)
- Seymeriopsis N.N. Tsvelev, 1987 (Una specie: Seymeriopsis bissei N.N. Tsvelev)
- Silviella Pennell, 1928 (2 specie)
- Tomanthera Raf., 1837 (2 specie)

- Nota:  altri Autori[1] descrivono alcuni generi di questa tribù (Agalinis) nella tribù Pedicularidae Duby o (secondo altre revisioni[3]) nella tribù Rhinantheae Lam. & DC..

#### Tribù Micrargerieae
La tribù Micrargerieae comprende 4 generi e circa 10 specie:
- Gerardiina Engl., 1897 (2 specie)
- Leptorhabdos Schrenk, 1841 (Una specie: Leptorhabdos parviflora Benth.)
- Micrargeria Benth., 1846 (4 - 5 specie)
- Micrargeriella R.E. Fries, 1916 (Una specie: Micrargeriella aphylla R.E. Fries)

#### Tribù Orobancheae
La tribù Orobancheae Lamarck & de Candolle, 1806 comprende 15 generi e circa 260 specie:
- Aeginetia L., 1753 (3 - 4 specie)
- Boschniakia CA Mey. ex Bong., 1833 (4 specie)
- Christisonia Gardner, 1847 (17 specie)
- Cistanche  Hoffmans & Link, 1809 (15 - 16 specie)
- Epifagus  Nutt., 1818 (Una specie: Epifagus virginianus (L.) Bart.)
- Gleadovia Gamble & Prain, 1901 (6 specie)
- Harveya Hook., 1837 (40 specie)
- Hyobanche L, 1771 (7 specie)
- Mannagettaea  Harry Sm., 1933 (3 specie)
- Orobanche  L., 1.753 (150 specie)
- Paraharveya Eb. Fischer & Siedentop, 2004 (Una specie: Paraharveya alba (Hepper) Eb. Fischer & Siedentop)
- Phacellanthus Siebold & Zucc., 1846 (Una specie: Phacellanthus tubiflorus Siebold & Zucc.)
- Phelyaea L., 1758 (4 specie)
- Platypholis Maxim., 1886 (Una specie: Platypholis boninsimae Maxim.)
- Xylanche Beck, 1839 (2 specie)

- Nota 1: altri studi propongono 12 generi.[1]
- Nota 2: attualmente in Orobanche sono comprese le specie di Aphyllon, Myzorrhiza e Phelipanche[17]; mentre in Boschniakia alcuni Autori comprendono Xylanche Beck e Kopsiopsis  (Beck) Beck, 1930.[18] Diphelypaea (L.) Nicolson è considerato sinonimo di Phelyaea e Necranthus Gilli un sinonimo di Orobanche.[3]
- Nota 3: il genere Conopholis Wallr. (descritto all'interno della tribù Rhinantheae) in base ad alcune ricerche sembra appartenere allo stesso clade di Boschniakia e Epifagus.[15]

#### Tribù Rhinantheae
La tribù Rhinantheae Lamarck & de Candolle, 1806 comprende 21 generi e circa 1000 specie:
- Bartsia L., 1753 (50 - 60 specie)
- Bartsiella  Bolliger, 1996 (Una specie: Bartsiella rameauana (Emb.) Bolliger)
- Bornmuellerantha  Rothm.,1943 (Una specie: Bornmuellerantha aucheri  (Boiss.) Rothm.)
- Conopholis Wallr., 1825 (2 specie)
- Eremitilla Yatsk. & J.L.Contr., 2009 (Una specie: Eremitilla mexicana Yatsk. & J.L.Contr)
- Euphrasia  L., 1753 (170 - 350 specie)
- Hedbergia  Molau, 1988 (Una specie: Hedbergia abyssinica (Benth.) Molau)
- Lathraea  L., 1753 (7 specie)
- Macrosyringion  Rothm., 1943 (2 specie)
- Melampyrum  L., 1753 (35 specie)
- Nothobartsia  Bolliger & Molau, 1992 (2 specie)
- Odontitella Rothm., 1943 (Una specie:  Odontitella virgata (Link) Rothm.)
- Odontites Ludw., 1757 (30 specie)
- Omphalotrix Maxim., 1859 (Una specie: Omphalotrix longipes Maxim.)
- Parentucellia  Viv., 1824 (2 specie)
- Pedicularis L., 1753 (350 - 600 specie)
- Phtheirospermum Bynge ex Fisch. & C. Mey., 1835 (4 - 7 specie)
- Pterygiella  Oliv., 1896 (4 specie)
- Rhinanthus  L., 1753 (45 specie)
- Rhynchocorys  Griseb., 1844 (6 specie)
- Tozzia  L., 1753 (Una specie: Tozzia alpina L.)

- Nota 1: l'elenco della tribù (21 generi e circa 900 - 1100 specie) è stato ricavato dalla pubblicazione "The Families and Genera of Vascular Plants"[3] e inoltre fa riferimento ad altre fonti.[2][19] Comunque la circoscrizione della tribù è ancora in fase di studio; il gruppo di ricerca sulle angiosperme Angiosperm Phylogeny Group assegna alla tribù 18 generi con oltre 500 specie, descrivendo alcuni generi come Pedicularis in un'altra tribù. Studi recenti suddividono la tribù in tre cladi diversi: (1) clade III Orobancheae  (Conopholis), (2) clade IV Pedicularideae (Pediculris e  Phtheirospermum), (3) clade V Rhinantheae (gruppo principale).[15]
- Nota 2: la specie del genere Bartsiella in altre checklist è indicata come sinonimo e appartenente al genere Odontites.[20]
- Nota 3: il genere Bellardia è formato da un'unica specie Bellardia trixago che attualmente viene inclusa nel genere Bartsia (= Bartsia trixago).[3]
- Nota 4: il numero delle specie del genere Euphrasia è difficile da definire in quanto sono presenti molte "microspecie".[9]
- Nota 5: Eremitilla mexicana Yatsk. & J.L.Contr è una nuova specie monotipo “parassita assoluto” (holoparasitic).[21]
- Nota 6: il genere Pedicularis in alcune ricerche è descritto all'interno della tribù Pedicularidae Duby insieme ad altri generi[1][15]

### Gruppi "Incertae sedis"
Sono quattro i gruppi (Incertae sedis) che in mancanza di ulteriori studi sono stati descritti provvisoriamente all'interno della famiglia:
Gruppo della ex famiglia Cyclocheilaceae

Questo gruppo contiene 2 generi con 4 specie:
- Asepalum Marais, 1981 (Una specie: Asepalum eriantherum (Vatke) Marais) - Distribuzione: Africa orientale e Yemen
- Cyclocheilon Oliv., 1895 (3 specie) - Distribuzione: Africa orientale (Somalia e Etiopia)

Il portamento di queste specie è arbustivo con foglie a lamina semplice e disposizione opposta. I fiori sono bisessuali e solitari sottesi da brattee. Il calice è assente o ridotto. La corolla è gamopetala con forme tubolari terminate con 5 lobi. Gli stami sono 4 didinami con due teche. L'ovario è supero con forme compresse con 1 - 2 loculi e 2 - 10 ovuli. La placentazione è assile o parietale. I frutti sono degli schizocarpi con forme discoidi compresse. I semi sono privi di endosperma.
Tradizionalmente questi generi erano descritti all'interno della famiglia Cyclocheilaceae Marais, 1981 (unici due generi della famiglia).
Gruppo della tribù Lindenbergieae

La tribù Lindenbergieae T. Yamazakai si compone di un solo genere:
- Lindenbergia Lehm, 1829 (12 - 15 specie) - Distribuzione: Africa (nordorientale), Arabia e Asia (tropicale).

Il portamento delle specie di questo genere è erbaceo annuale o perenne. Gli steli sono prostrato-ascendenti, ma anche eretti. Le foglie cauline sono disposte in modo opposto ed hanno delle lamine intere a forma da lanceolata a ovoide. Il calice ha una forma campanulata terminante con 5 lobi. La corolla è fortemente bilabiata. Gli stami sono 4 con una teca talvolta più piccola e ridotta. La forma dell'ovario varia da ovoide a globoso.
Tradizionalmente questo genere è descritto all'interno della famiglia Scrophulariaceae Juss. (sottofamiglia Gratioloideae (Benth.) Leuerss. - tribù Stemodieae Benth.). Altre checklist lo posizionano nella famiglia Plantaginaceae Juss.. Le apomorfie (condizione modificata di un carattere) morfologiche che potrebbero giustificare la sua circoscrizione nella famiglia delle Orobanchaceae sono: i lobi abassiali della corolla esterni a quelli adassiali, la particolare morfologia dei tricomi e l'infiorescenza di tipo indefinito.
Gruppo della tribù Rehmannieae

La tribù Rehmannieae Rouy, 1909 comprende 2 generi e circa 12 specie:
- Rehmannia Libosch. ex Fisch. & C.A. Mey, 1835 (9 specie) - Distribuzione: Asia (orientale).
- Triaenophora (Hook.) Soler, 1909 (2 - 3 specie) - Distribuzione: Asia e Cina.

Le specie di questa tribù hanno un portamento "rosulato" con infiorescenze racemose. Il calice è campanulato con 5 lobi ed è diviso nel mezzo. La corolla ha delle forme cilindriche con 5 lobi bilabiati. Gli stami sono 4 con teche separate. L'ovario ha delle forme ovoidi. Lo stilo ha uno stigma bilobo. I frutti sono delle capsule a deiscenza loculicida o setticida.
La posizione tassonomica di questa tribù è problematica. Se l'Angiosperm Phylogeny Group assegna a questo gruppo una posizione "basale", altre checklist descrivono la tribù all'interno della famiglia Rhemanniaceae Reveal oppure nella famiglia Plantaginaceae Juss.
Gruppo della ex famiglia Xylocalyceae

Questo gruppo comprende un solo genere con 4 - 5 specie:
- Xylocalyx Balf. f., 1883 (4 - 5 specie) - Distribuzione: Somalia.

Il portamento delle specie di questo gruppo è subarbustivo con infiorescenze racemose. Le foglie sono subsessili e sono disposte in modo opposto. Il calice è 5-lobato con forme campanulate. La corolla è subruotata con tubo simile ad un imbuto e terminante con 5 lobi uguali. Gli stami sono 4 inclusi nella corolla. Le antere hanno due teche separate, parallele o divergenti con deiscenza per fori apicali. Il frutto cresce completamente racchiuso nel calice indurito. Lo stilo è filiforme con uno stigma capitato.
Genere Brandisia
- Brandisia  J. D. Hooker & Thomson, 1865 (13 specie) - Distribuzione: dalla Birmania alla Cina.

Le specie di Brandisia hanno un portamento arbustivo con superfici densamente tomentose per peli stellati. Le foglie hanno una disposizione opposta con forme da lanceolate a ovoidi con margini interi o seghettati. Il calice può avere 4 - 5 lobi con forme campanulate. La corolla è bilabiata e densamente villosa. Le antere sono lungamente cigliate. L'ovario ha delle forme globose e lo stilo ha uno stigma clavato.
Il Angiosperm Phylogeny Group posiziona questo genere all'interno della famiglia di questa voce nella posizione di "gruppo fratello" della tribù Rhinantheae. Tradizionalmente è descritto nella famiglia Paulowniaceae Nakai, 1949 (tribù Wightieae).

### Generi spontanei della flora italiana
Dei due generi appartenenti fin dall'inizio alla famiglia delle Orobanchaceae, il primo (Lathraea - spesso inserito anche nella famiglia Scrophulariaceae) comprende solamente due specie presenti nella flora spontanea italiana (Lathraea squamaria e Lathraea clandestina); sono piante che vivono parassite di altre specie spontanee a portamento arboreo e sono caratterizzate dall'avere rizomi sotterranei molto voluminosi (fino a 5 kg), probabilmente collegati al tipo di parassitismo di queste specie. L'altro genere (Orobanche)  comprende un numero più grande di specie spontanee in Italia (circa 40) e sono anche più “seguite” (e studiate) in quanto comprendono diverse specie parassite di colture importanti di interesse agrario.
I vari generi e quindi le specie si distinguono da caratteristiche come la ramosità (o semplicità) del fusto, la presenza (o assenza) di bratteole fiorali, la forma delle squame, della corolla, il tipo di parassitismo (assoluto oppure di tipo “emiparassitico”), la funzione clorofilliana se è presente oppure no, e altro ancora.
Per meglio comprendere ed individuare i vari generi della famiglia (solamente per i generi spontanei della flora italiana) l'elenco seguente utilizza in parte il sistema delle chiavi analitiche.
- Gruppo 1A: la pianta è del tipo “parassita assoluto” (oloparassitismo) ossia senza clorofilla nelle foglie;

- Lathraea L. - Latrea: il fusto è cilindrico, molle e termina nella parte inferiore con un rizoma ramoso; le foglie sono ridotte a squame; il racemo è lineare e compatto (i fiori sporgono di poco); il colore della corolla è roseo o violetto.
- Orobanche L. - Succiamele: il fusto è eretto e semplice; la parte ipogea consiste in un corposo rizoma ramificato; il colore in genere è bruno-rossiccio (manca il verde della clorofilla); l'infiorescenza è racemosa con fiori sporgenti in tutte le direzioni e lievemente penduli; il calice è ridotto a 2 lacinie.

- Gruppo 1B: la pianta è del tipo “semiparassita”(emiparassitismo) e si presenta con foglie verdi;

- Gruppo 2A: il calice si divide in 4 denti oppure è bilabiato (2+2);

- Gruppo 3A: il ciclo biologico della pianta è perenne;

- Gruppo 4A: la corolla è di colore giallo;

- Tozzia L. - Tozzia: i fusti alla base si presentano con carnose squame addensate; le foglie sono a disposizione opposta e sono ovali; i fiori si raccolgono in brevi racemi; le labbra della corolla sono molto aperti e tutti più o meno uguali; la capsula contiene un solo seme.
- Rhynchocorys Griseb. - Elefantina: il fusto è di tipo erbaceo; la forma delle foglie è ellittica e sono picciolate, quelle superiori sono progressivamente più piccole; l'infiorescenza è formata da fiori isolati all'ascella delle foglie; il labbro superiore della corolla termina in una specie di proboscide; la capsula contiene numerosi semi.

- Gruppo 4B : la corolla è di colore violaceo-scuro;

- Bartsia L. - Bartsia: tutta la pianta è molto pelosa, quasi irsuta, compreso il calice e la corolla; le foglie sono disposte in modo opposto ed hanno la forma ovale; l'infiorescenza è terminale e protetta da brattee simili alle foglie ma di colore violetto come la corolla;  dalle fauci della corolla sporge di qualche millimetro lo stilo.

- Gruppo 3B: il ciclo biologico della pianta è annuale;

- Gruppo 5A: la forma del calice è un tubo ovale, compresso ai lati e ingrossato alla fruttificazione; i semi sono discoidali;

- Rhinanthus L. - Cresta di gallo: le specie sono soggette al “polimorfismo stagionale” (secondo la stagione acquistano forme diverse : più o meno alte, più o meno ramose, più o meno fogliose, ecc.); il fusto in genere è ramoso e foglioso; le foglie hanno la lamina seghettata o dentata; l'infiorescenza è formata da fiori bilabiati gialli e brattee fogliose; il labbro superiore presenta due caratteristici denti violetti.

- Gruppo 5B: la forma del calice è un tubo conico (o cilindrico); i semi sono più o meno sferici;

- Gruppo 6A: la capsula contiene 4 semi; le brattee dell'infiorescenza hanno un aspetto fogliare e sono divise più profondamente delle altre foglie;

- Melampyrum L. - Spigarola: le foglie hanno una forma lanceolata e sono disposte in posizione opposta lungo il fusto; in alcune specie la base delle foglie è aristata; le brattee dell'infiorescenza sono spesso colorate; la corolla ha un tubo allungato; a volte si presentano due fiori affiancati all'ascella delle foglie superiori.

- Gruppo 6B: la capsula contiene molti semi; le foglie superiori non sono di tipo bratteale;

- Gruppo 7A: il labbro inferiore della corolla è diviso in tre lobi bilobi (o bifidi); le antere hanno due logge, una delle quali ha un cornetto più lungo;

- Euphrasia L. - Eufrasia: il fusto di queste piante non è molto alto; le foglie e le brattee (poco differenziate) sono a disposizione opposta; il labbro superiore è rivolto all'indietro; il labbro inferiore spesso è variamente colorato o screziato.

- Gruppo 7B: i lobi del labbro inferiore sono interi; i cornetti delle logge delle antere sono più o meno uguali fra di loro;

- Odontites Ludwig - Perlina: le foglie sono lanceolate-lineari; l'infiorescenza è disposta in modo unilaterale; i semi sono grandi 1-2 mm.
- Parentucellia Viv. - Perlina: l'infiorescenza è diretta in tutte le direzioni ed è densa e a forma quasi piramidale; il calice ha la forma cilindrica con denti lunghi 1/3 - ¼ della lunghezza totale; i semi sono più piccoli di 1 mm e sono reticolati.
- Bellardia All. - Perlina: l'infiorescenza è diretta in tutte le direzioni ed ha la forma piramidale; il calice è rigonfio con denti piccoli; i semi sono più piccoli di 1 mm ed hanno un solco longitudinale.

- Gruppo 2B: il calice ha 5 denti; la corolla è bilabiata;

- Pedicularis L. - Pedicolare: le foglie sono verticillate e due volte pennatosette; il calice è sempre peloso; la parte superiore della corolla termina con un evidente becco rostrato o dentato e in genere allungato; la parte inferiore della corolla è molto allargata.

### Sinonimi
La famiglia di questa voce, in altri testi, può essere chiamata con nomi diversi. L'elenco seguente indica alcuni tra i sinonimi più frequenti. La maggior parte di questi sinonimi sono delle famiglie “declassate”, ossia diventate generi delle Orobanchaceae.
- Aeginetiaceae Livera
- Aragoaceae D. Don
- Buchneraceae (Bentham) Lilja
- Cyclocheilaceae Marais
- Euphrasiaceae Martynov
- Lindenbergiaceae Doweld
- Melampyraceae Hooker & Lindley
- Nesogenaceae Marais
- Pedicularidaceae Jussieu, 1789
- Phelypaeaceae Horaninow
- Rhinanthaceae Ventenat, 1799

### Famiglie simili
La famiglia più vicina è ovviamente quella delle Scrophulariaceae (dalla quale sono stati trasferiti diversi generi). La tradizionale separazione delle Orobanchace s.s. dalle Scrophulariaceae in quanto le prime sono in possesso di una placentazione parietale, oltre al parassitismo (e semiparassitismo), è stata messa in discussione tra l'altro dall'esistenza di generi come Harveya che sono parassiti ma con una placentazione assile. Le varie specie della famiglia di questa voce si differenziano comunque soprattutto per il particolare aspetto che assumono in quanto piante che si devono adattare alla vita parassitaria: organi adatti ad assumere sostanze da altri individui; morfologia di base più primitiva, meno evoluta; spesso mancanza di organi o funzioni che in altre specie rendono indipendente la pianta (come la produzione di clorofilla).

## Interesse e usi
Queste piante sono interessanti sia dal punto di vista scientifico per capire i vari fenomeni e meccanismi connessi al loro parassitismo, ma anche da un punto di vista più strettamente agronomico per trovare dei mezzi efficaci per bloccare gli ingenti danni prodotti da queste piante alle varie colture infestate.
Qui di seguito sono indicate alcune specie (o generi]) della famiglia delle Orobanchaceae e i loro ospiti abituali:
- Genere Aeginetia : attacca la canna da zucchero.
- Genere Alectra : attacca il mais, la canna da zucchero, il riso, il sorgo, la soia.
- Genere Christisonia: attacca la canna da zucchero.
- Genere Epifagus: si trova solo sulle radici dei faggi.
- Specie Lathraea squamosa L. - Latrea comune: parassita di diverse latifoglie arboree o cespugliose.
- Specie Lathraea clandestina L. - Latrea clandestina:  parassita su latifoglie.
- Specie Orobanche ramosa L. - Succiamele ramoso:  hanno come ospiti la canapa, il pomodoro e il tabacco e altre specie dei generi Artemisia e Achillea.
- Specie Orobanche gracilis Sm. -  Succiamele rossastro: danneggia i trifogli, le leguminose da foraggio e alcune specie del genere Cistus.
- Specie Orobanche lutea Baumg. - Succiamele prataiolo: si trova facilmente su diverse leguminose coltivate (Medicago e Trifolium)
- Specie Orobanche minor Sm.  -  Succiamele minore: danneggia il trifoglio
- Specie Orobanche denudata Moris -  Succiamele del rovo: si trova sulle Rosaceae come il Rubus.
- Genere Striga: attacca il mais, la canna da zucchero, il riso, il sorgo, la soia.

Il problema che crea questo tipo di parassitismo è abbastanza grave. Ad esempio nell'Italia centro-meridionale per la coltura della fava, questo è uno dei problemi più assillanti.
Molto spesso quando ci si accorge dell'avvenuta infestazione è già troppo tardi. Infatti c'è una forte concordanza tra il ciclo vegetativo dell'ospite e quello del parassita. Quando l'ospite incomincia a fiorire, allora le varie "orobanchaceae" sorgono inaspettatamente dal terreno maturando pure loro i fiori e disseminando per il terreno i loro minutissimi semi per il prossimo attacco.
Liberare i terreni e le colture da queste piante non è facile. Innanzitutto come si è detto la produzione dei semi è copiosissima e bastano pochi semi per propagare la specie; inoltre la semente può sopportare lunghi periodi di quiescenza (a volte anche diversi anni) per cui un terreno, che a prima vista può sembrare libero da questi parassiti, in realtà può essere predisposto ad essere infestato. Infatti appena le condizioni sono adatte (la presenza delle radici dell'ospite) i semi incominciano a germogliare. In questo caso un rimedio sarebbe quello di lasciare il terreno a riposare per almeno 10 anni (o perlomeno non coltivarlo con specie ospiti): i semi senza alcun supporto nutritivo in questo periodo di tempo perderebbero la loro germinabilità. Ma questo ovviamente per motivi economici non è possibile.
Le ricerche scientifiche su questo e altri fenomeni simili di parassitismo sono sempre molto difficili in quanto è praticamente impossibile far germinare in vitro (e quindi in un laboratorio sotto controllo biologico) i semi senza che siano in presenza della pianta ospite. Probabilmente le Orobanchaceae iniziano a germinare solo in presenza di determinati stimoli o sostanze prodotte dalle radici di quel specifico ospite.
Non rimane quindi che affidarsi all'esperienza e alla pratica come ad esempio, in caso di nuove culture, affidarsi a sementi con accertate garanzie di purezza.

### Cucina
In caso di carestia o necessità alcune popolazioni del Sahara algerino (i Tuareg) si cibano con i tuberi della Orobanche violacea; mentre altre Orobanche americane vengono consumate dagli indiani dell'Utah e del Nevada.

## Alcune specie

### Tribù Buchnereae

#### Sottotribù Buchneriinae

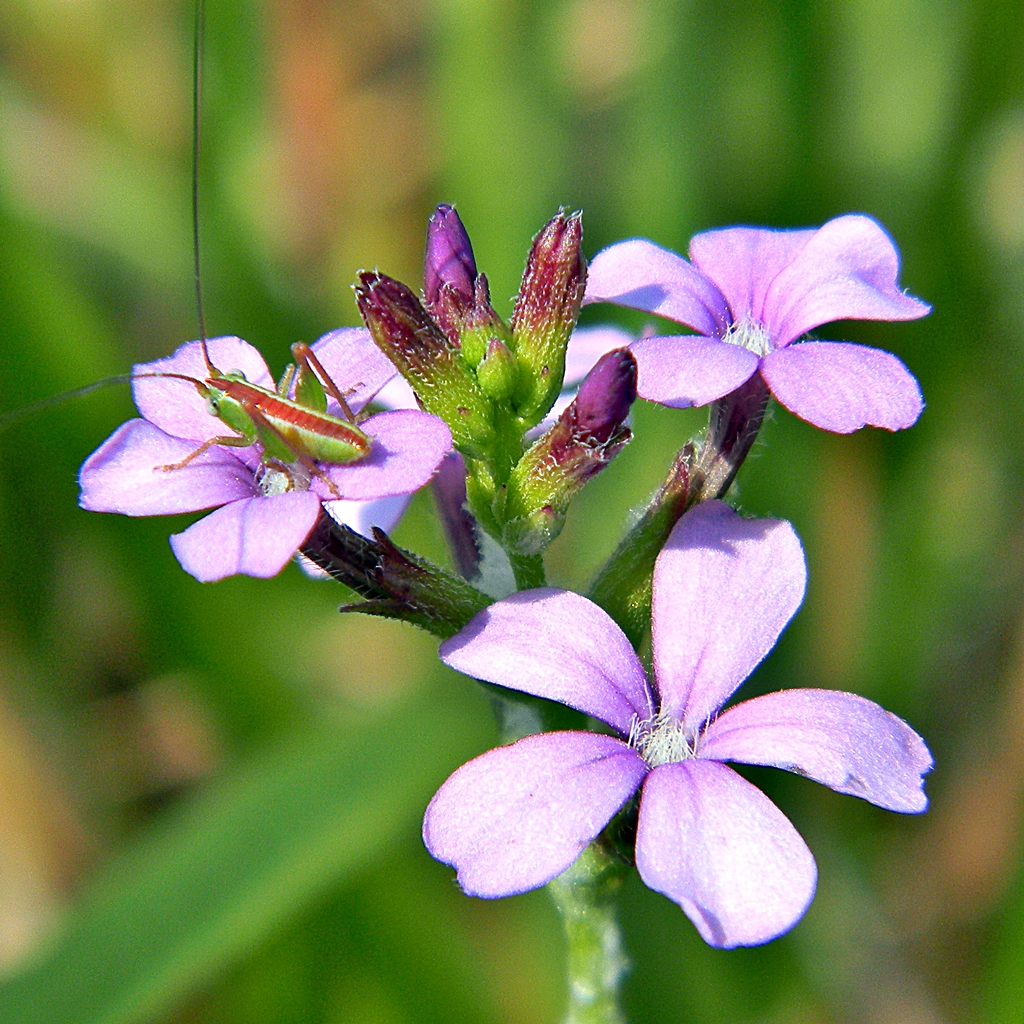
Buchnera americana
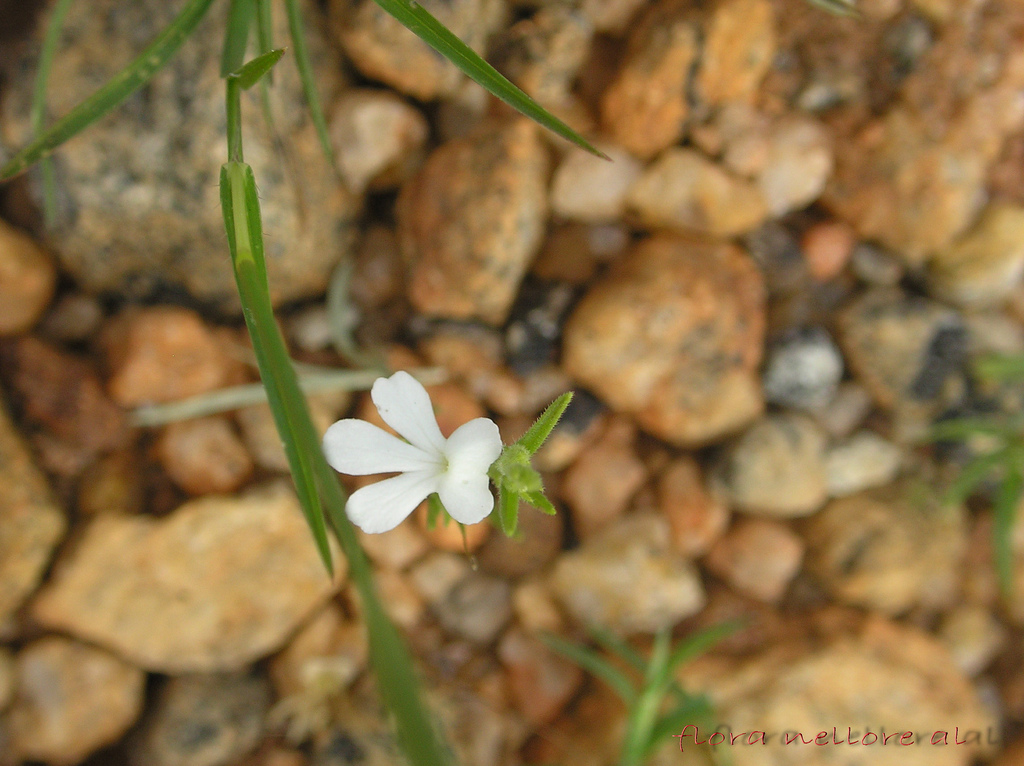
Striga angustifolia
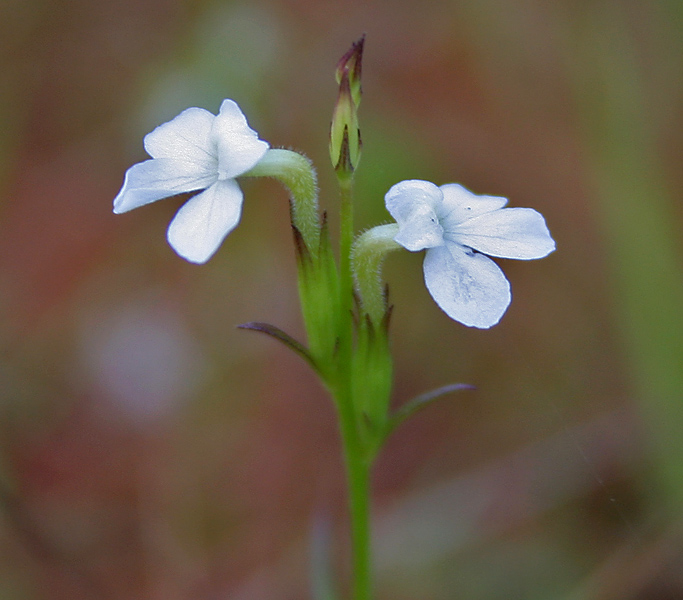
Striga densiflora
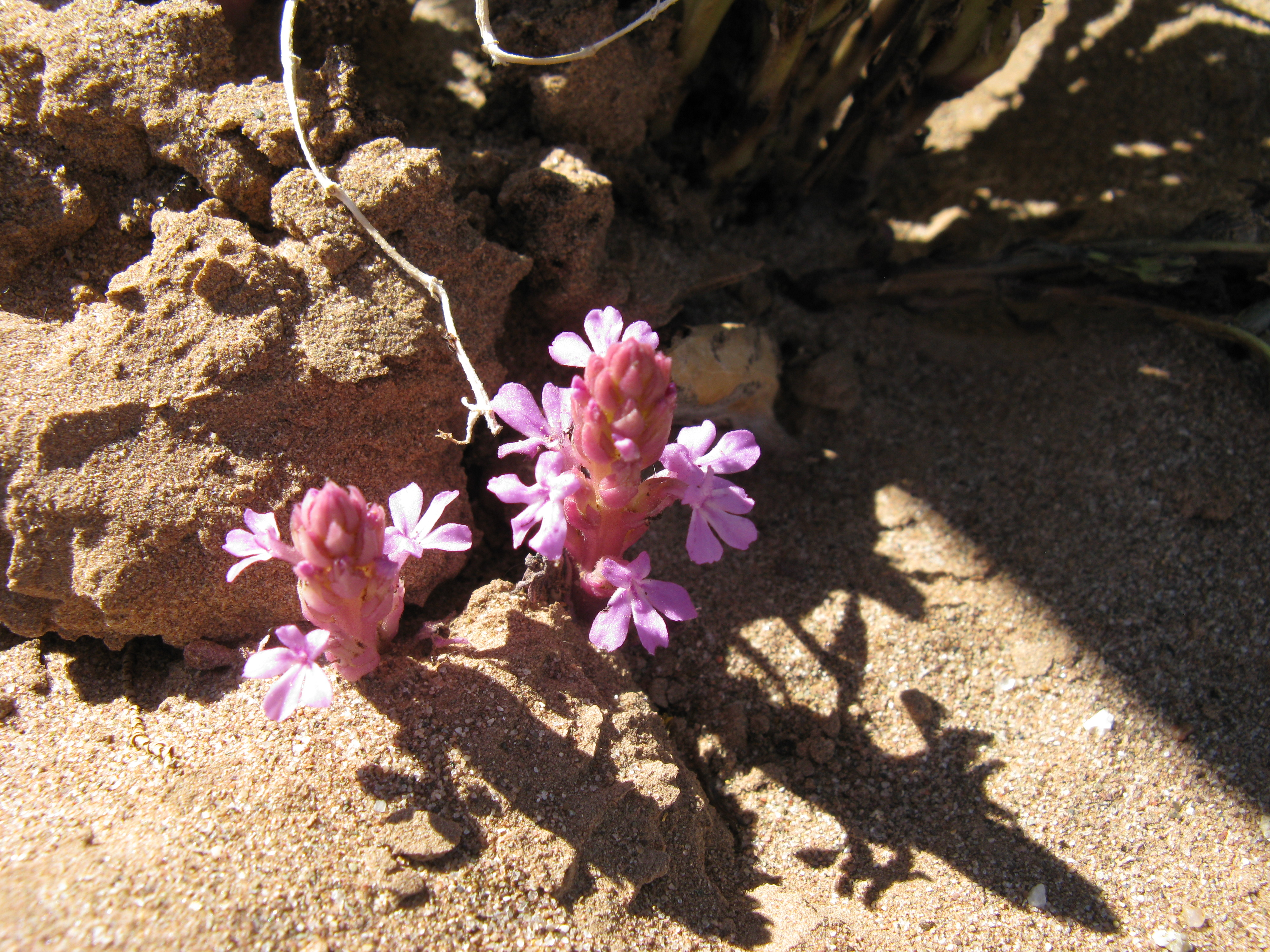
Striga gesnerioides

#### Sottotribù Sopubiinae

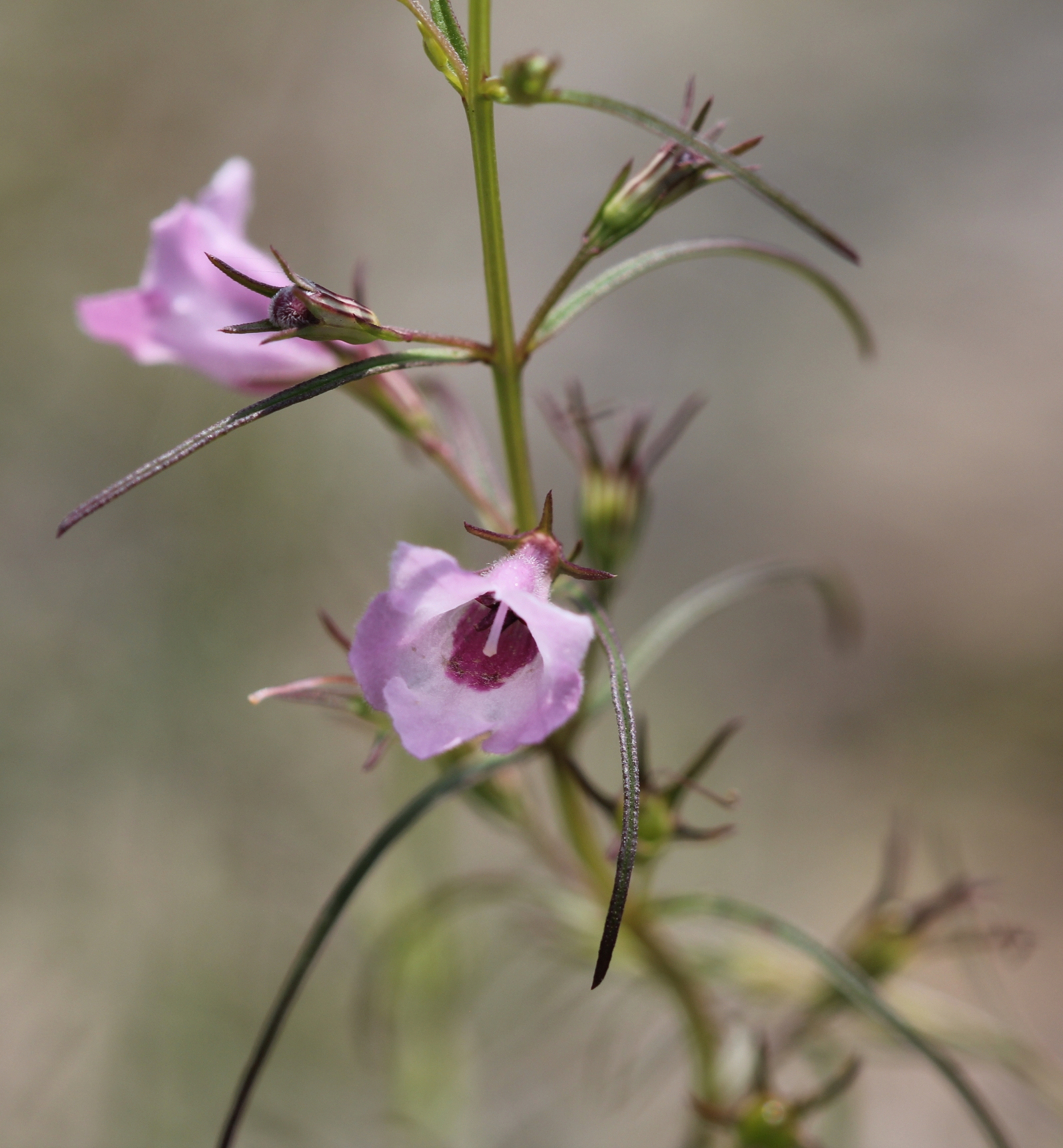
Sopubia delphinifolia
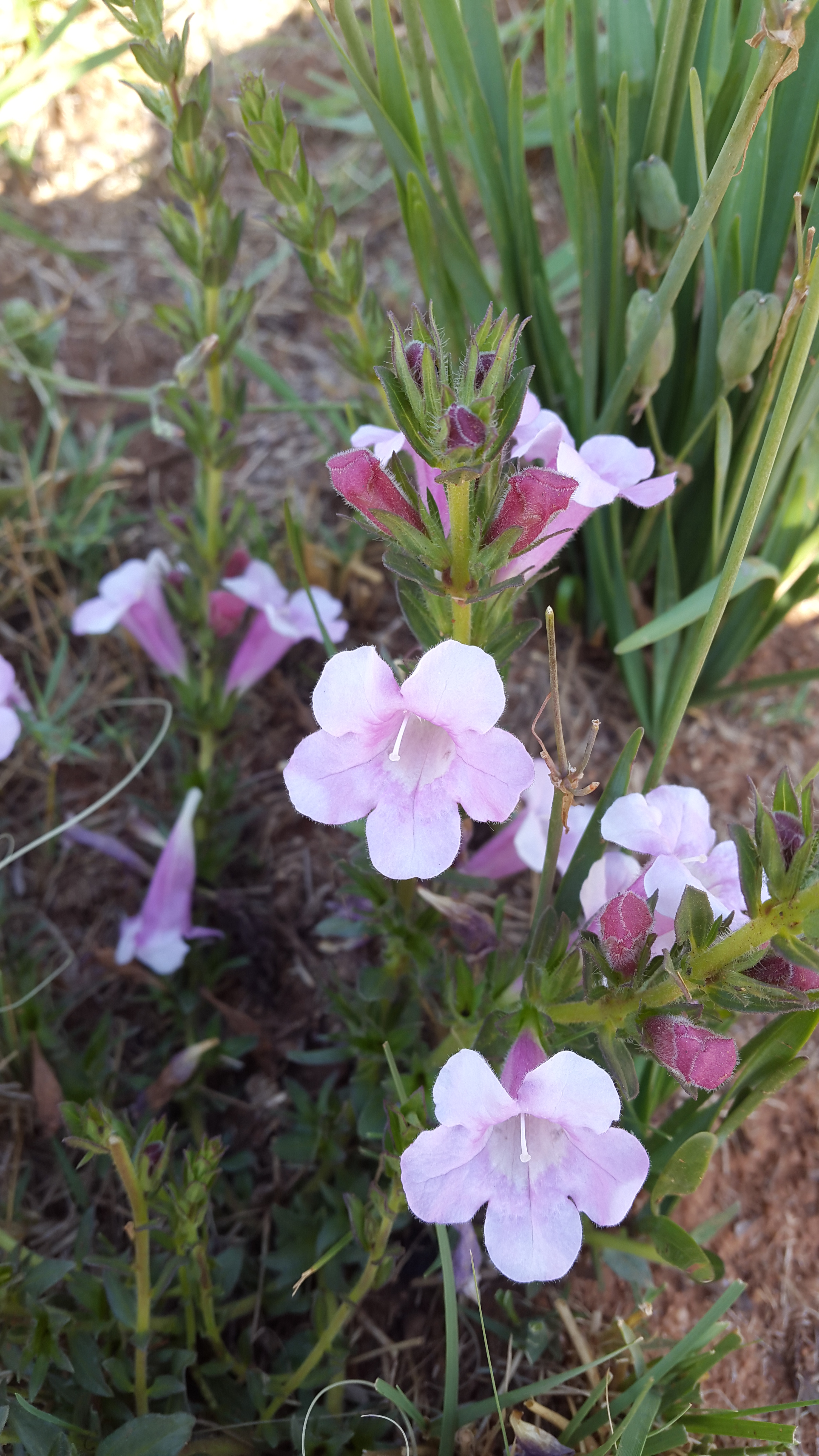
Graderia subintegra
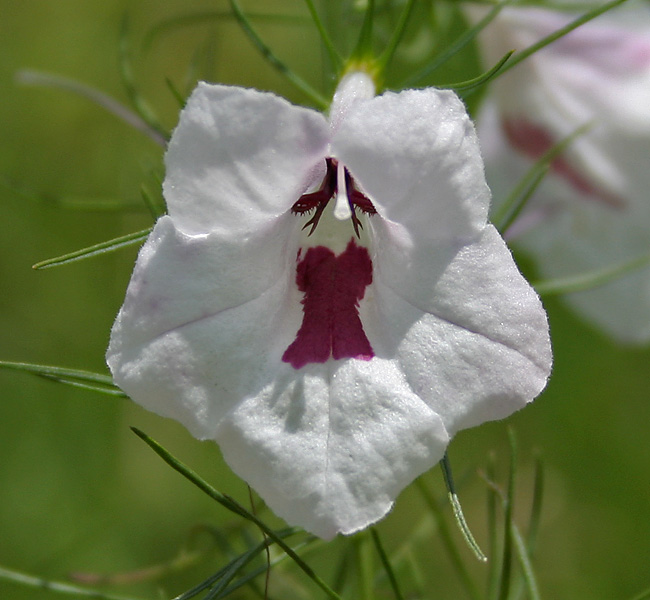
Sopubia delphinifolia

### Tribù Castillejeae

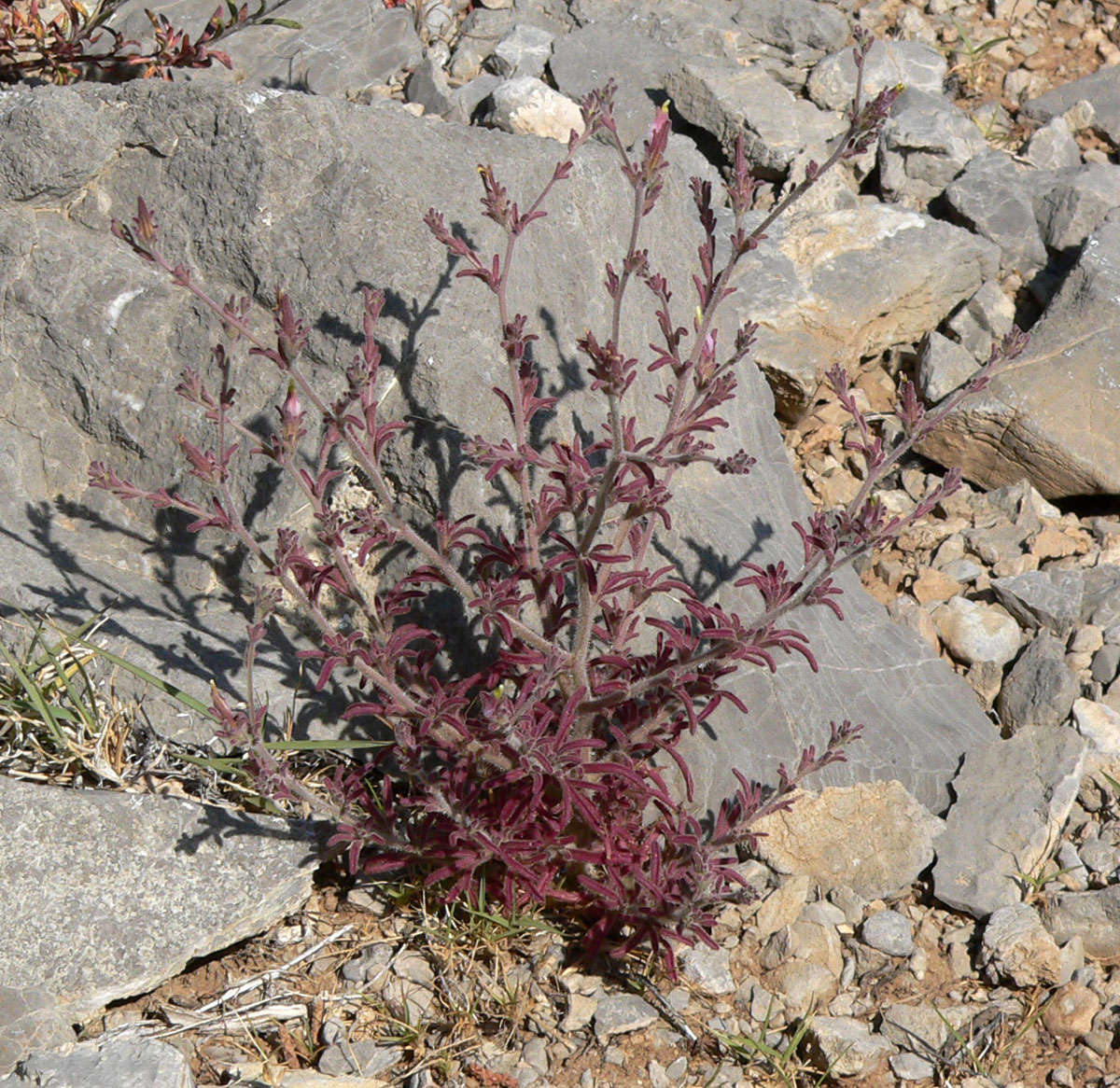
Cordylanthus parviflorus
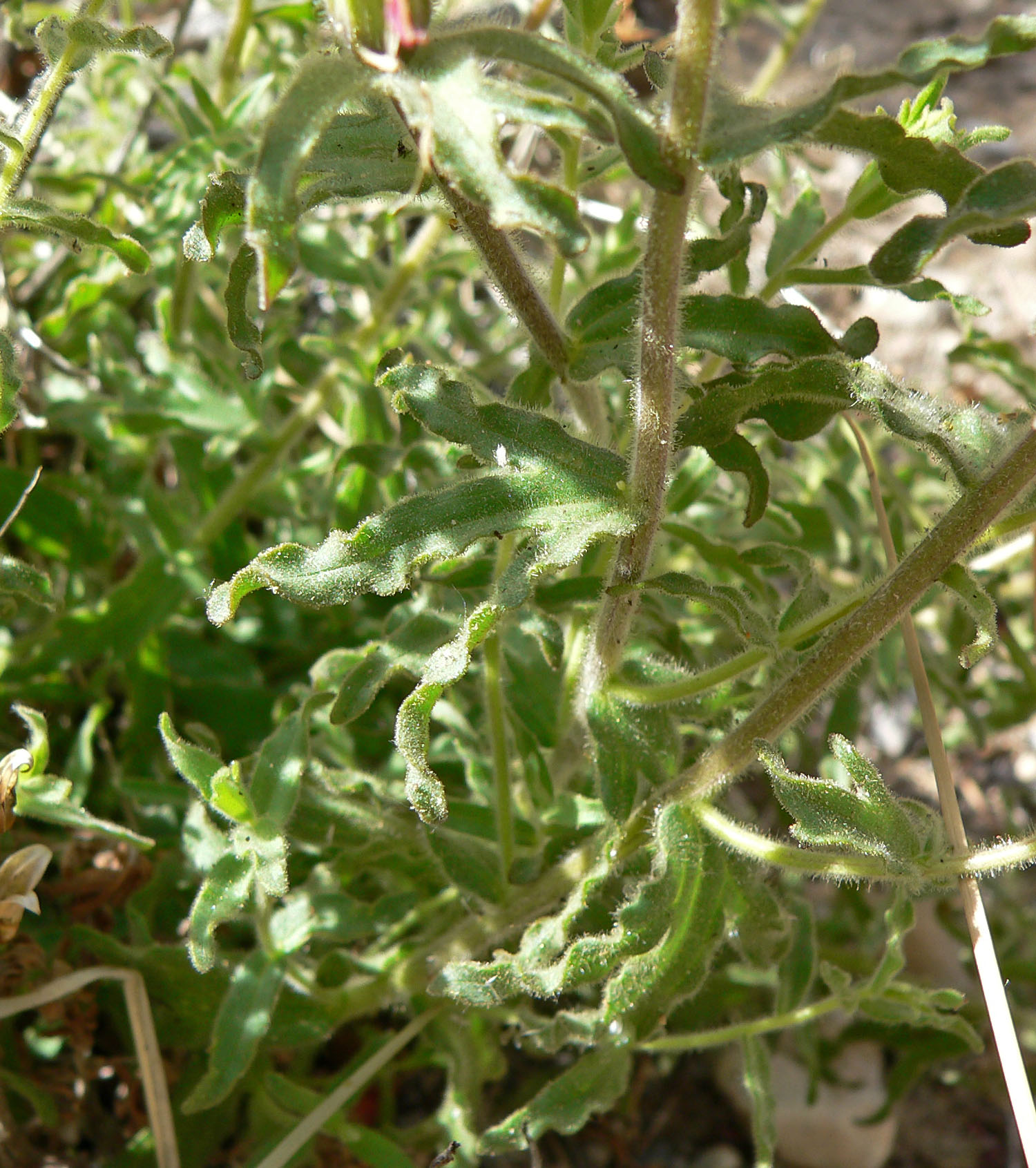
Castilleja applegatei
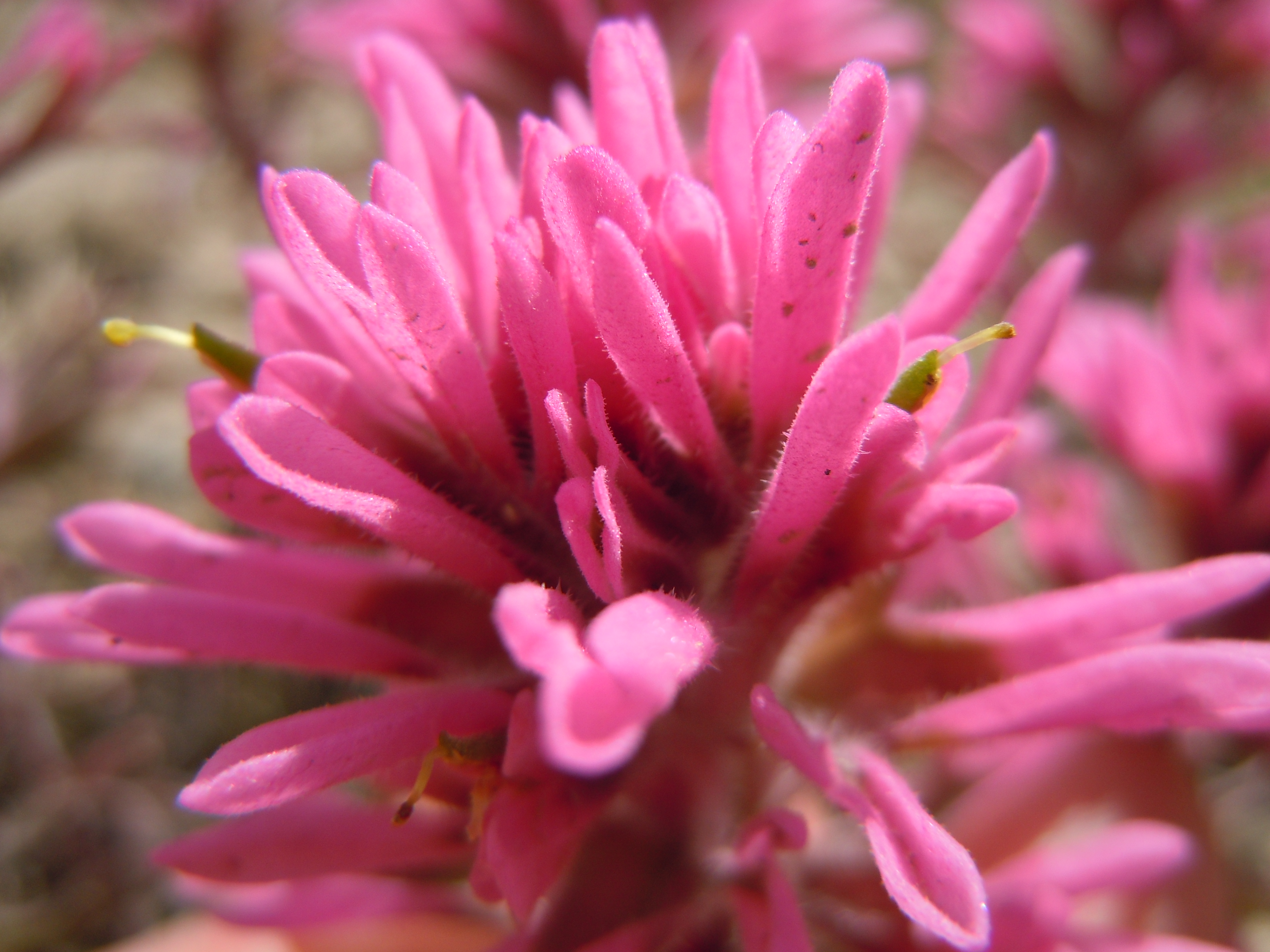
Castilleja angustifolia
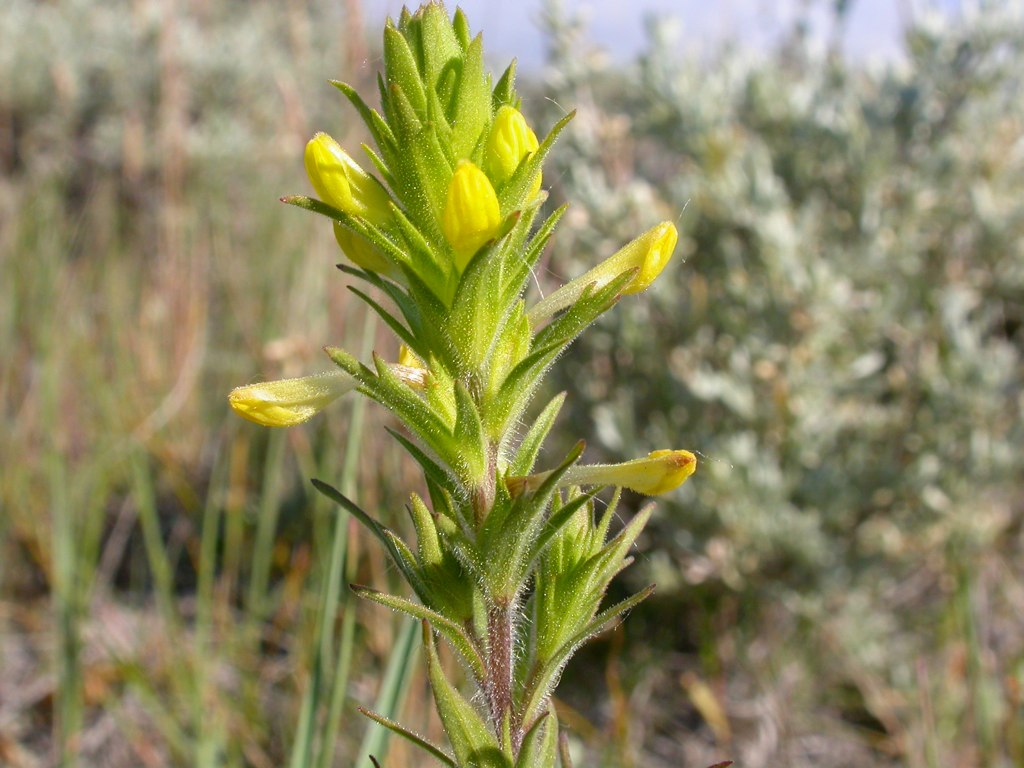
Orthocarpus luteus
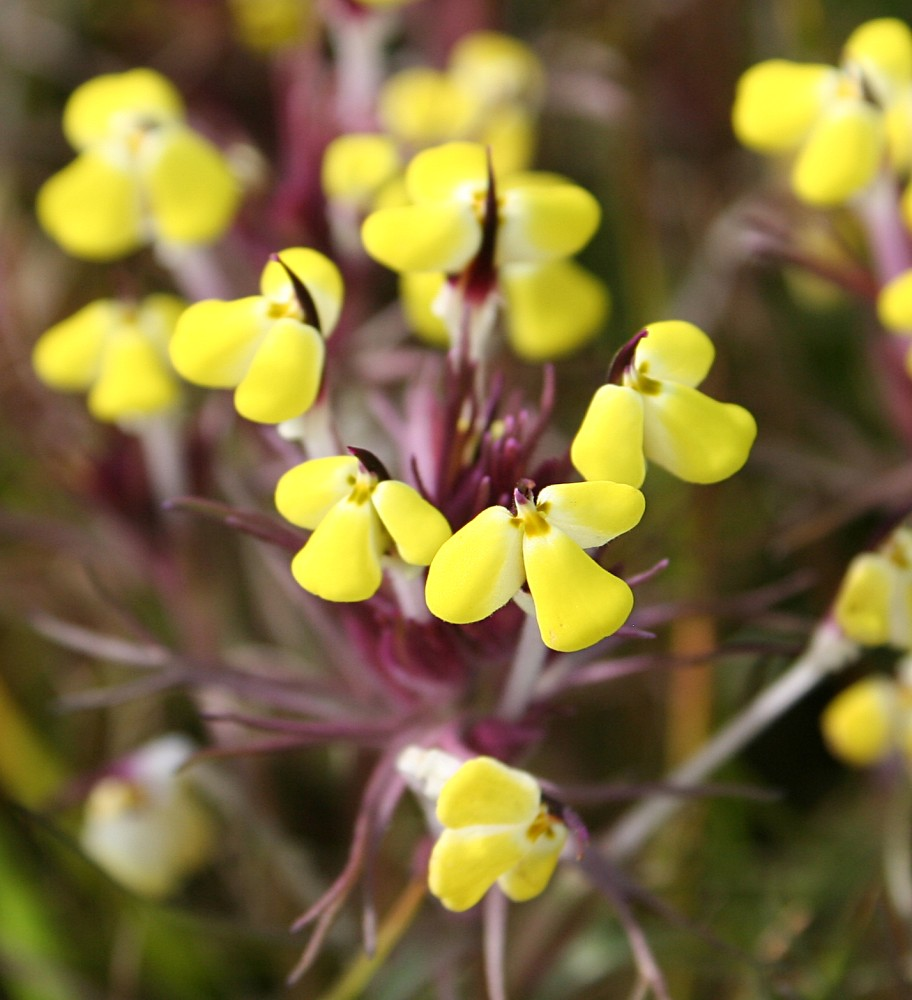
Triphysaria eriantha

### Tribù Cymbarieae

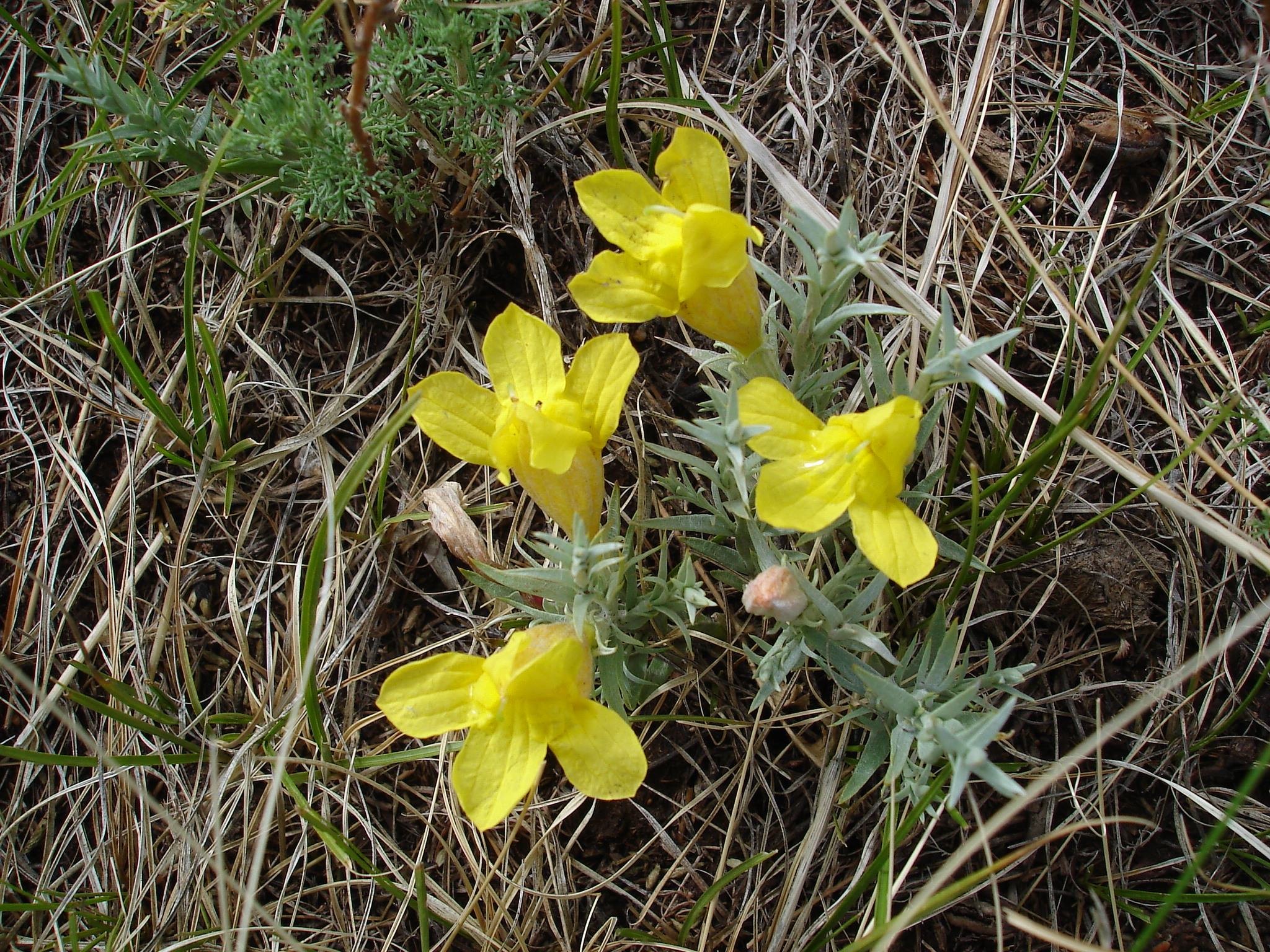
Cymbaria dahurica
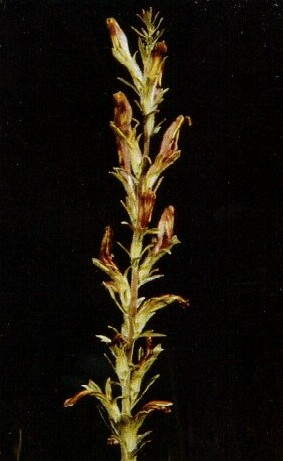
Schwalbea americana

### Tribù Gerardieae

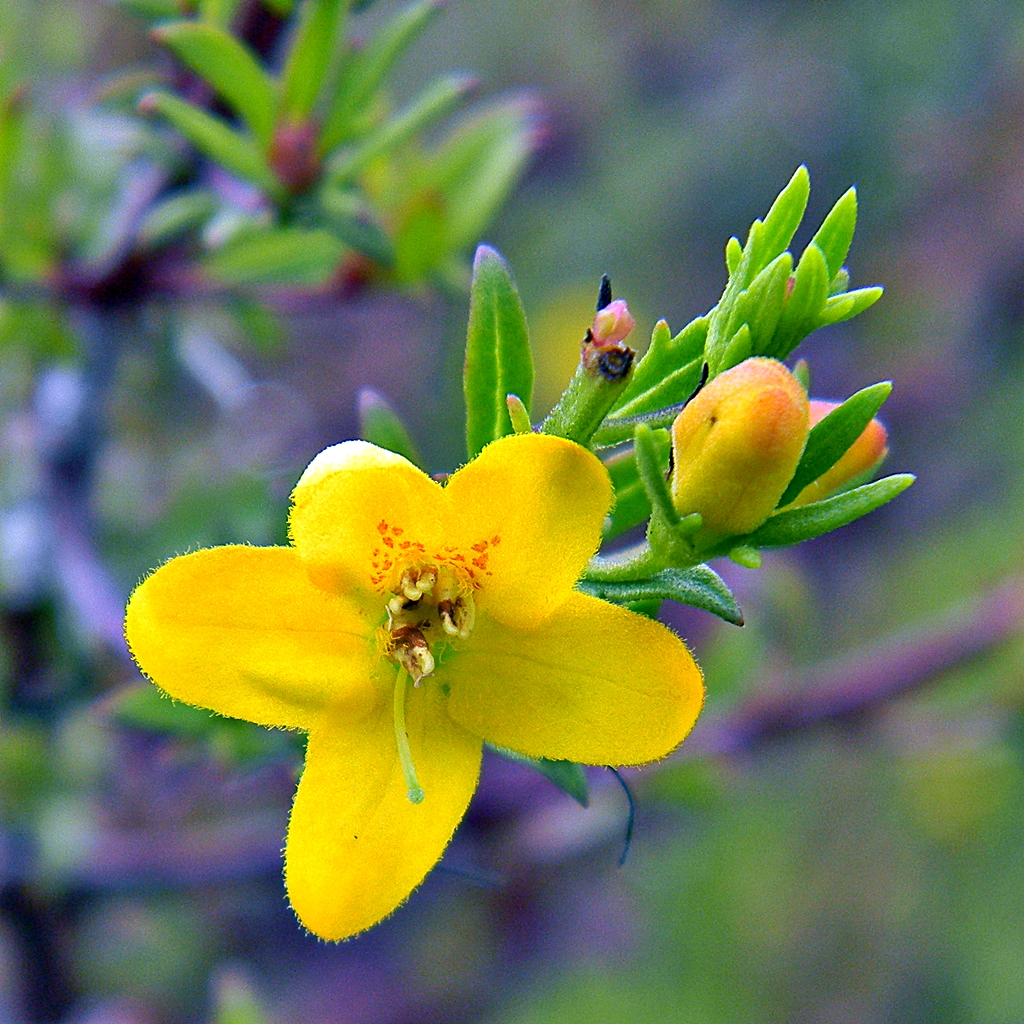
Seymeria pectinata
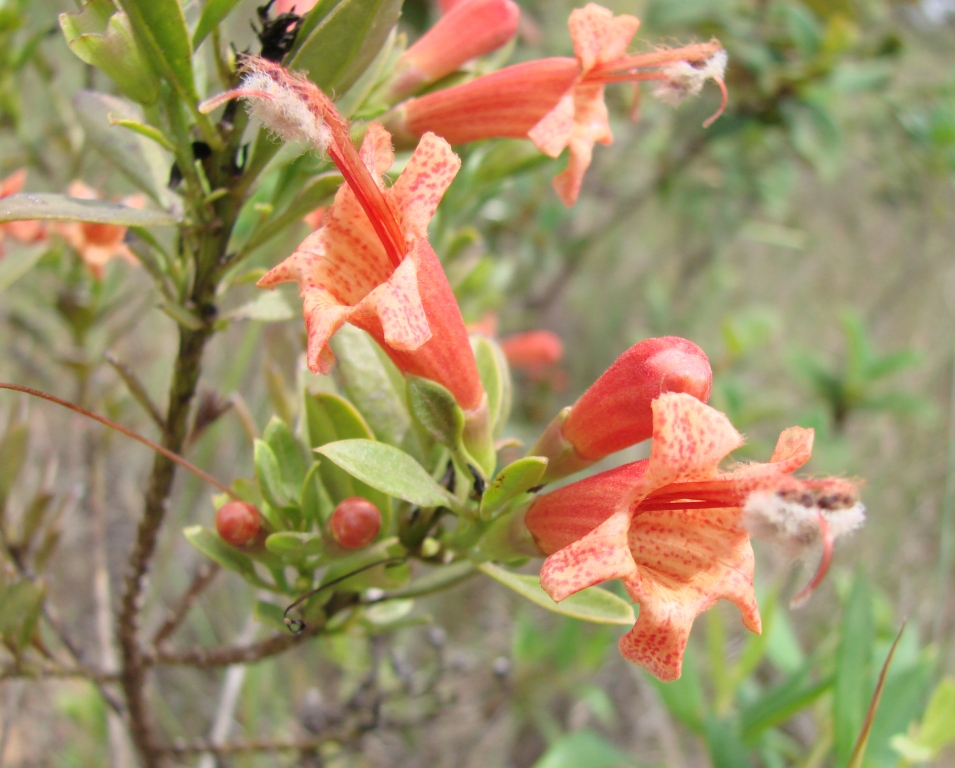
Esterhazya macrodonta
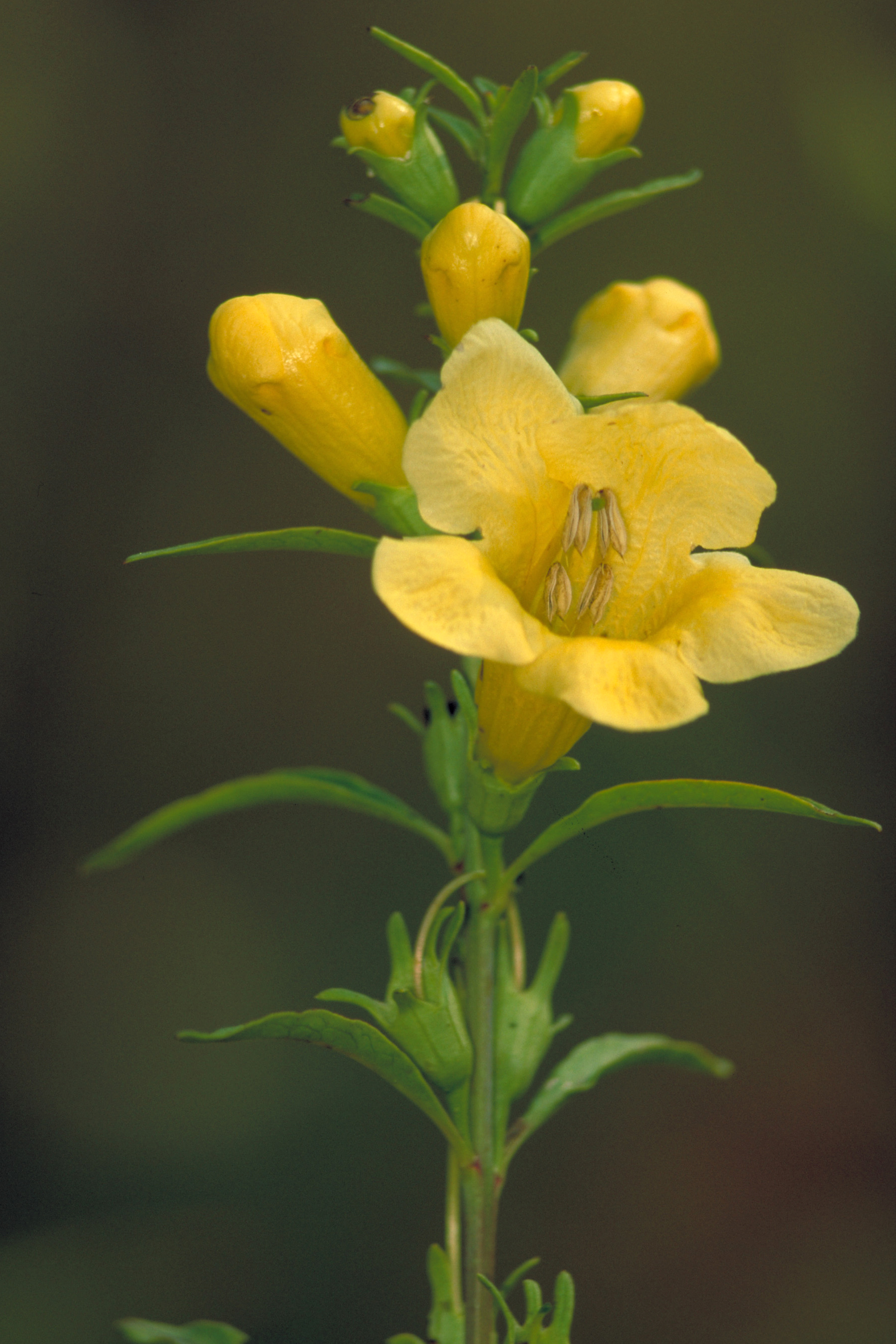
Aureolaria flava
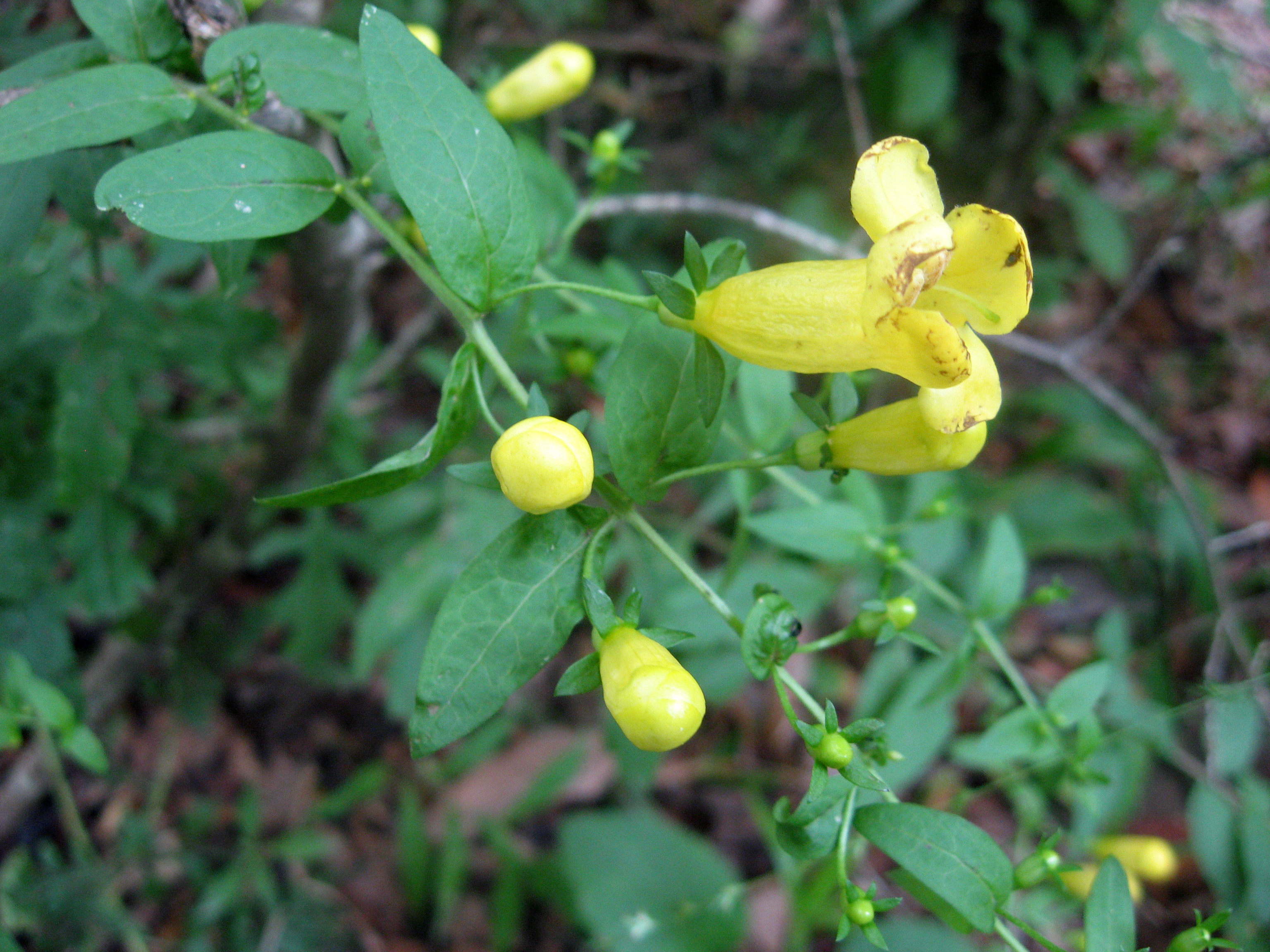
Aureolaria patula
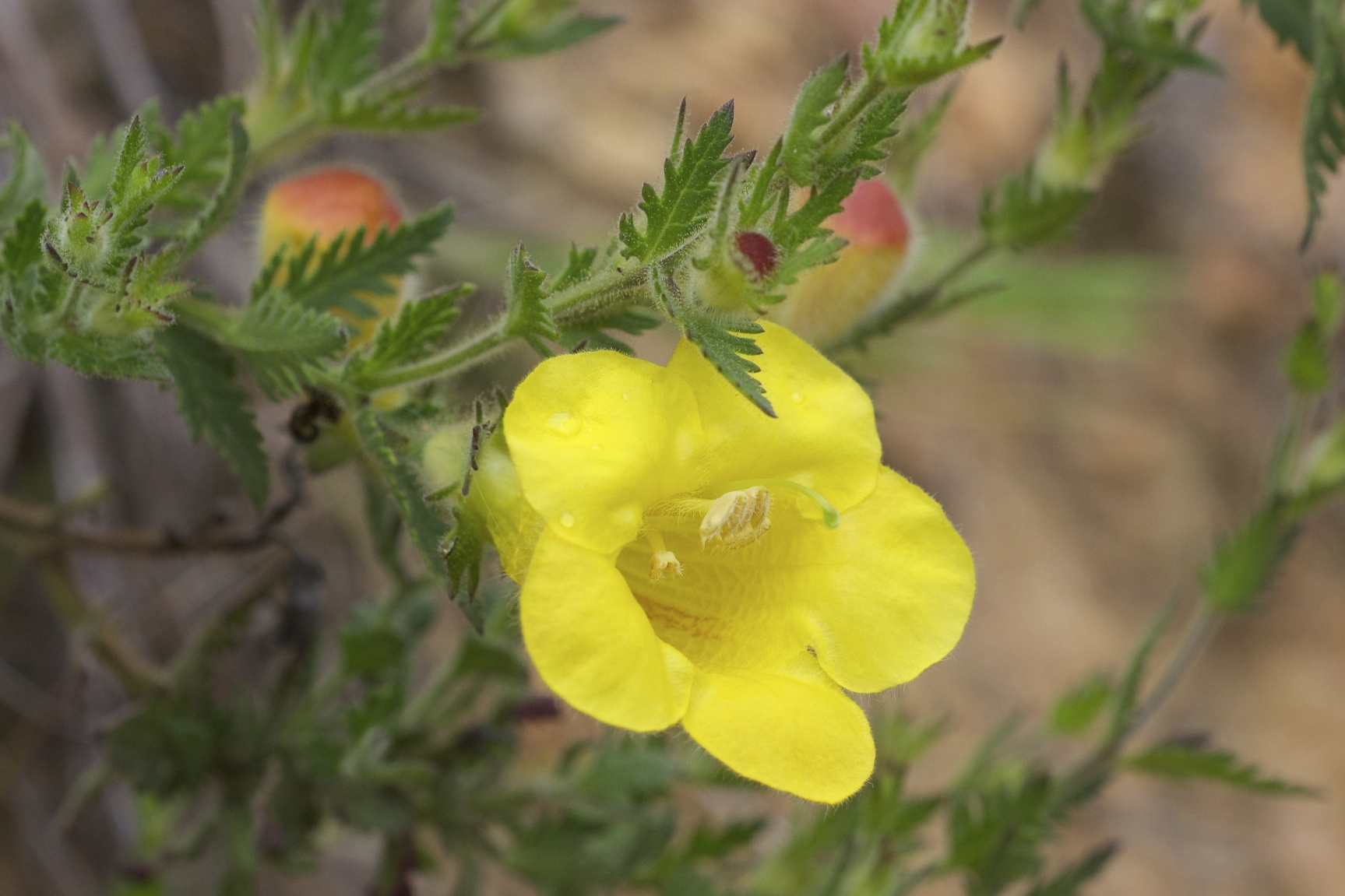
Aureolaria pectinata
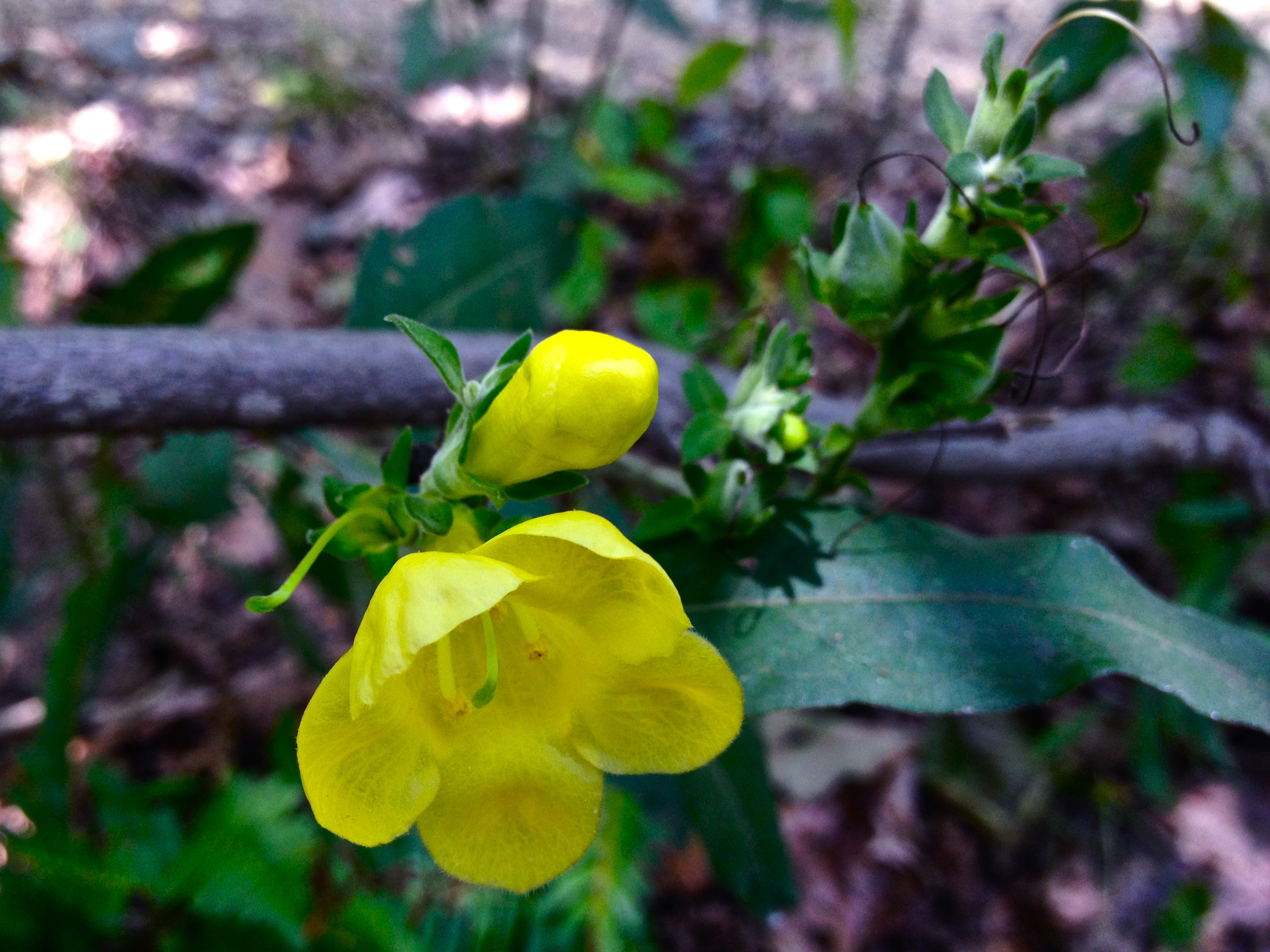
Aureolaria virginica
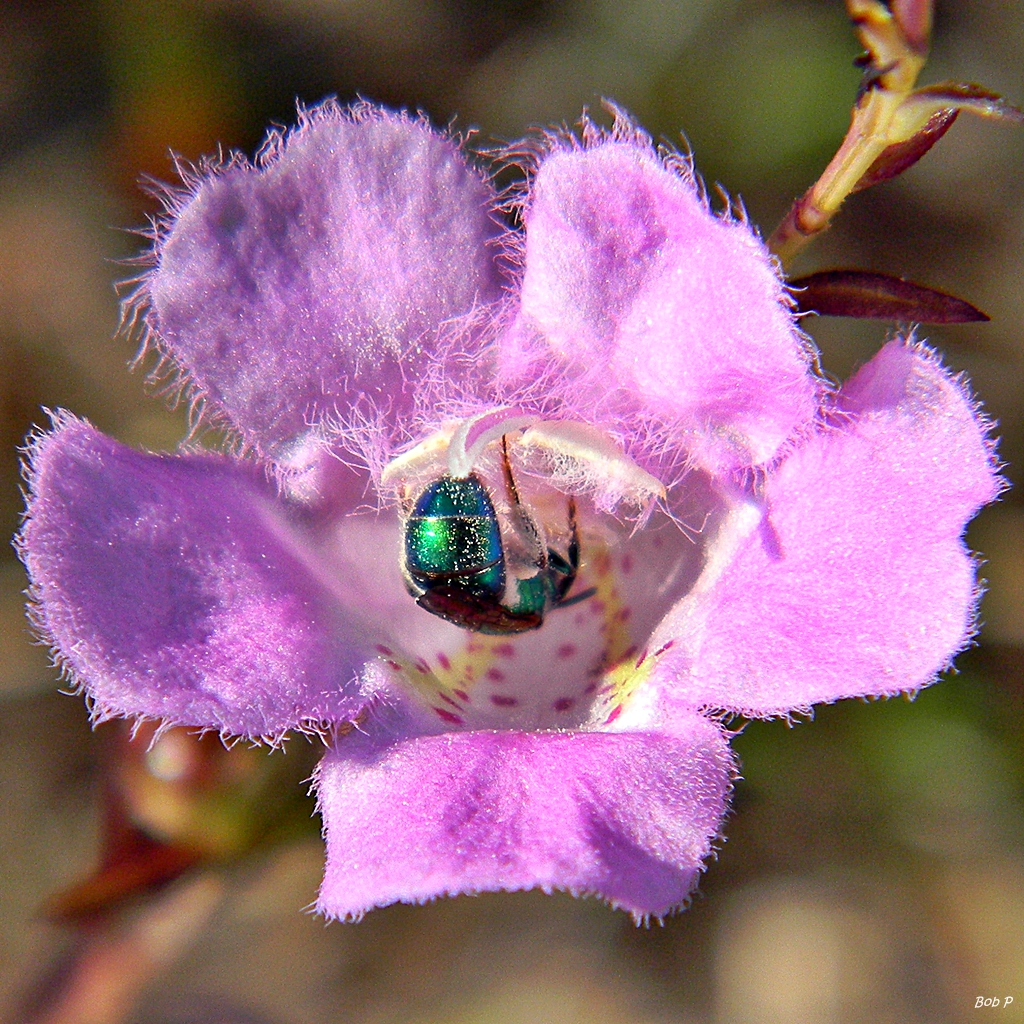
Agalinis fasciculata
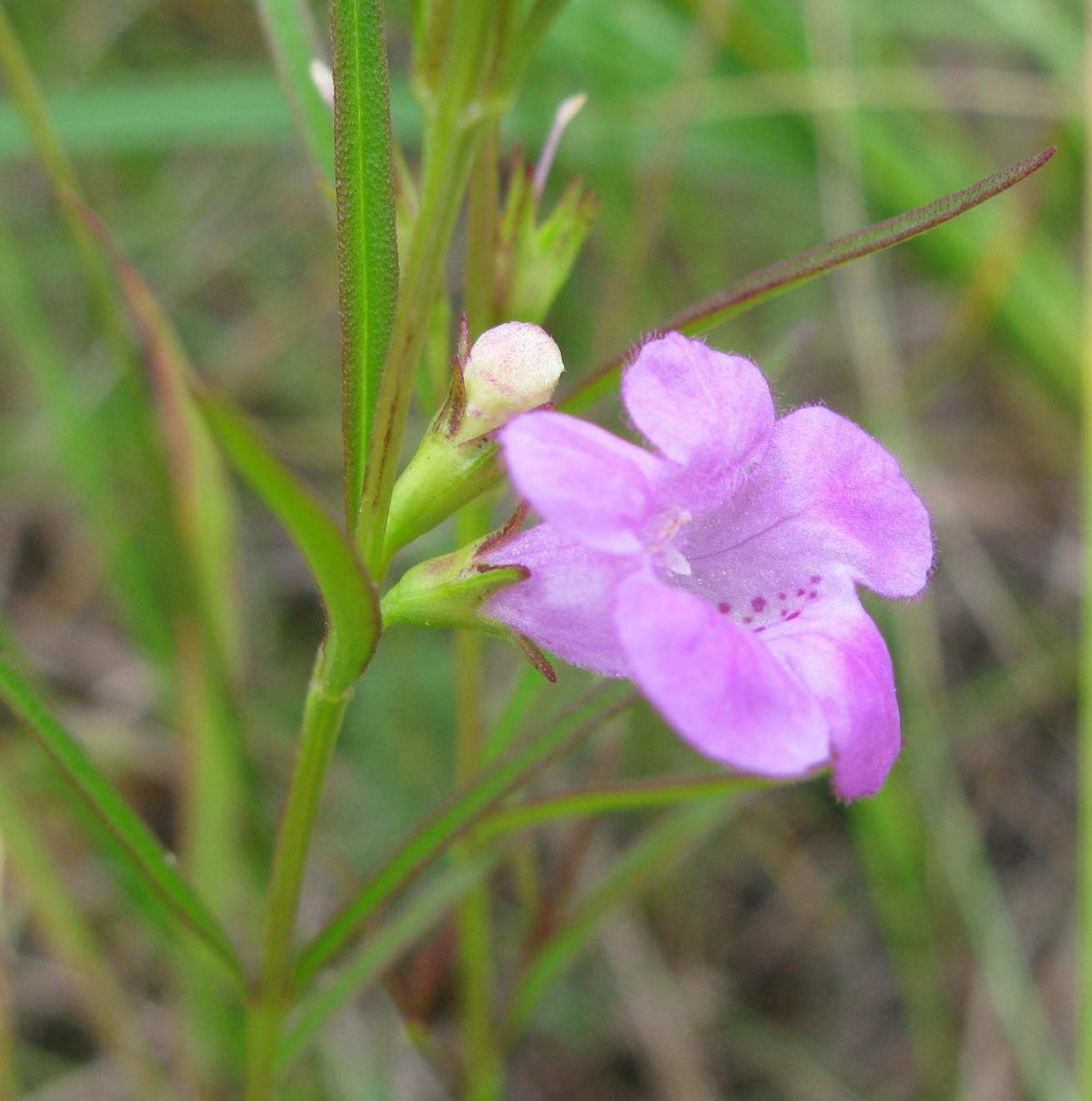
Agalinis paupercula
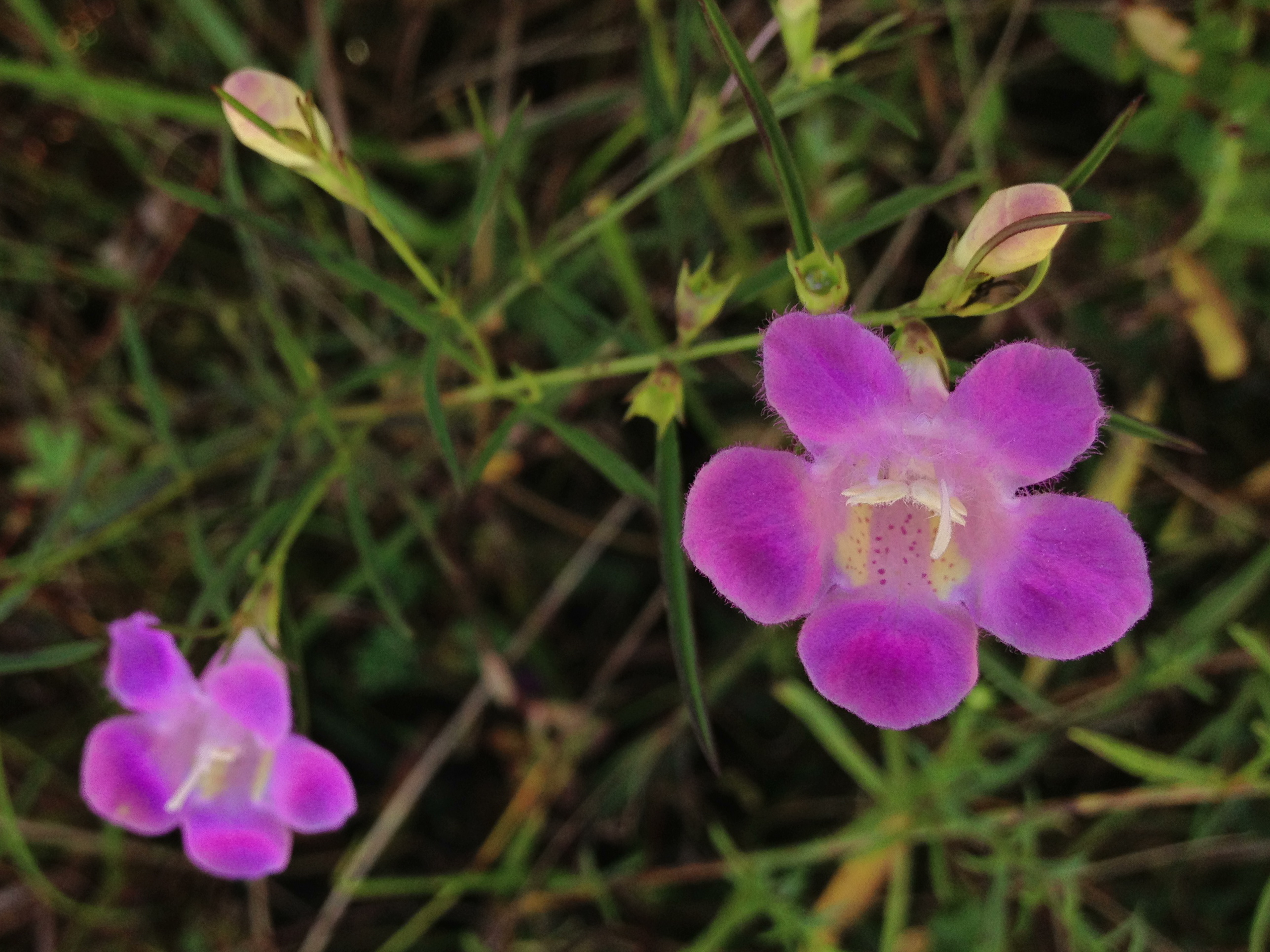
Agalinis purpurea

### Orobancheae

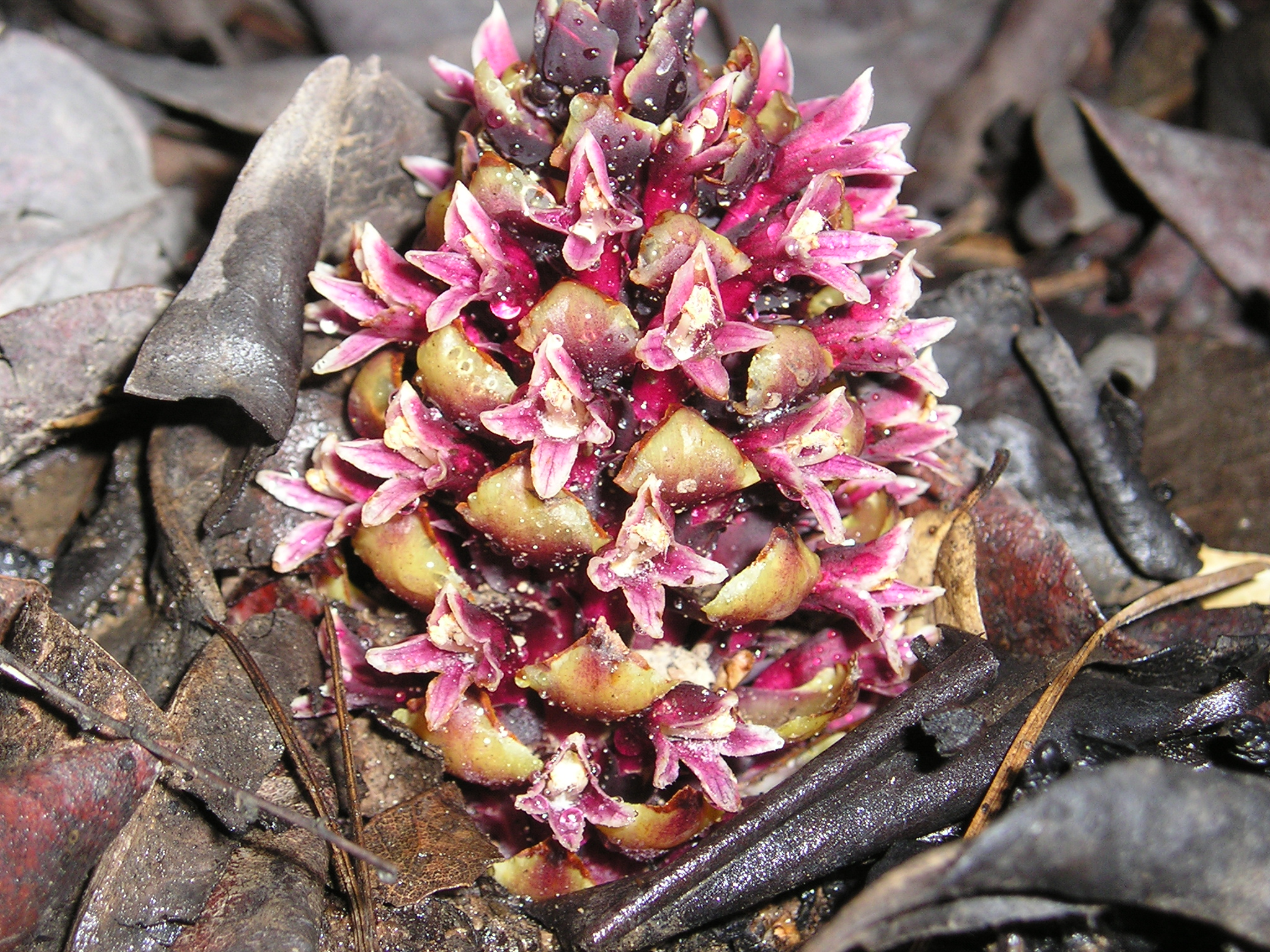
Boschniakia strobilacea
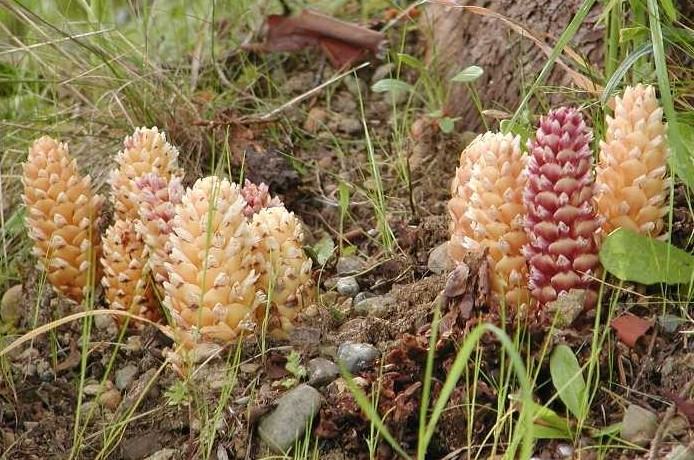
Boschniakia hookeri
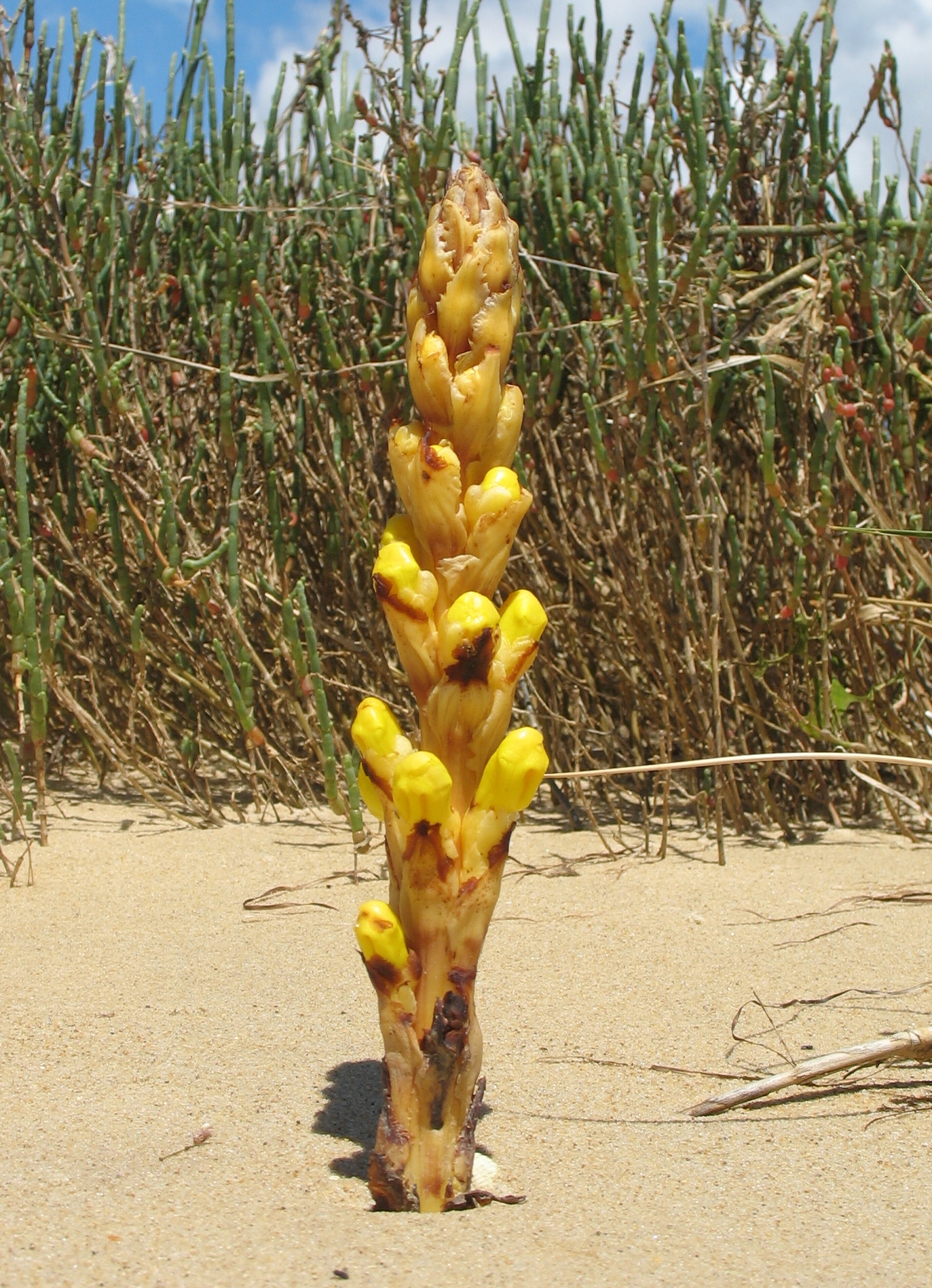
Cistanche phelypaea
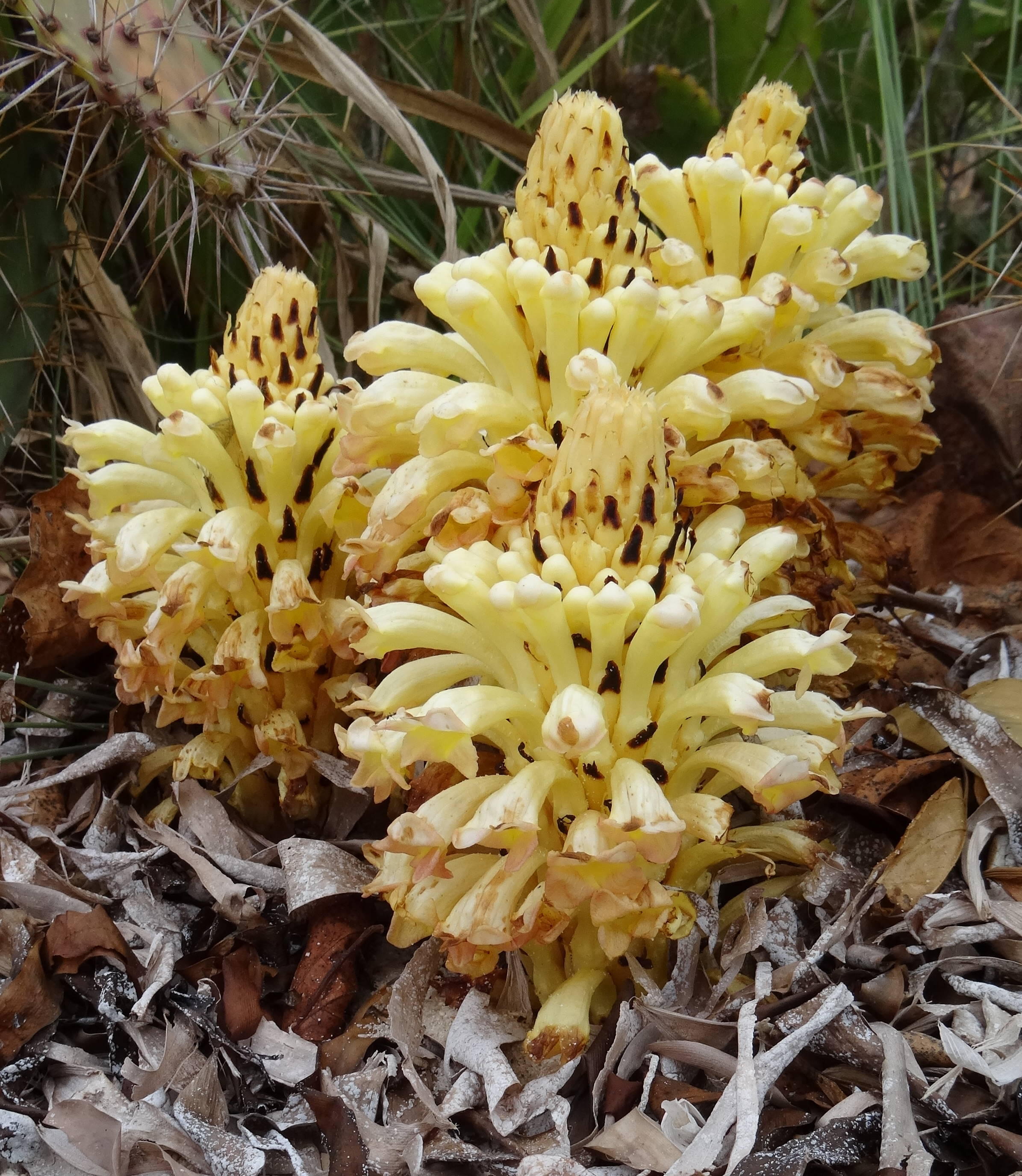
Cistanche tubulosa
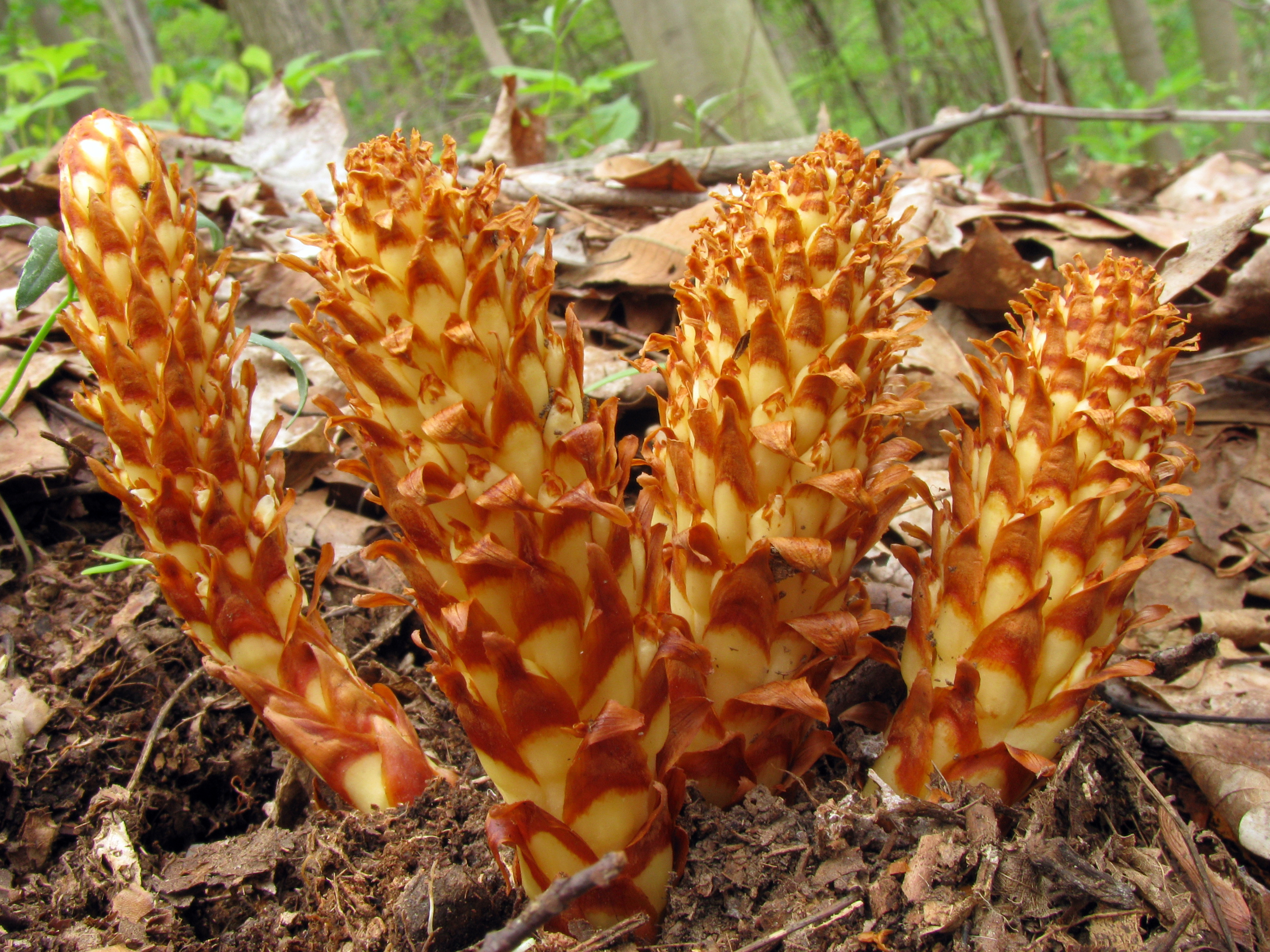
Conopholis americana
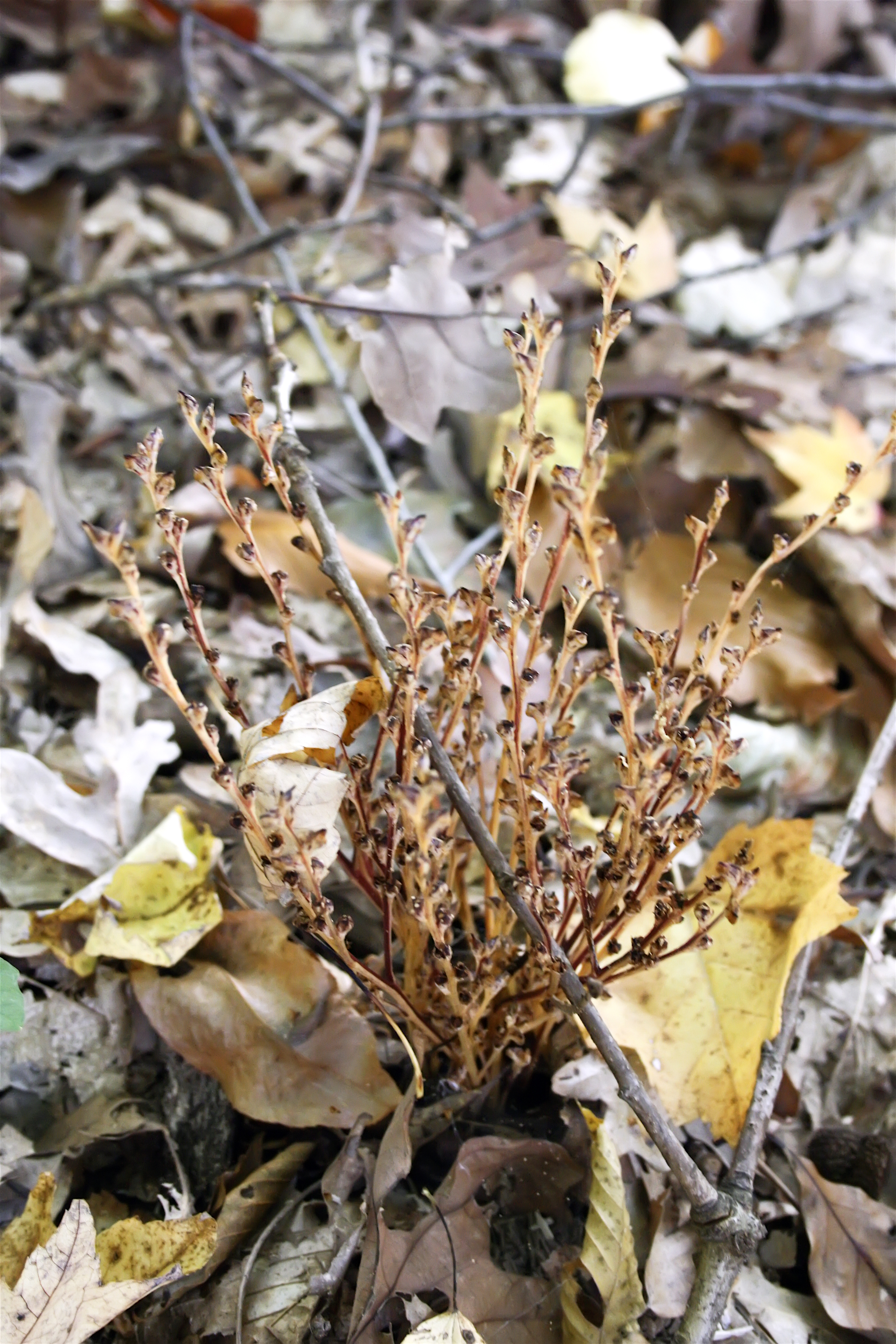
Epifagus virginiana
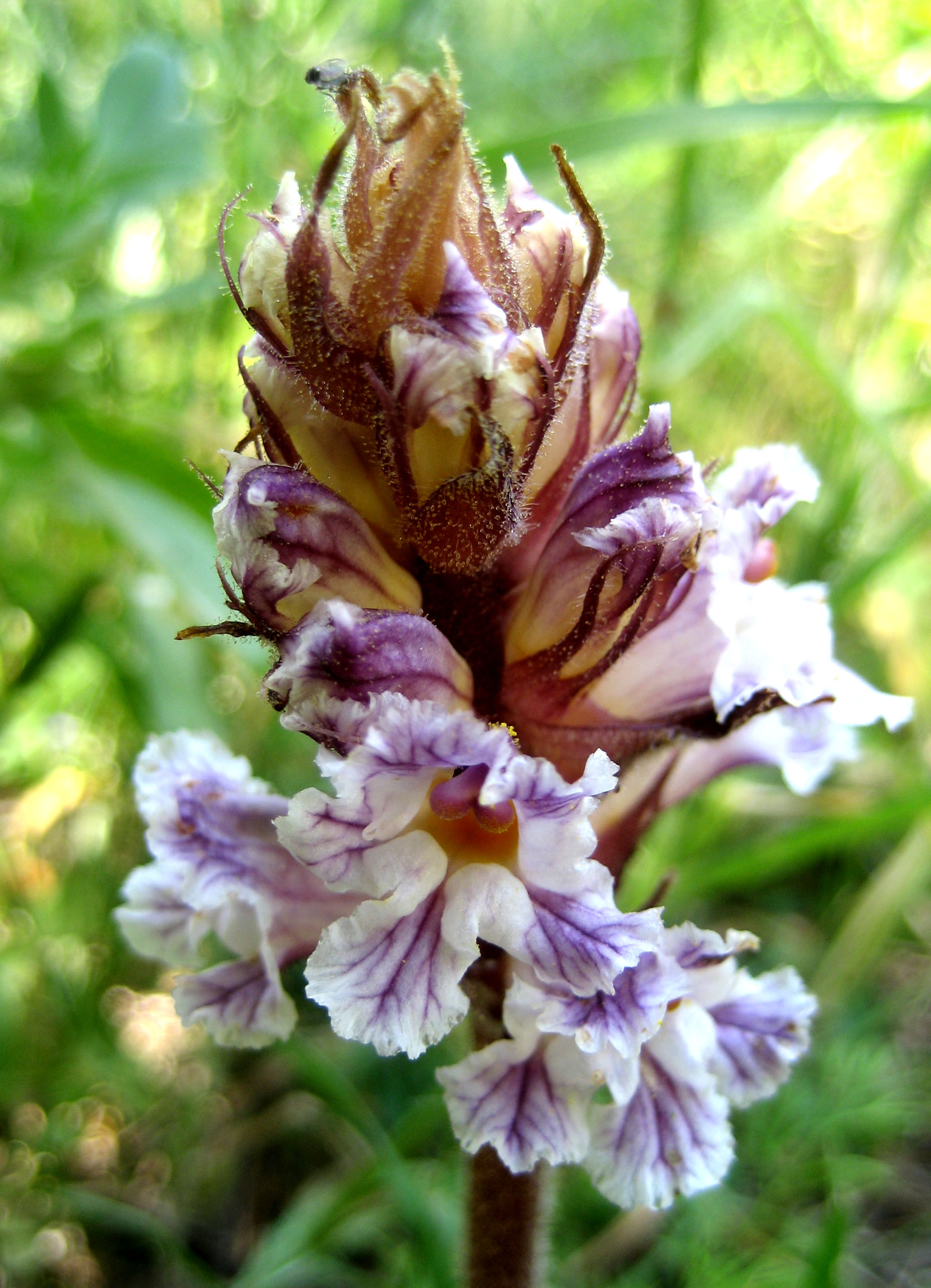
Orobanche crenata
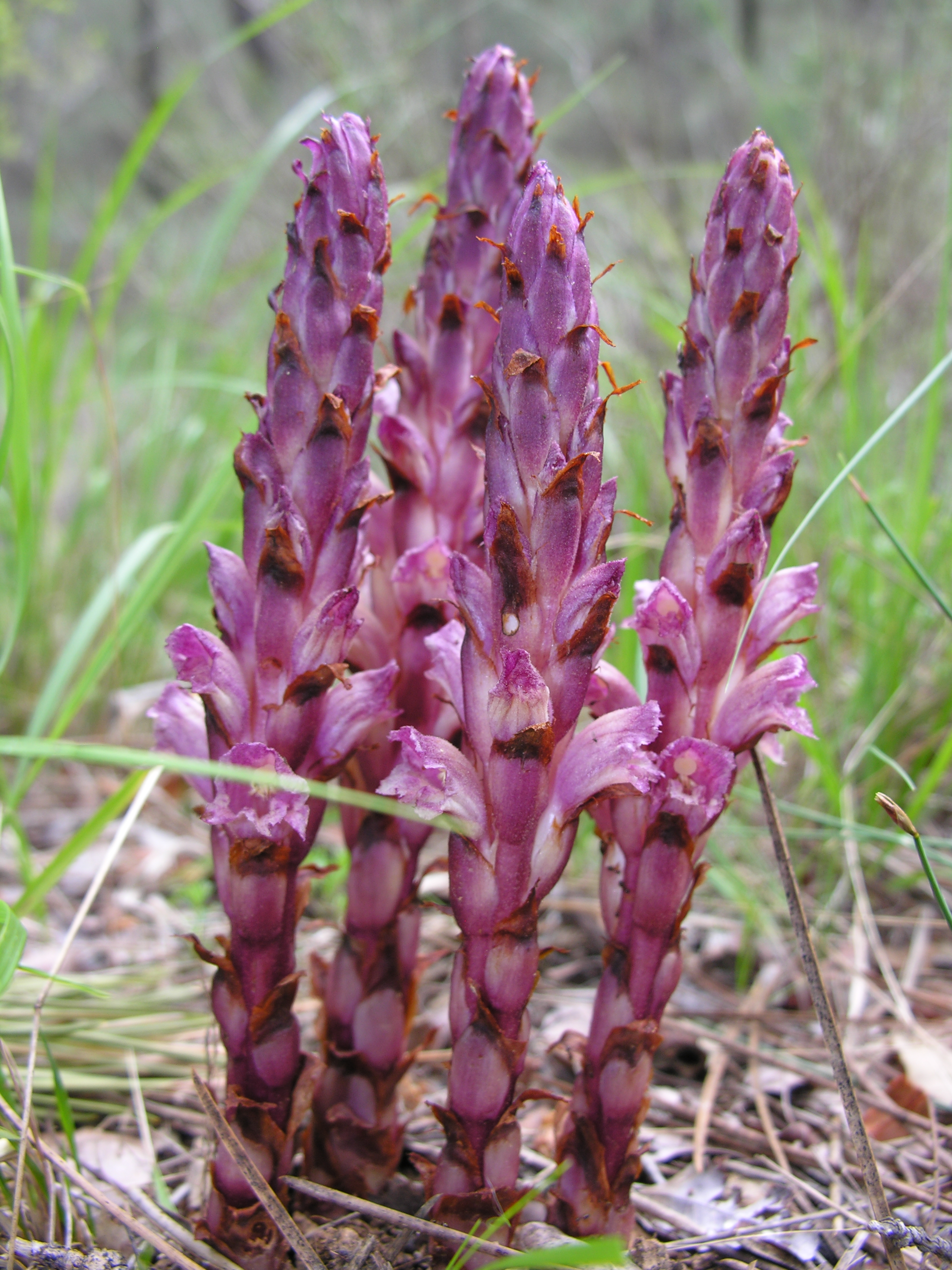
Orobanche haenseleri

### Tribù Rhinantheae

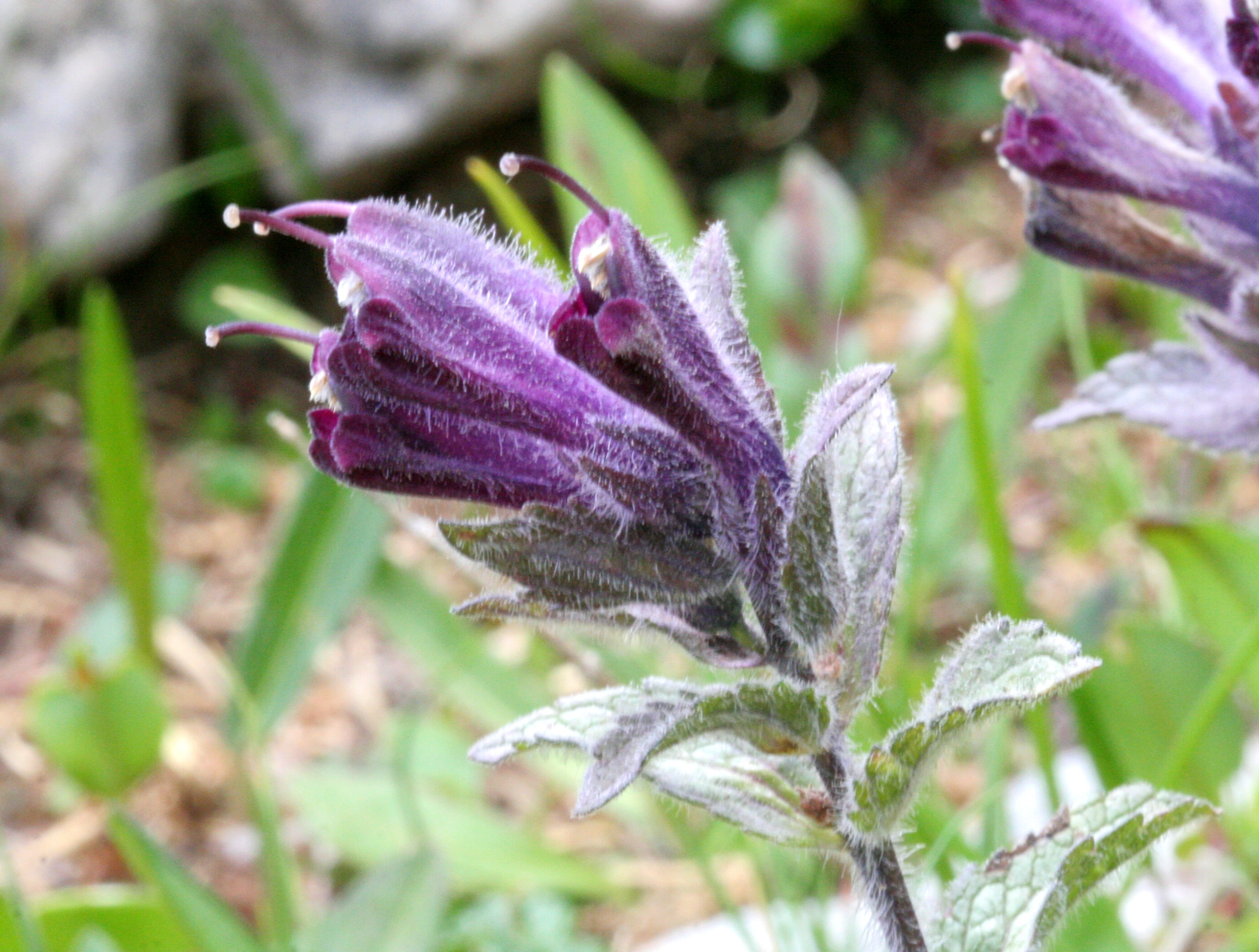
Bartsia alpina
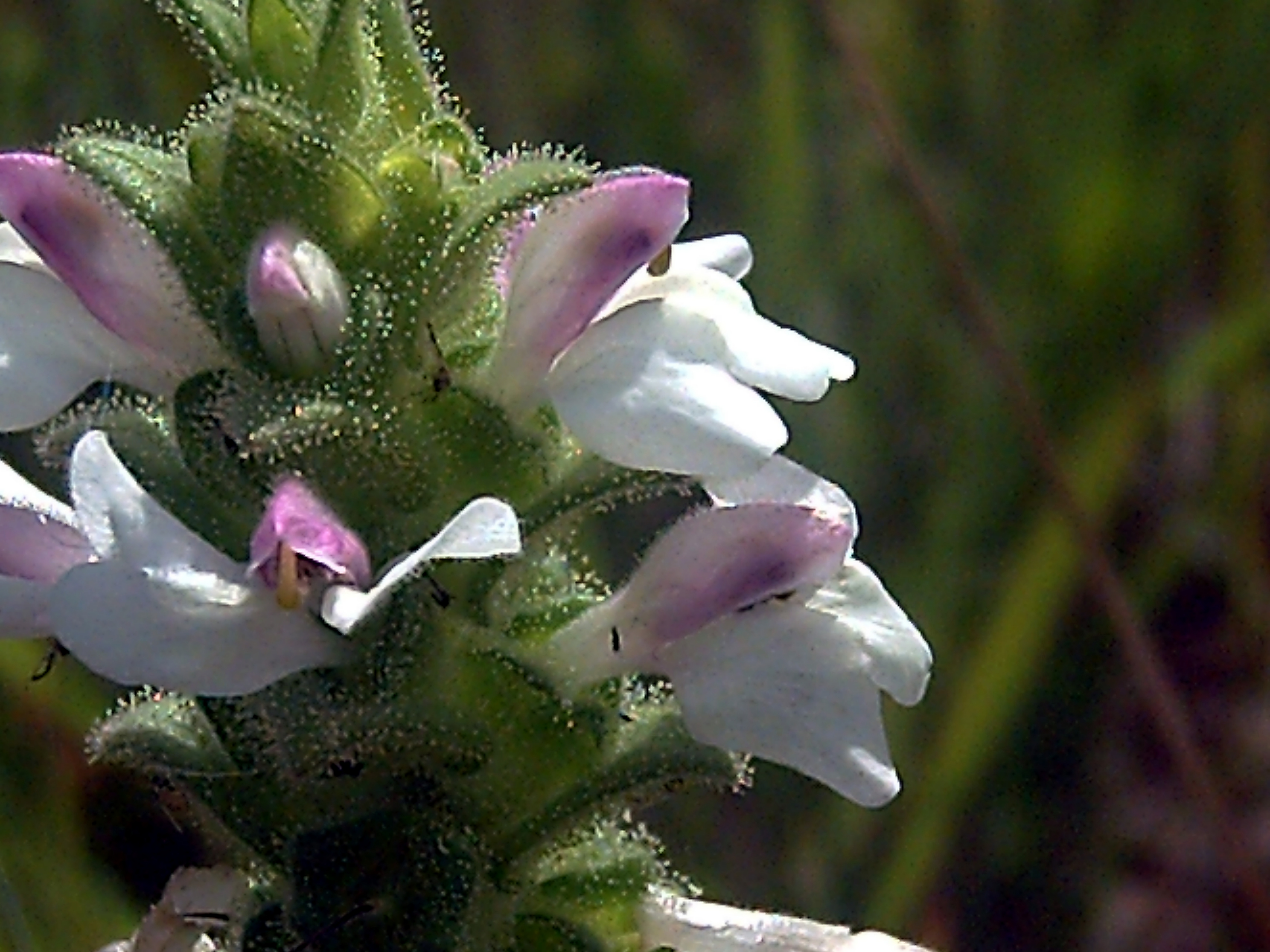
Bartsia trixago
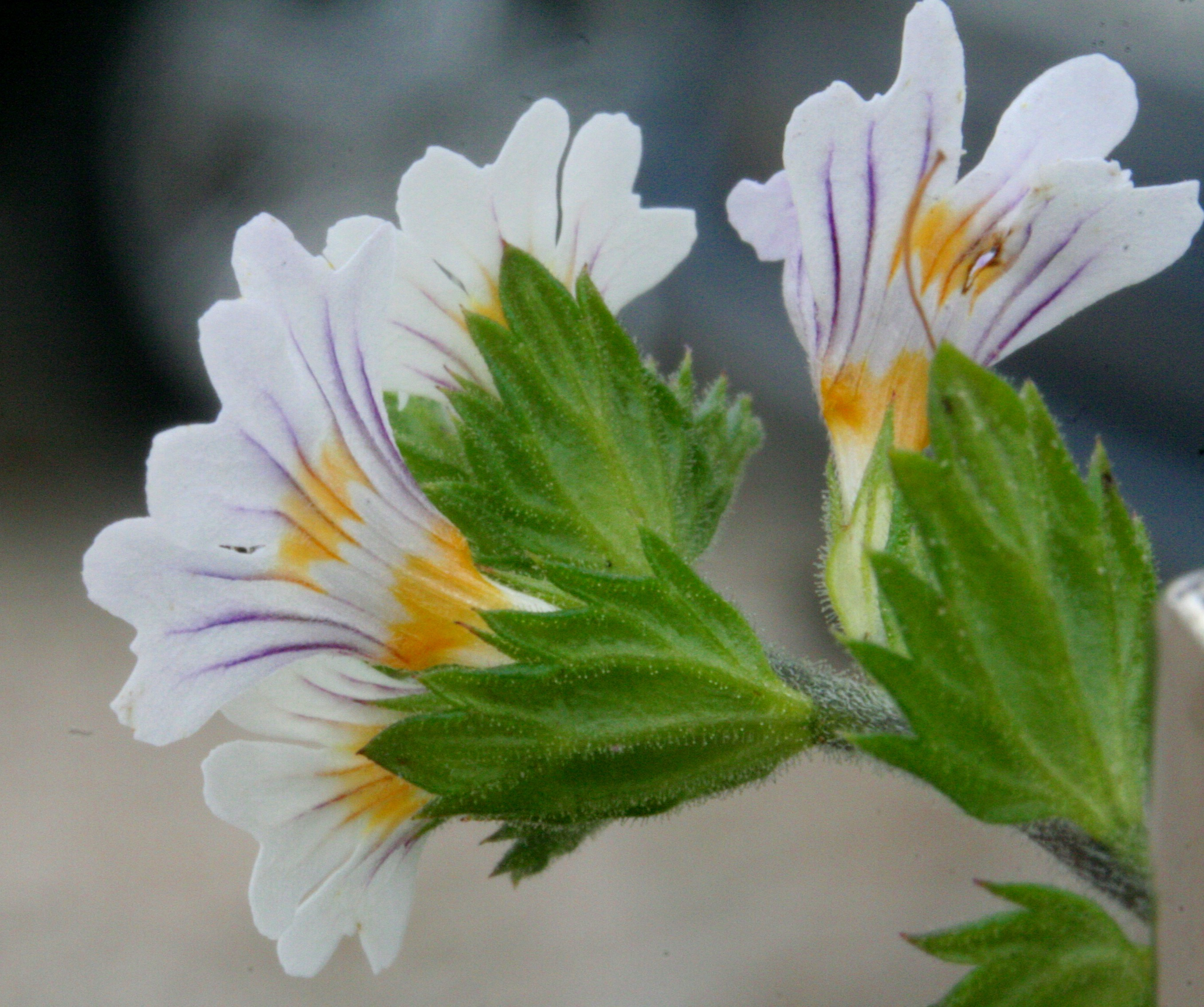
Euphrasia rostkoviana
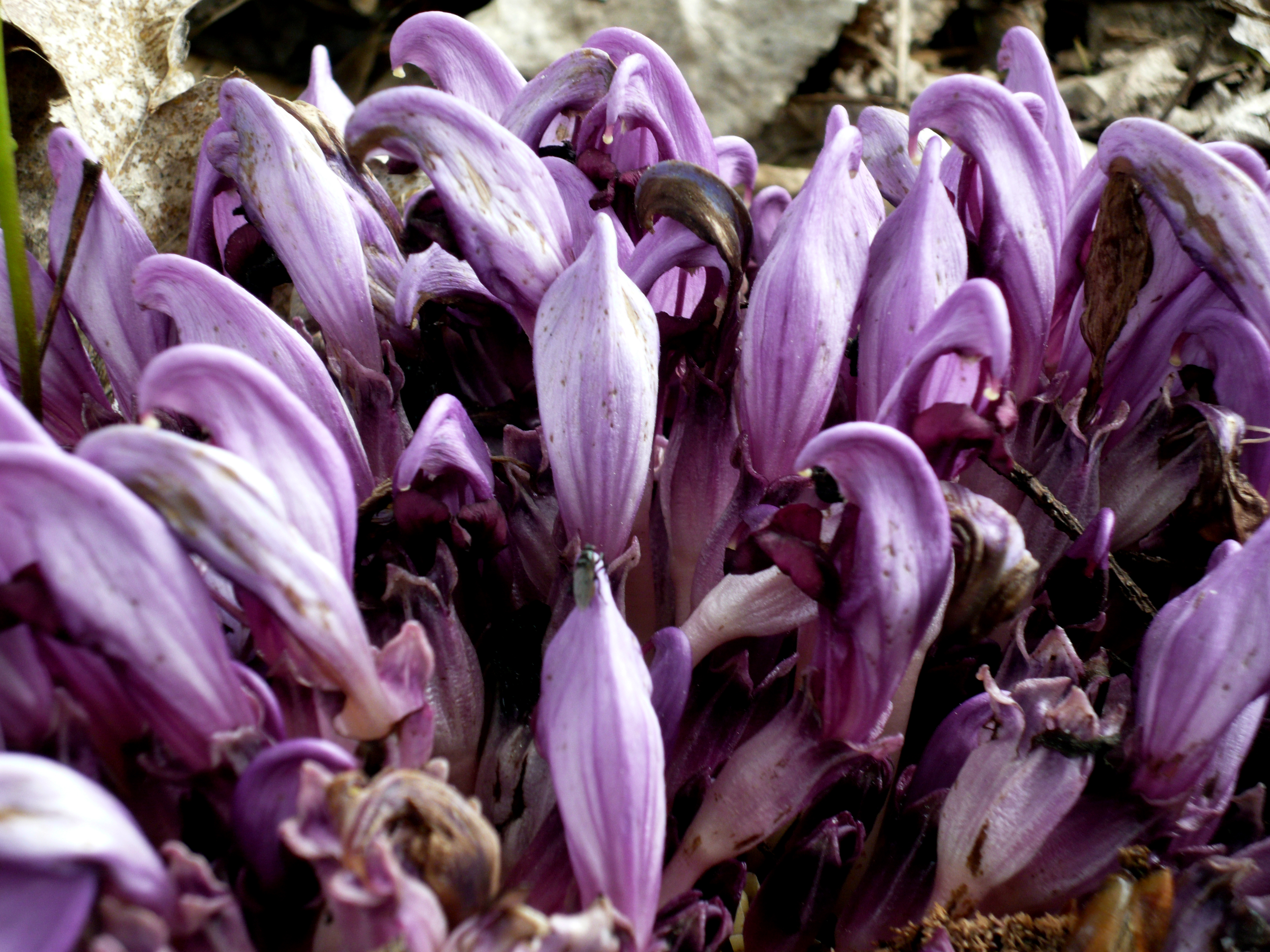
Lathraea clandestina
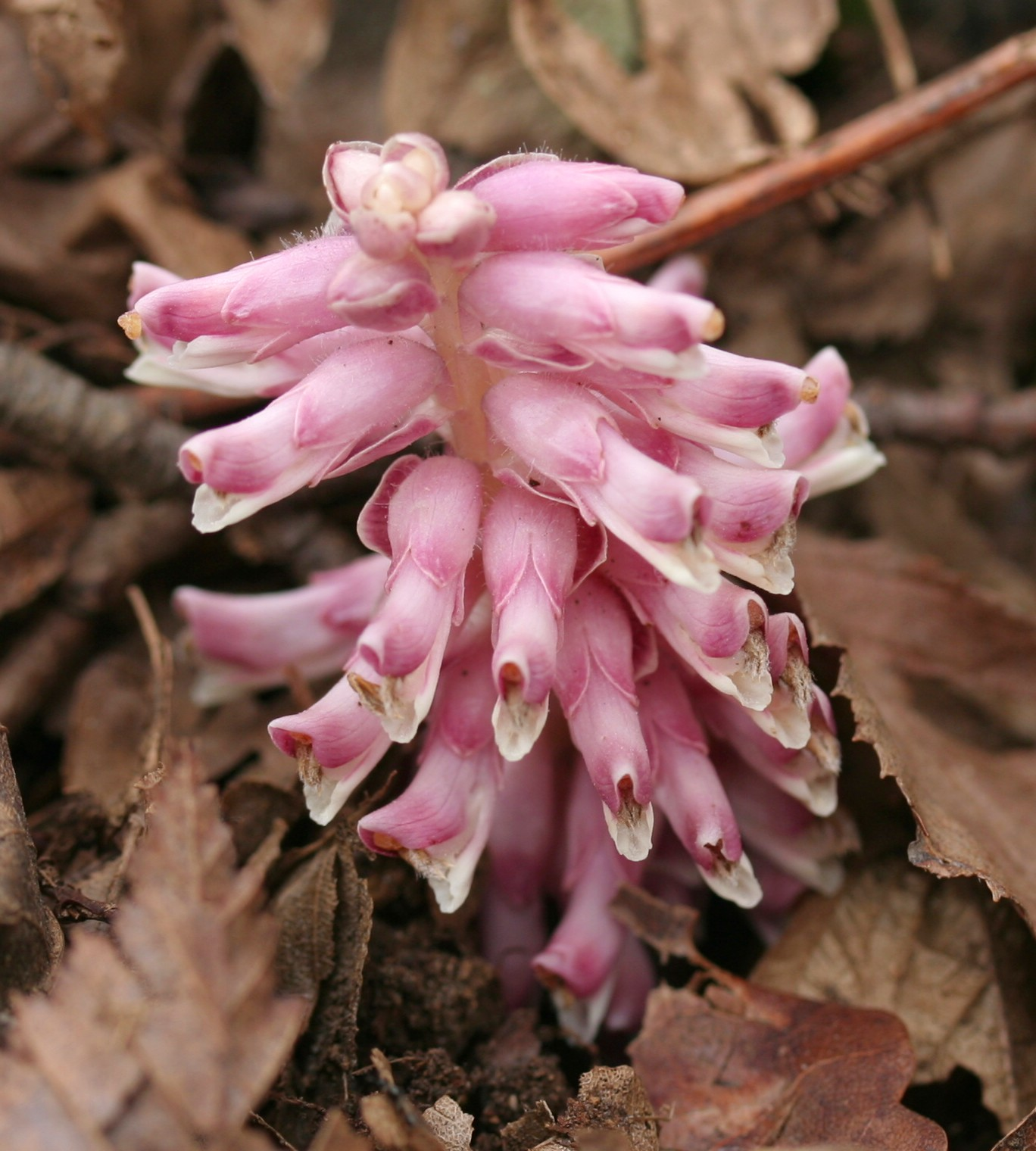
Lathraea squamaria
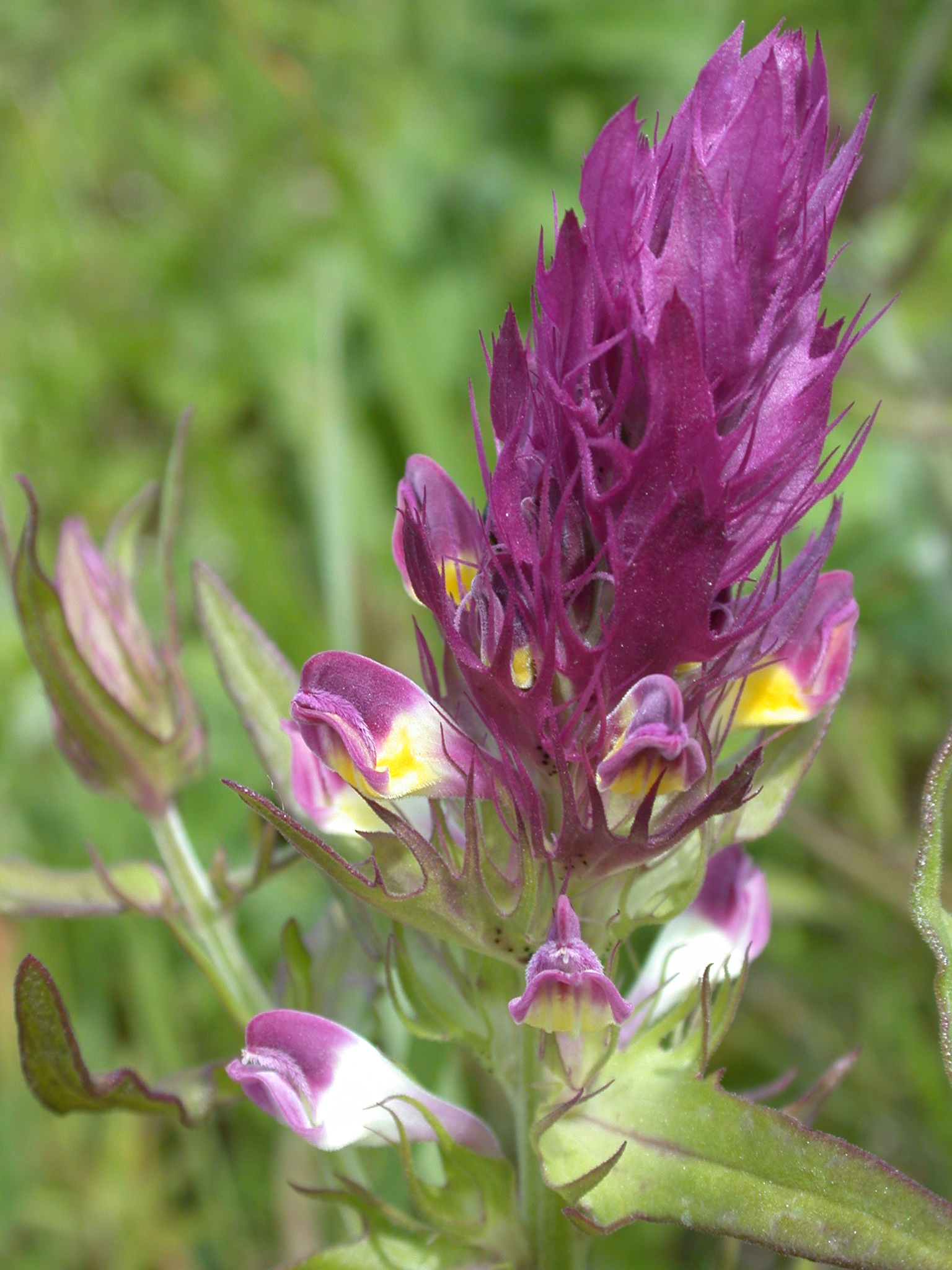
Melampyrum arvense
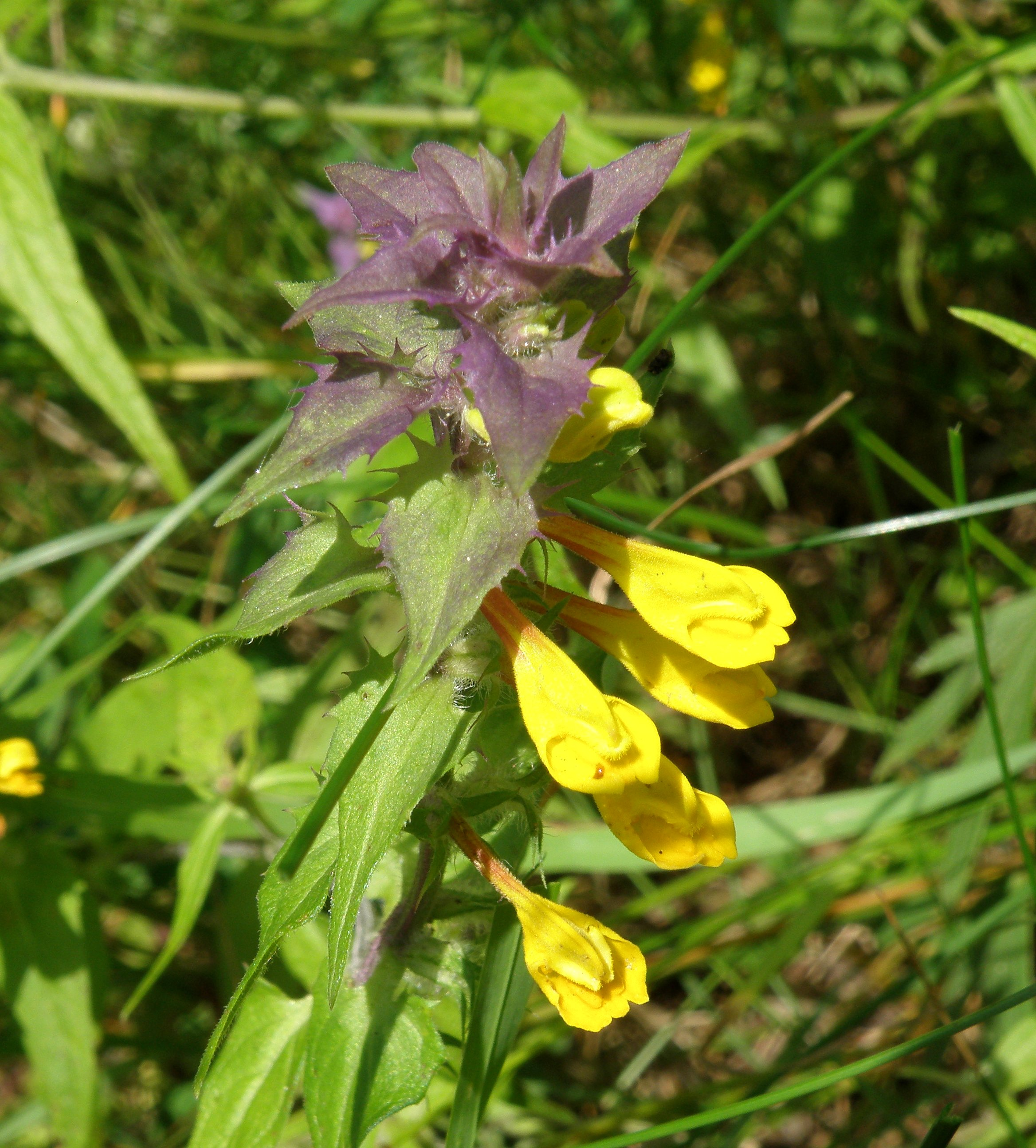
Melampyrum nemorosum
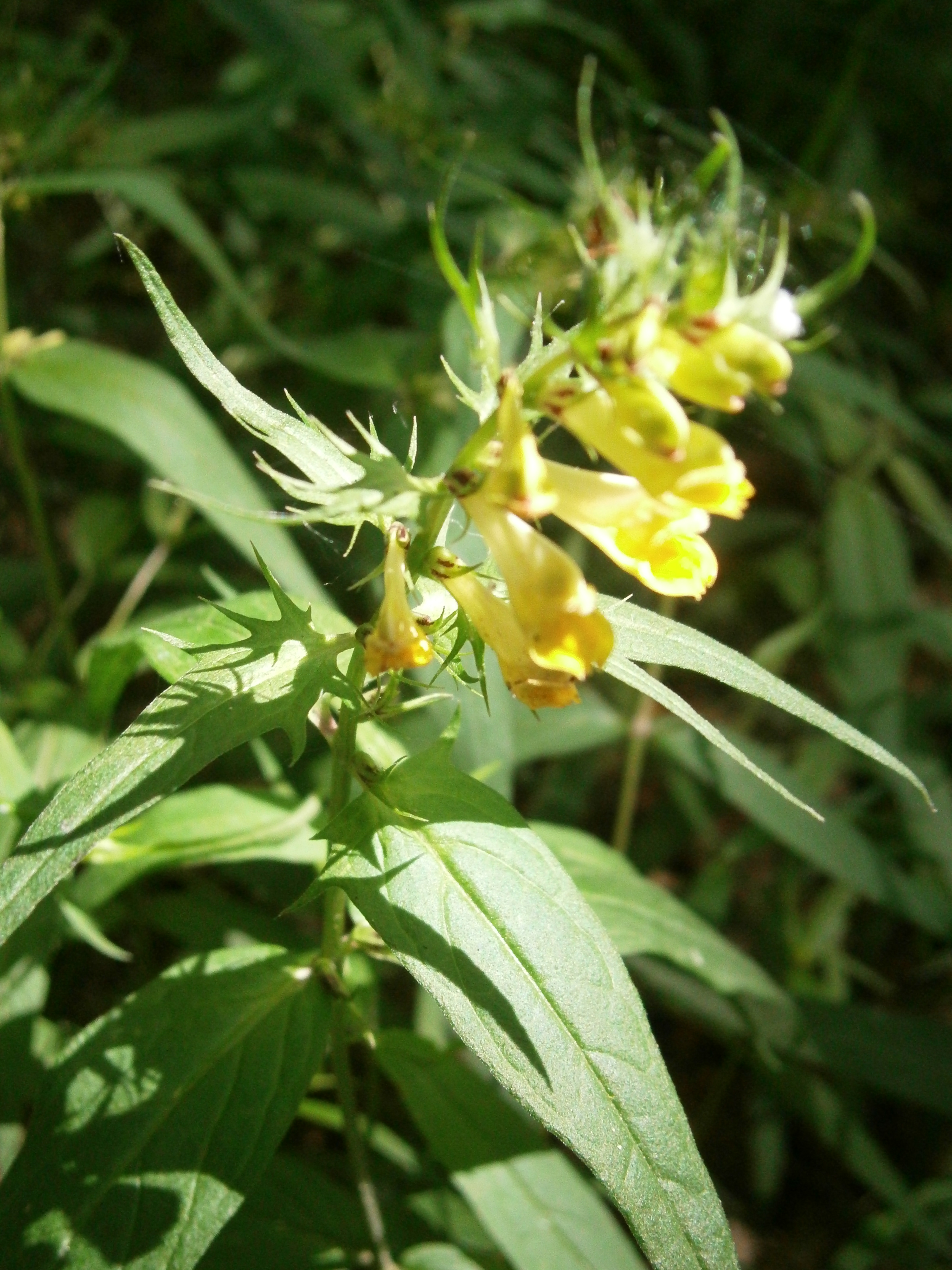
Melampyrum pratense
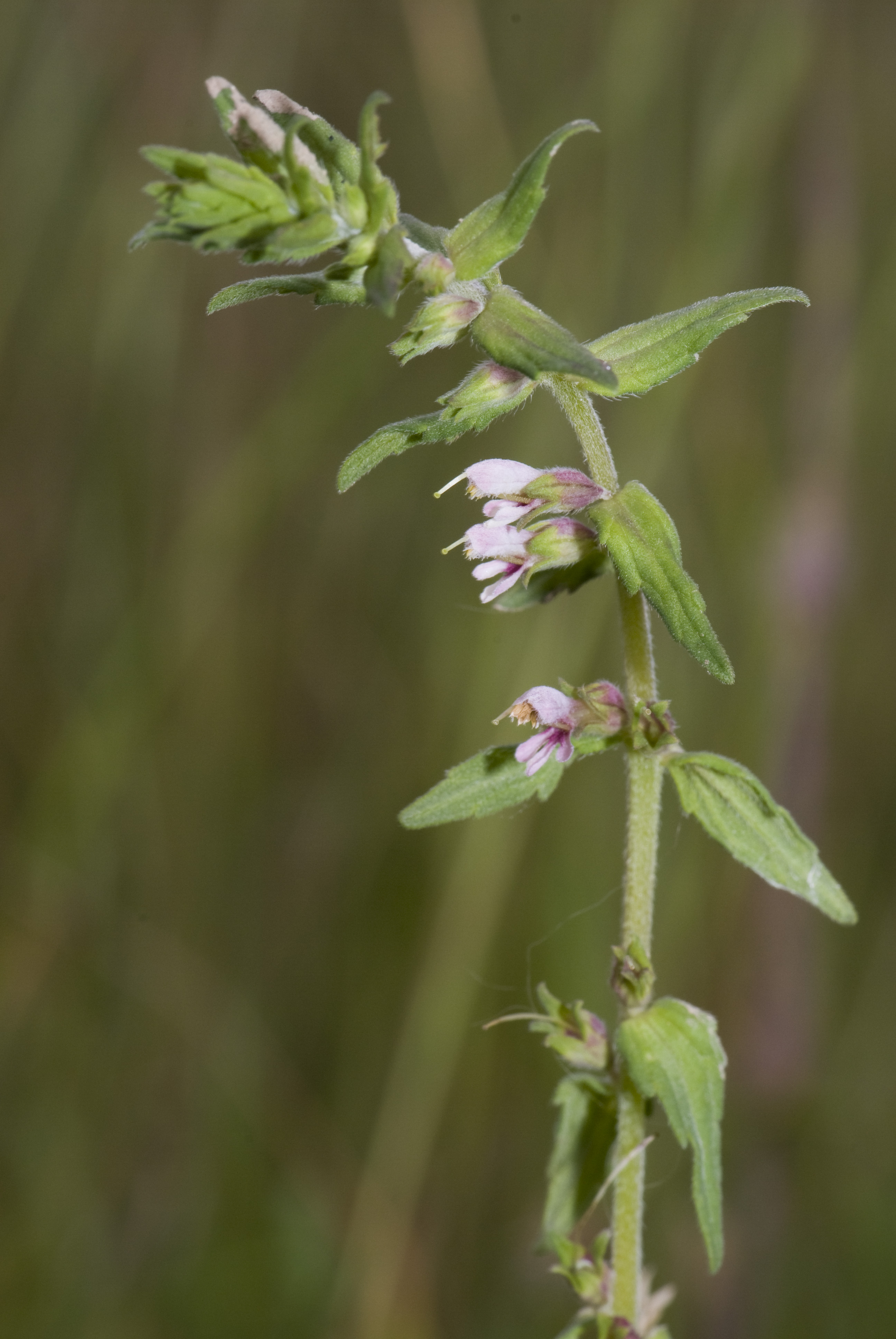
Odontites vernus
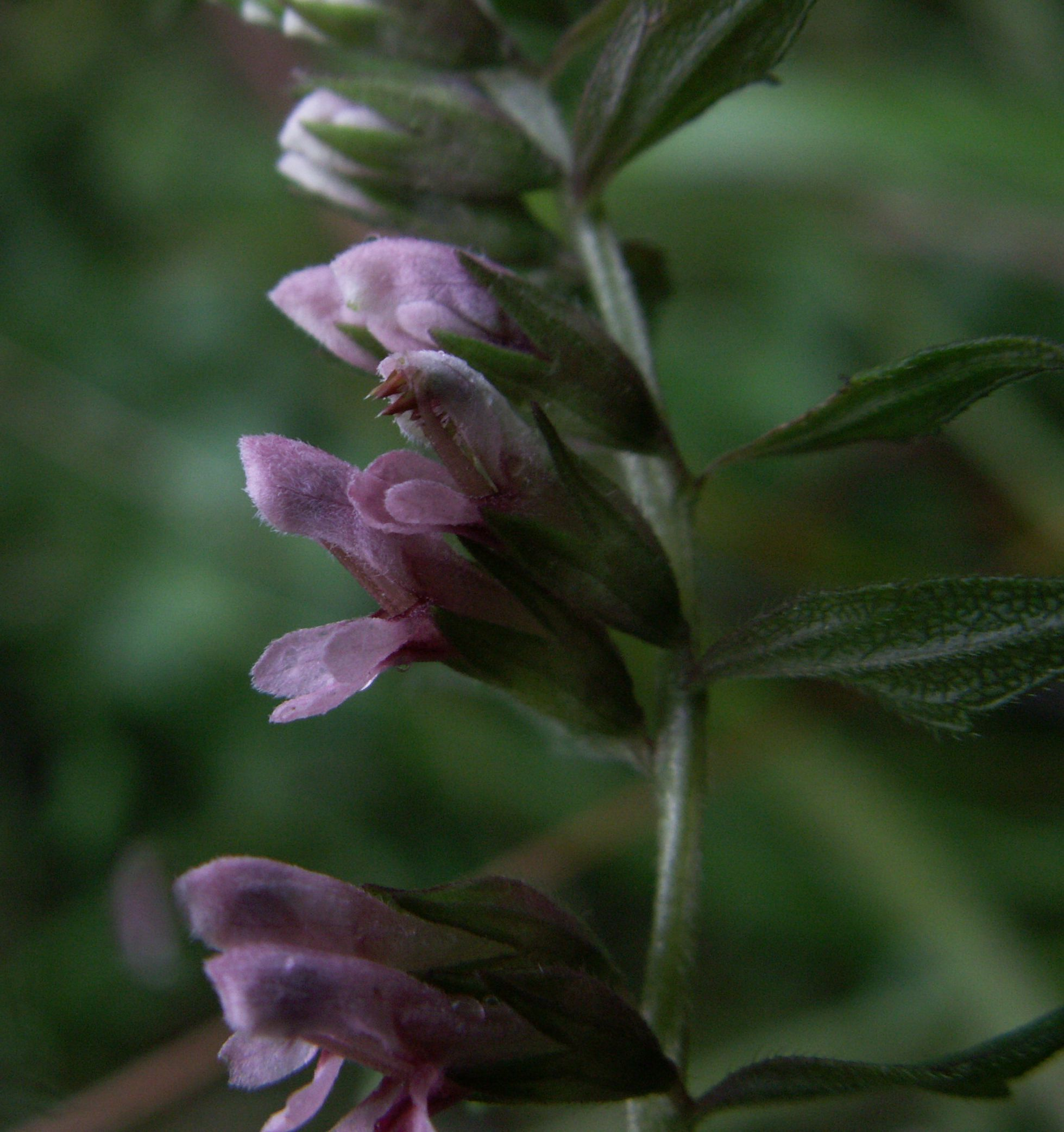
Odontites vulgaris
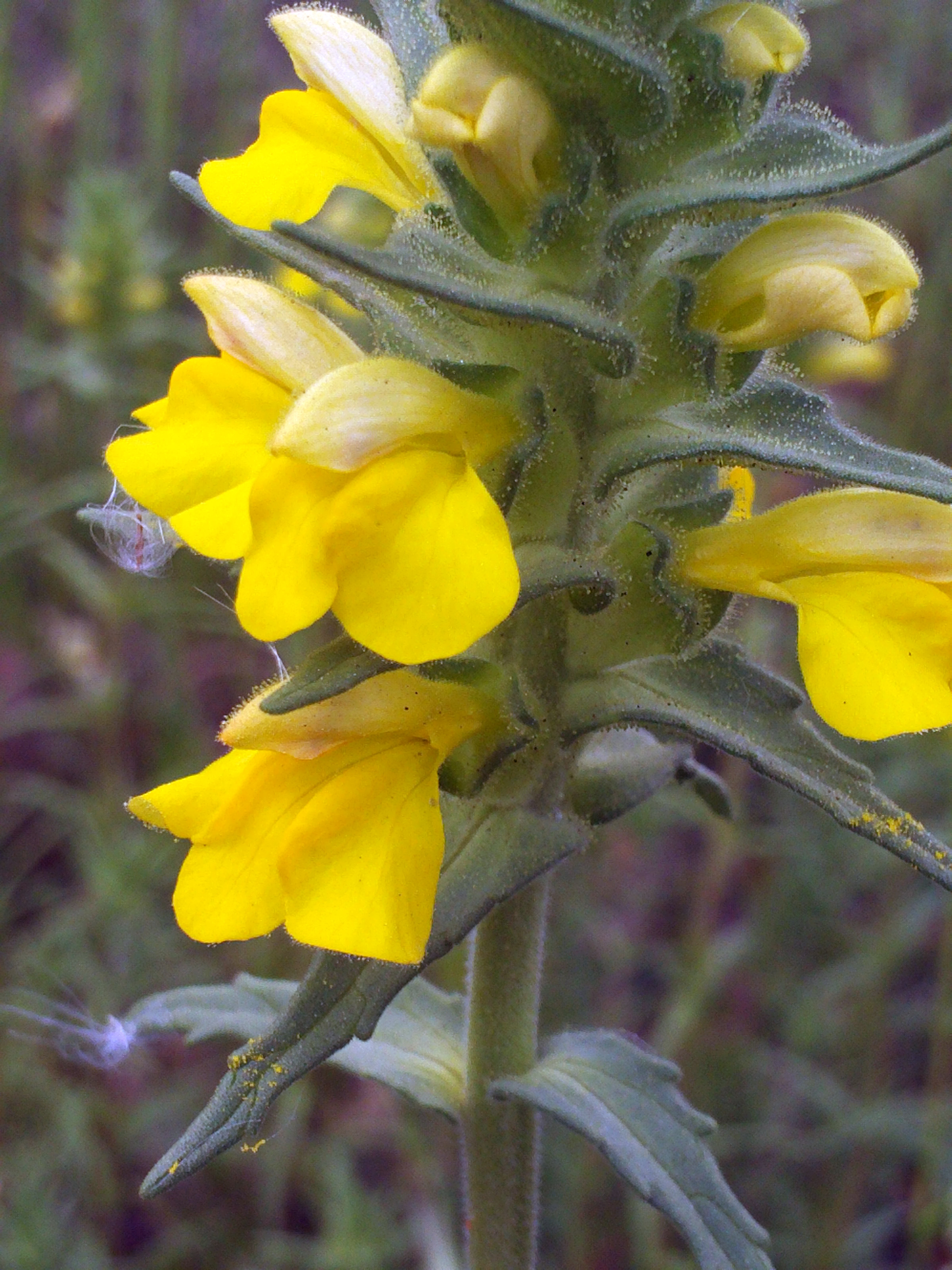
Parentucellia viscosa
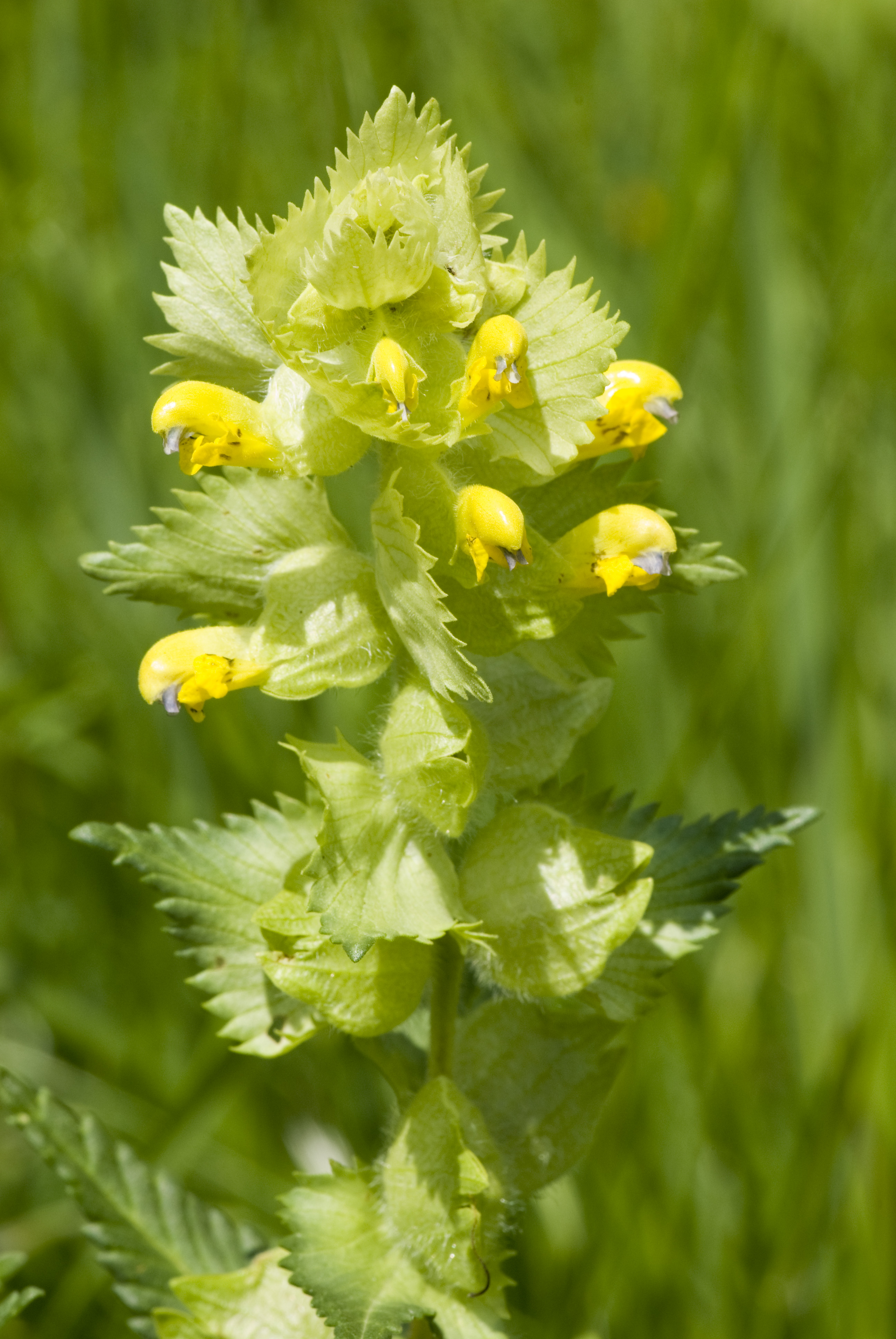
Rhinanthus alectorolophus
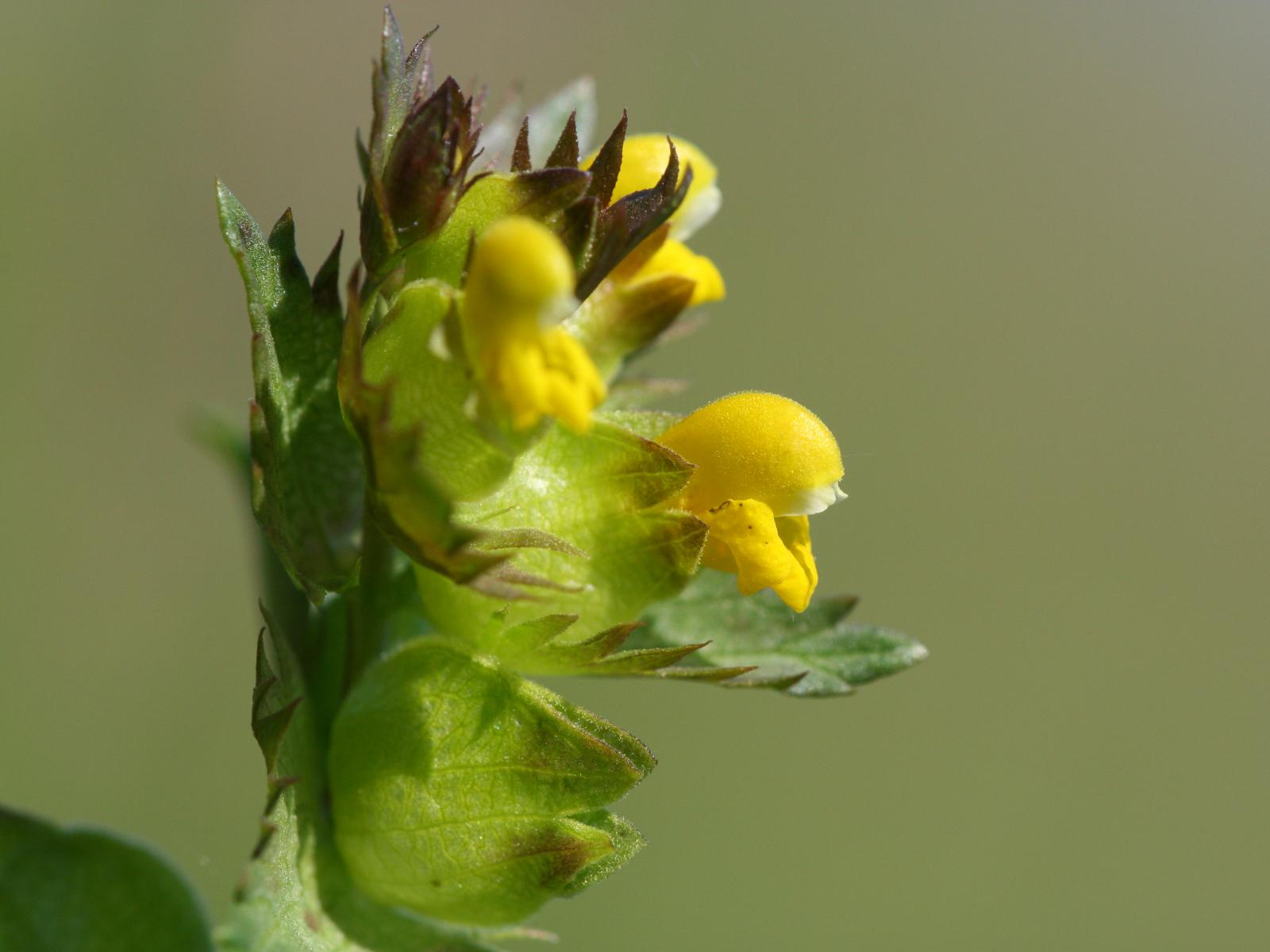
Rhinanthus minor
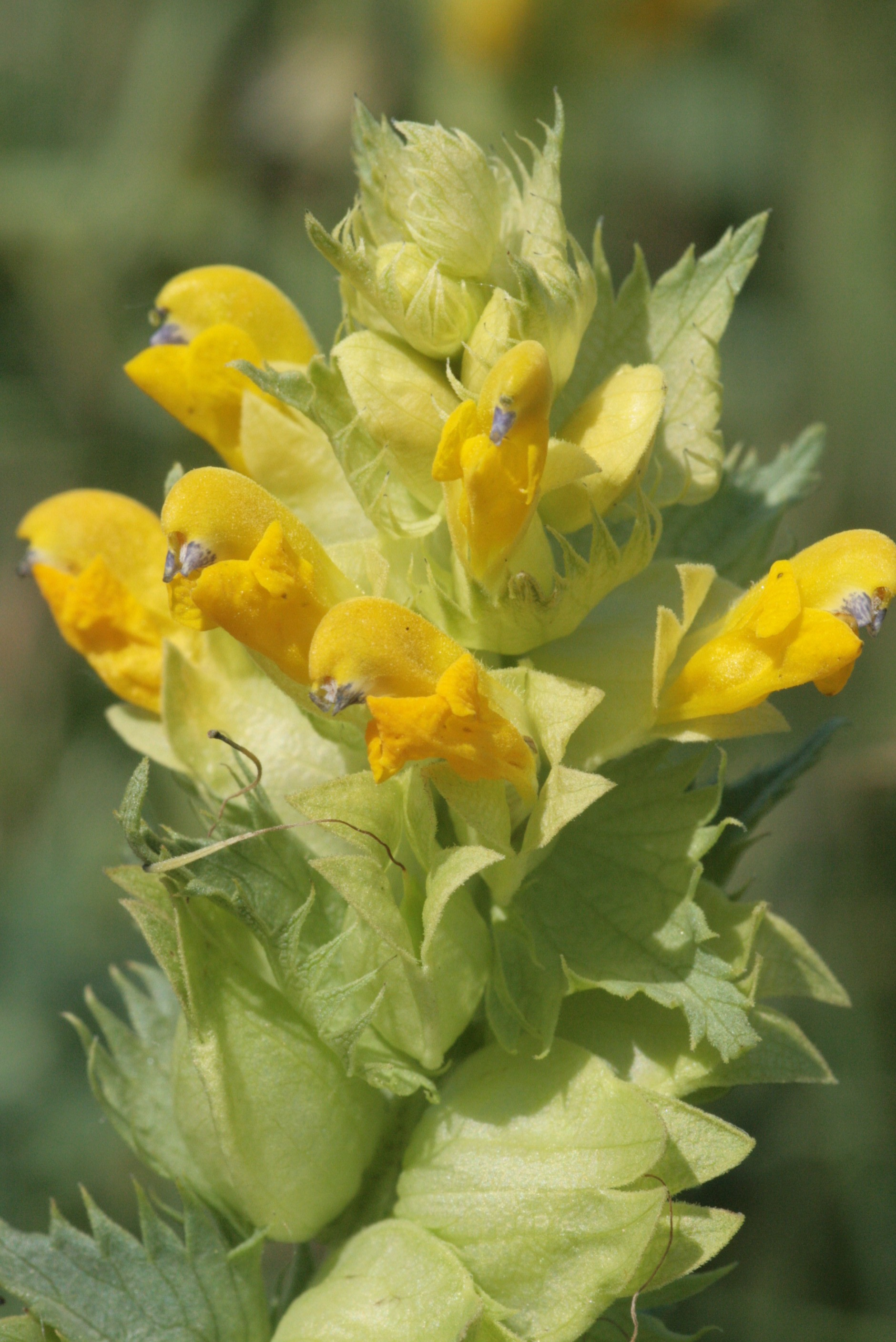
Rhinanthus serotinus
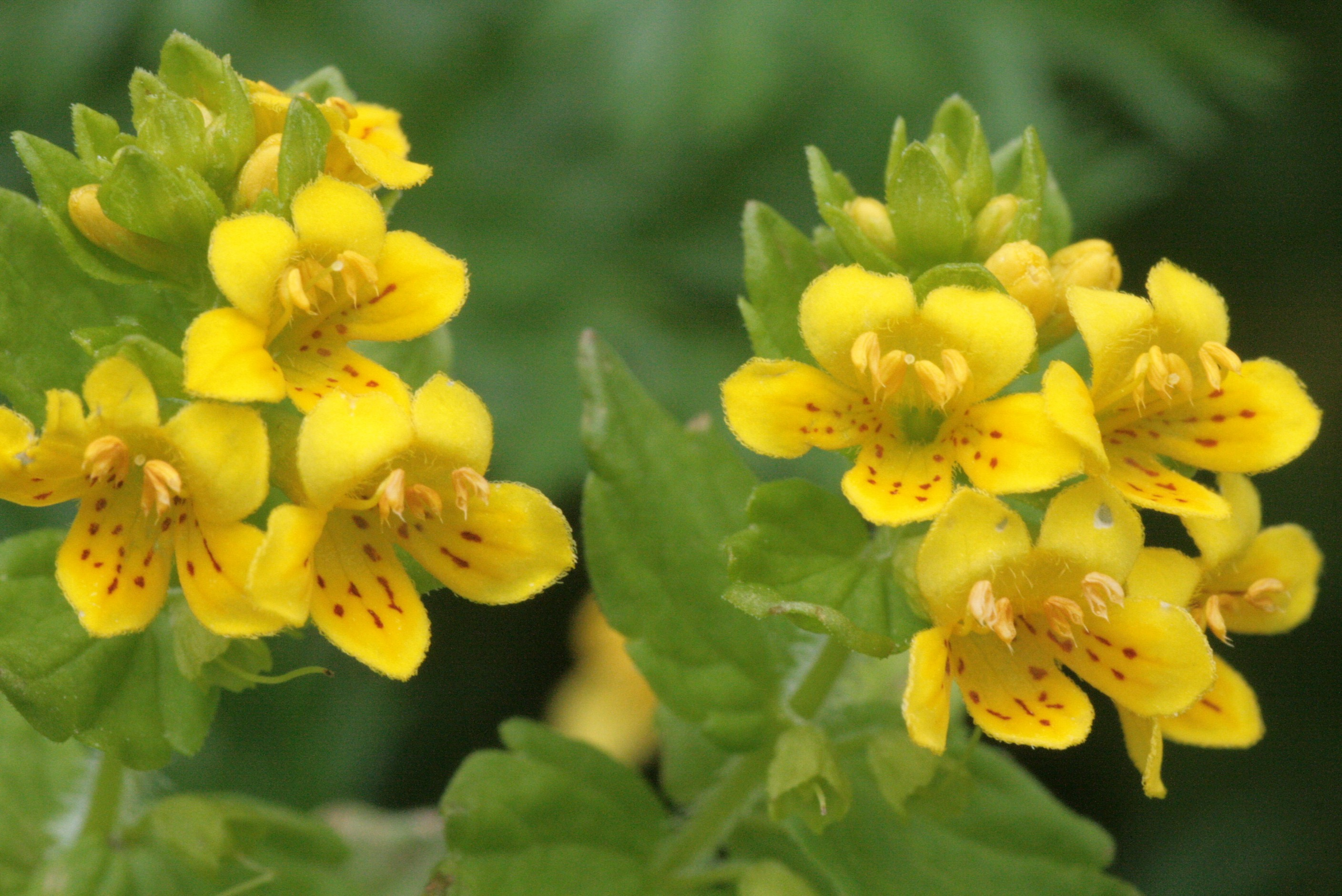
Tozzia alpina